# Biserica de lemn din Budești Susani

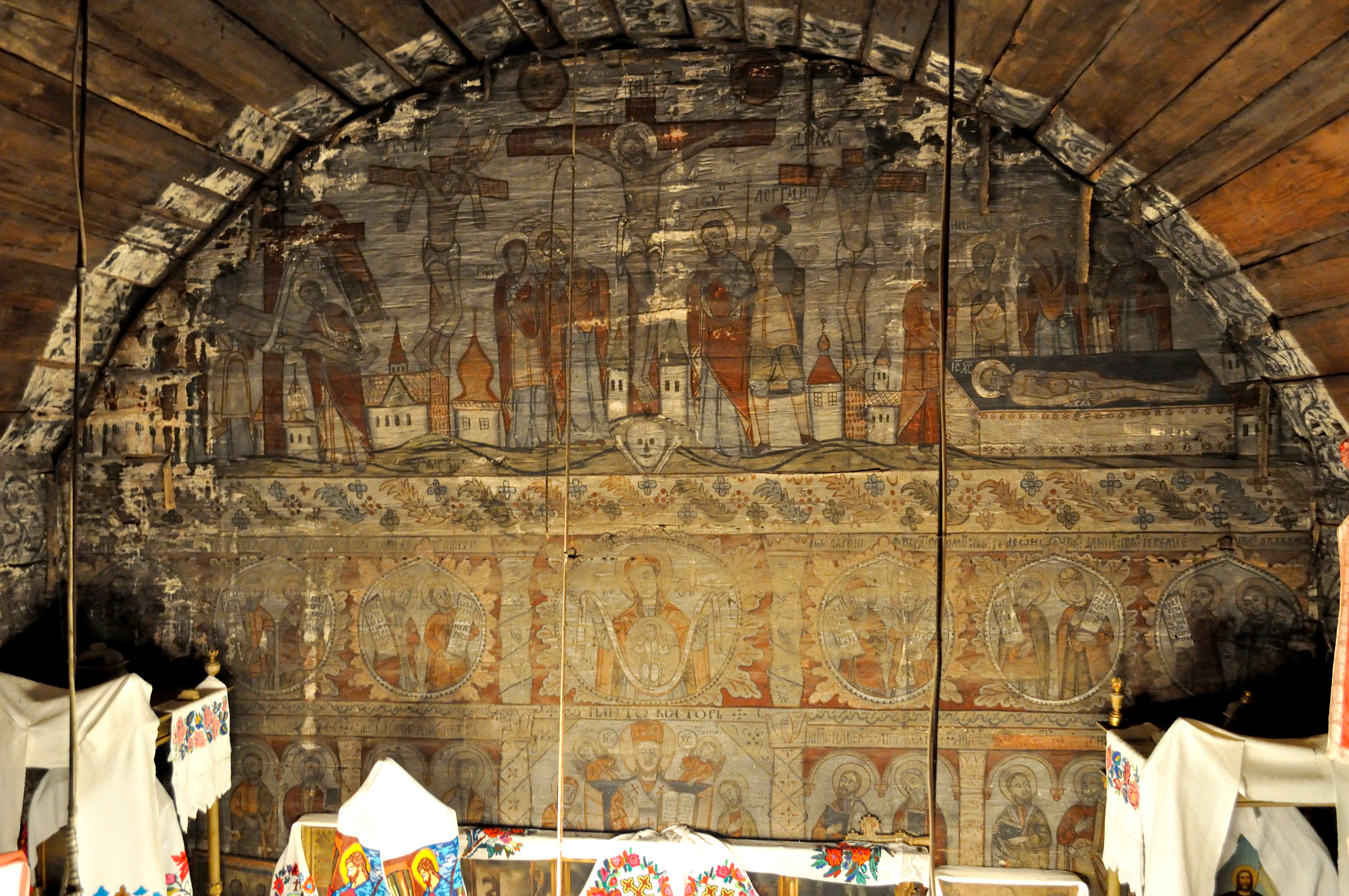
Tâmpla, pictată de zugravul itinerant Alexandru Ponehalschi

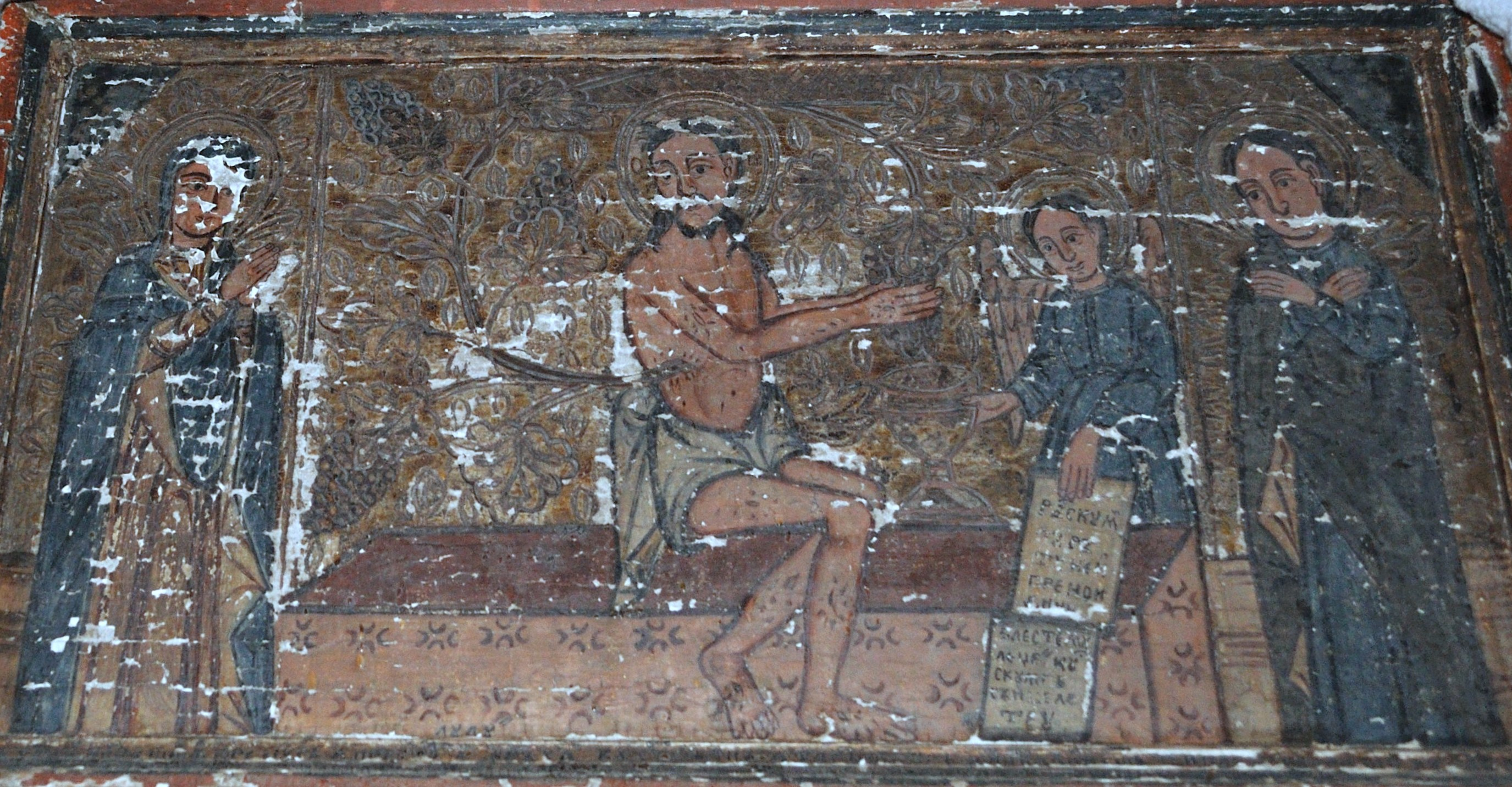
„Răscumpăratu-ne-i pre noi din blestemul legei cu scump sângele teu”

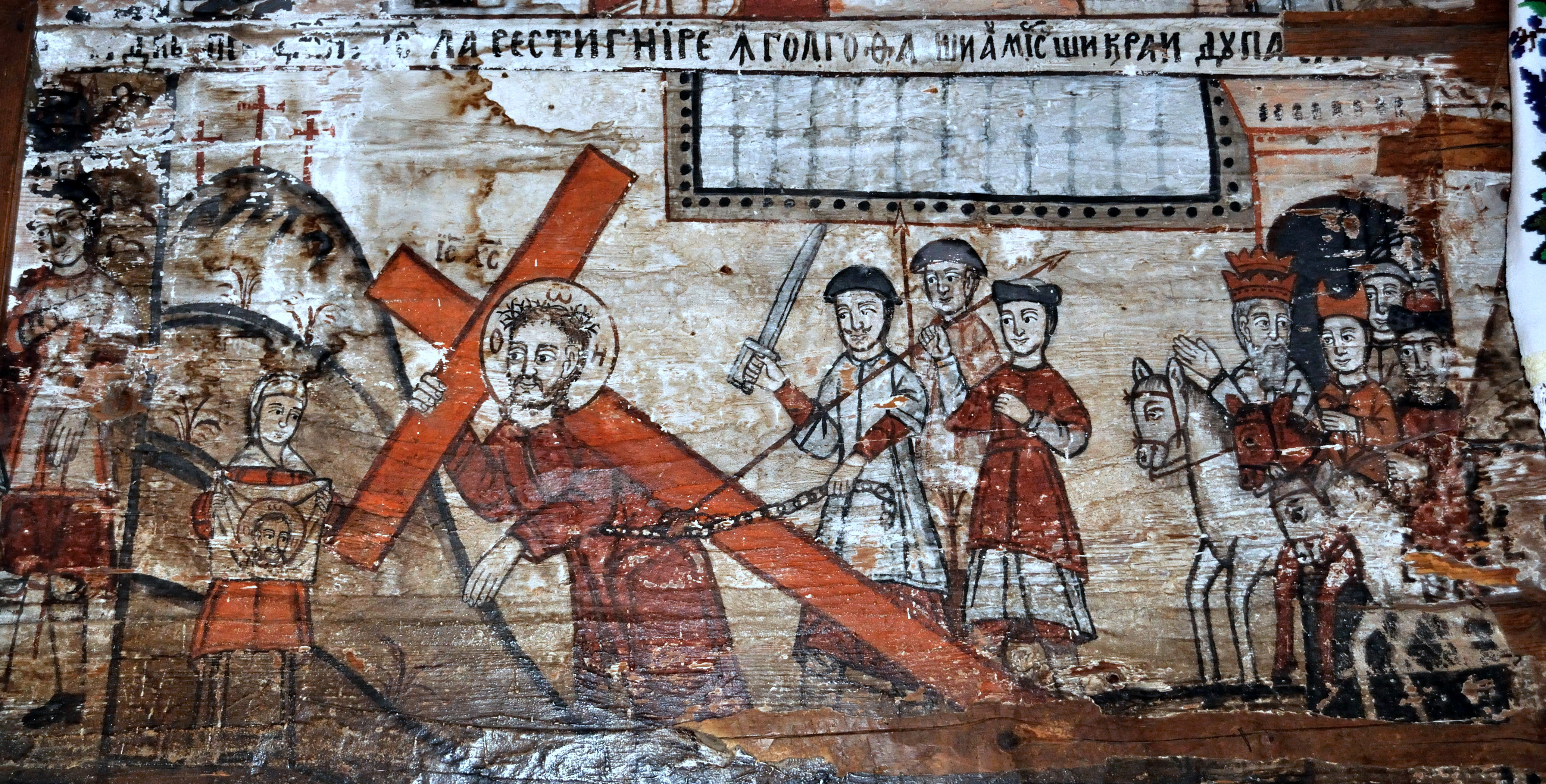
„Isus purtând crucea”

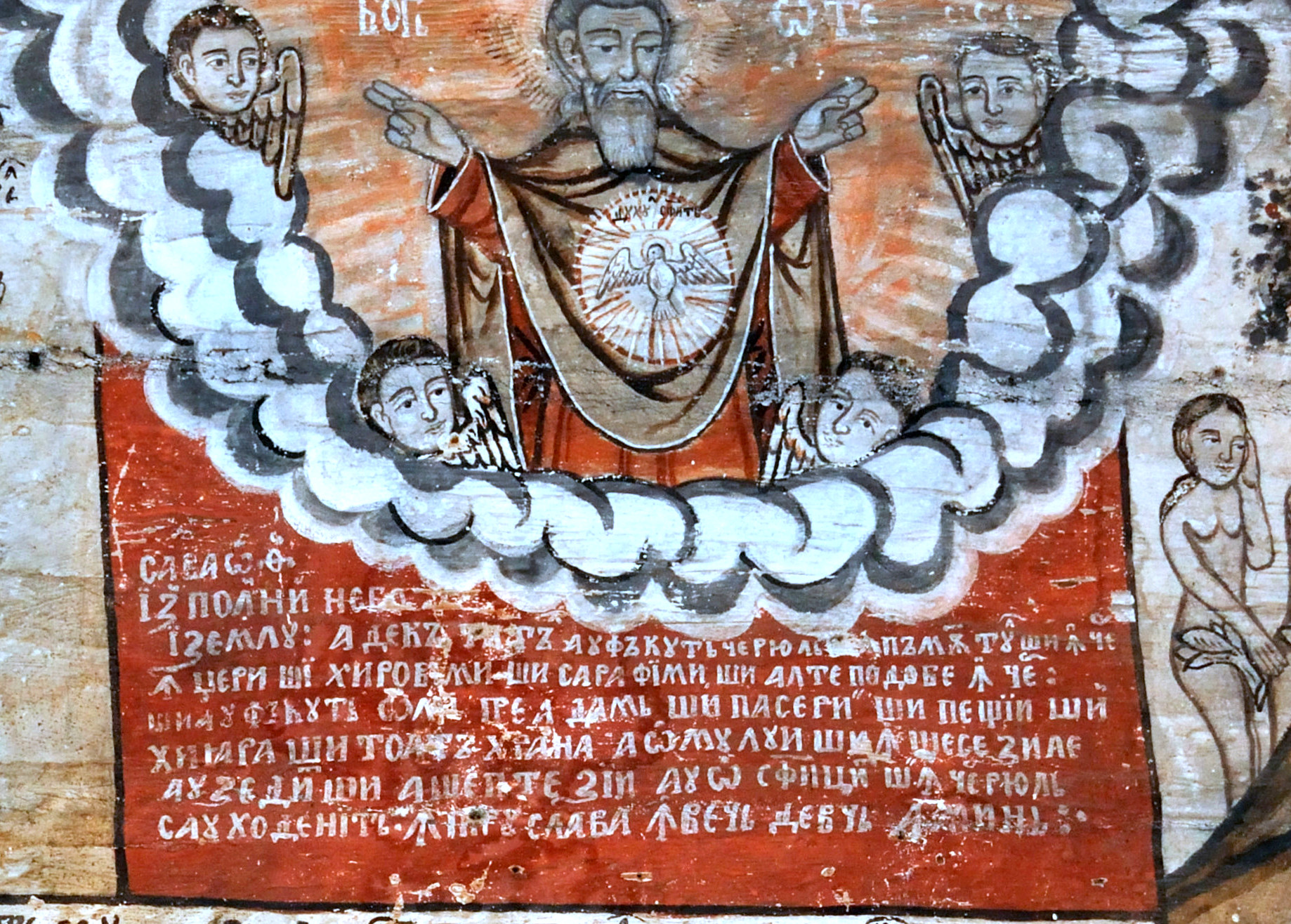
Zugravul a pictat ciclul Creației pe peretele nordic al naosului, în centrul lui așezând imaginea-cheie a Creatorului: Богь Ѿец, adică Dumnezeu-Tatăl

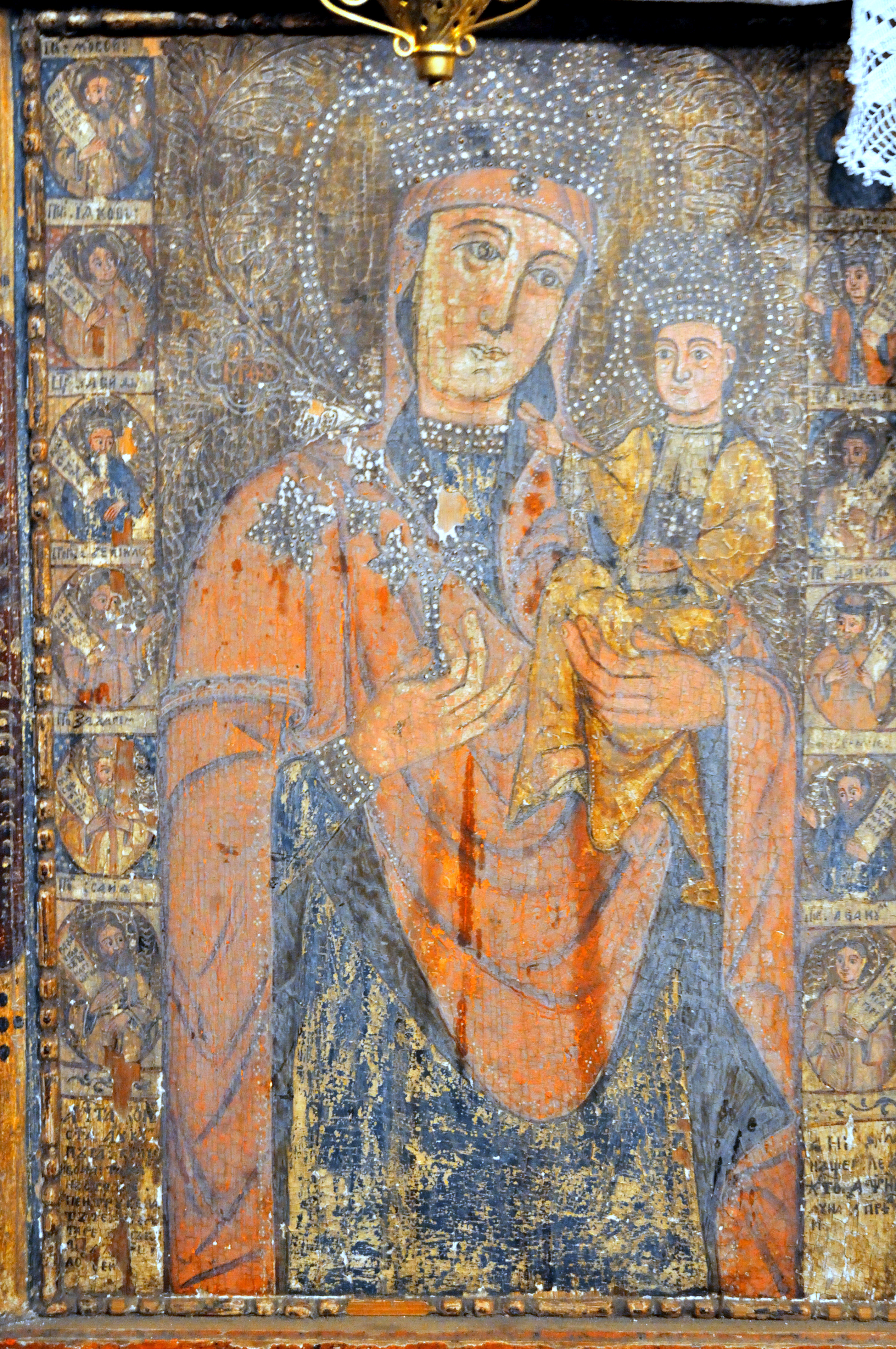
Maica Domnului cu Pruncul (Alexandru Ponehalschi 1755)

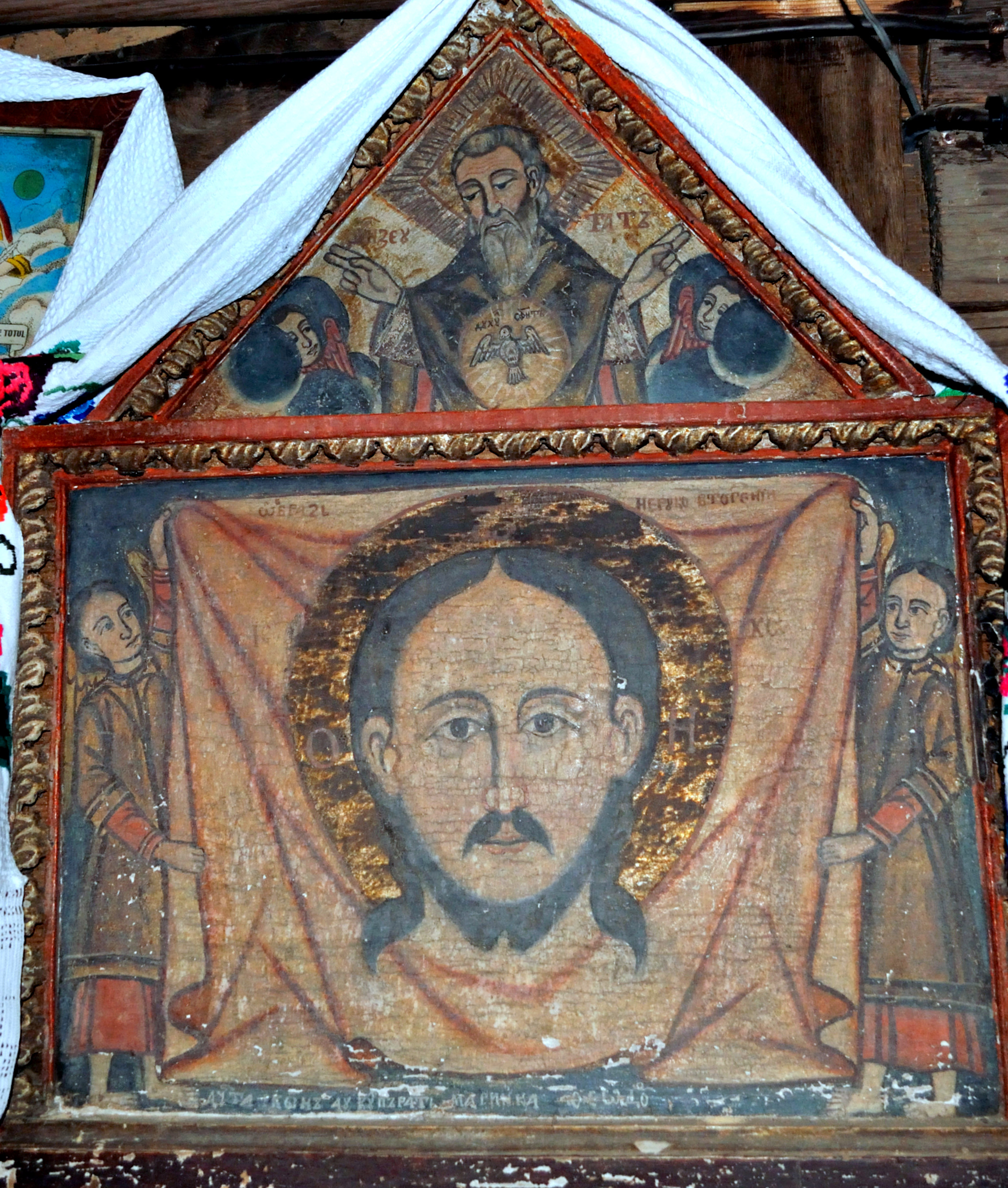
Mandylion (în timpan:: Dumn[e]zeu Tatăl și Duhul Sf[â]nt)

Biserica de lemn din Budești Susani, comuna Budești, județul Maramureș, datează din anul 1760. Are hramul „Sfântul Nicolae”. Biserica se află pe noua listă a monumentelor istorice sub codul LMI: MM-II-m-A-04531.

## Imagini din exterior

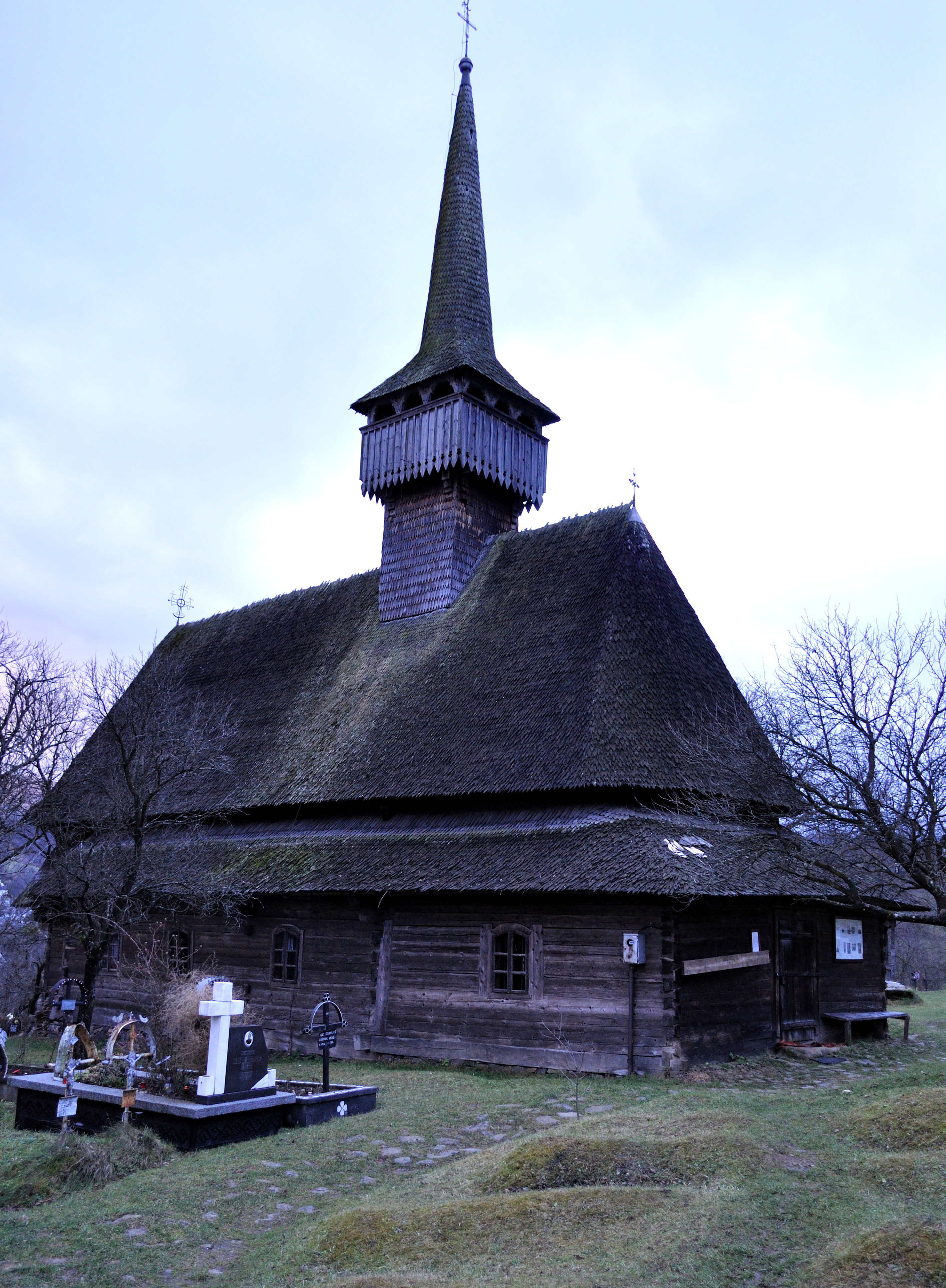
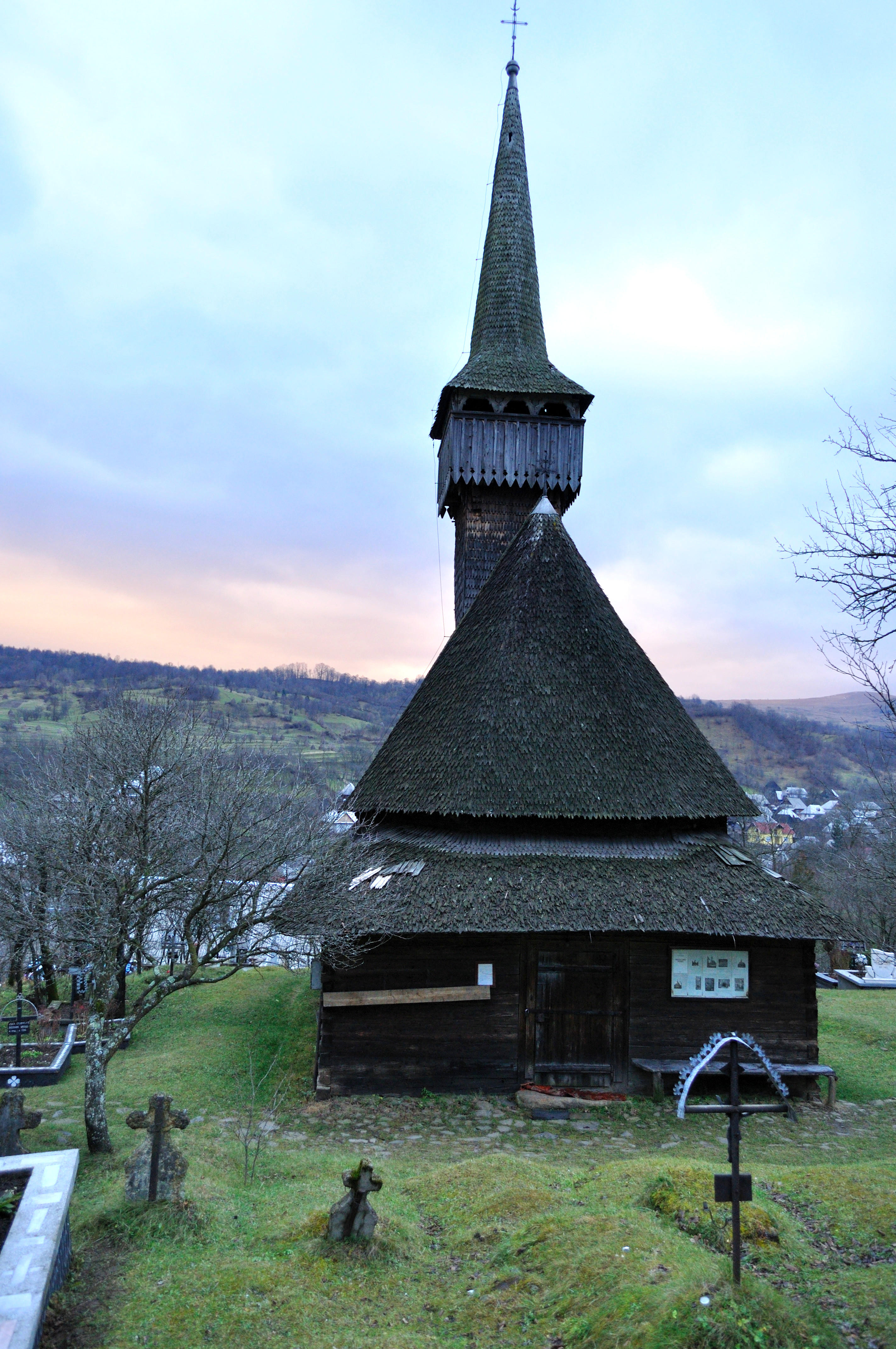
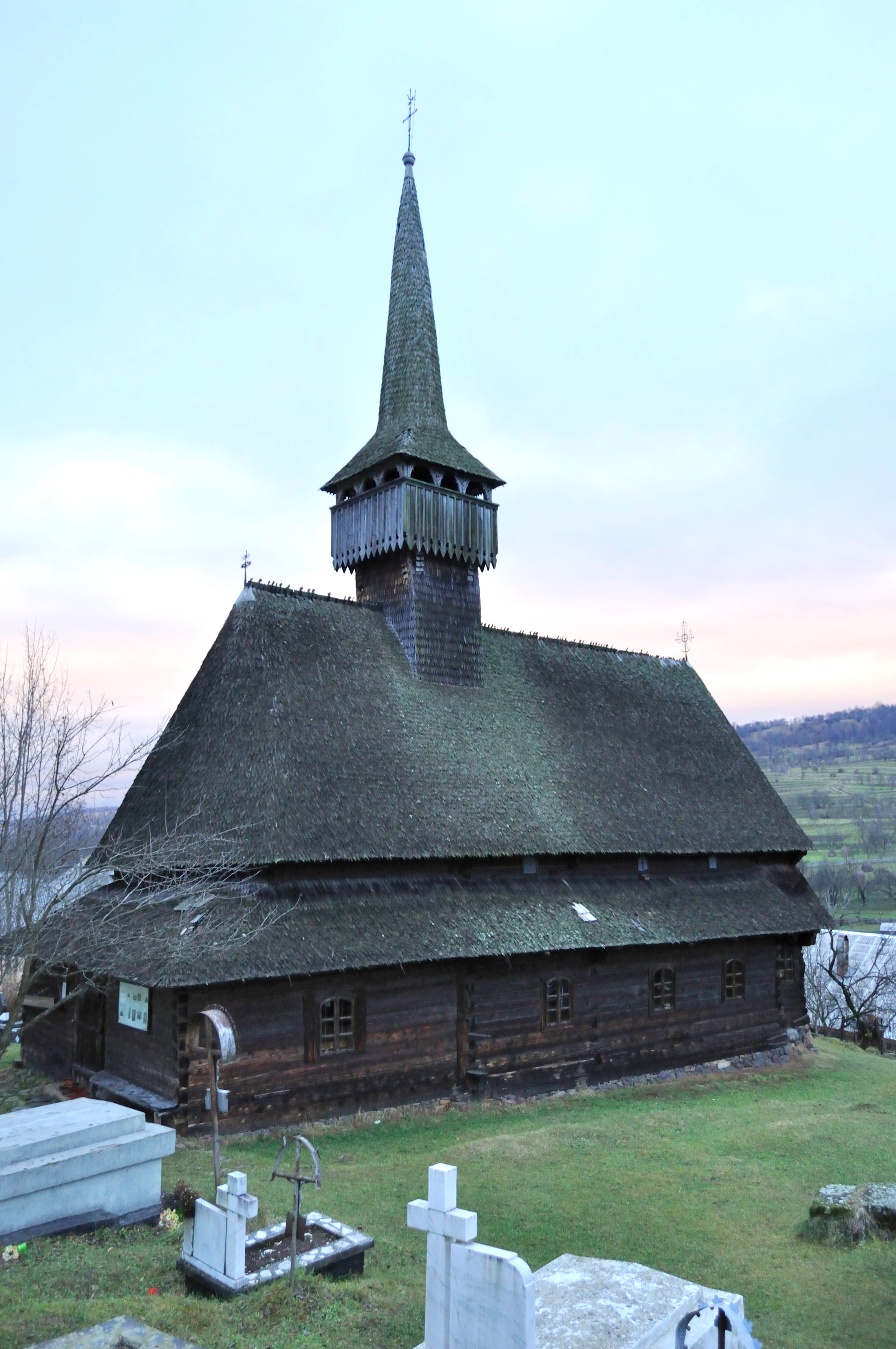
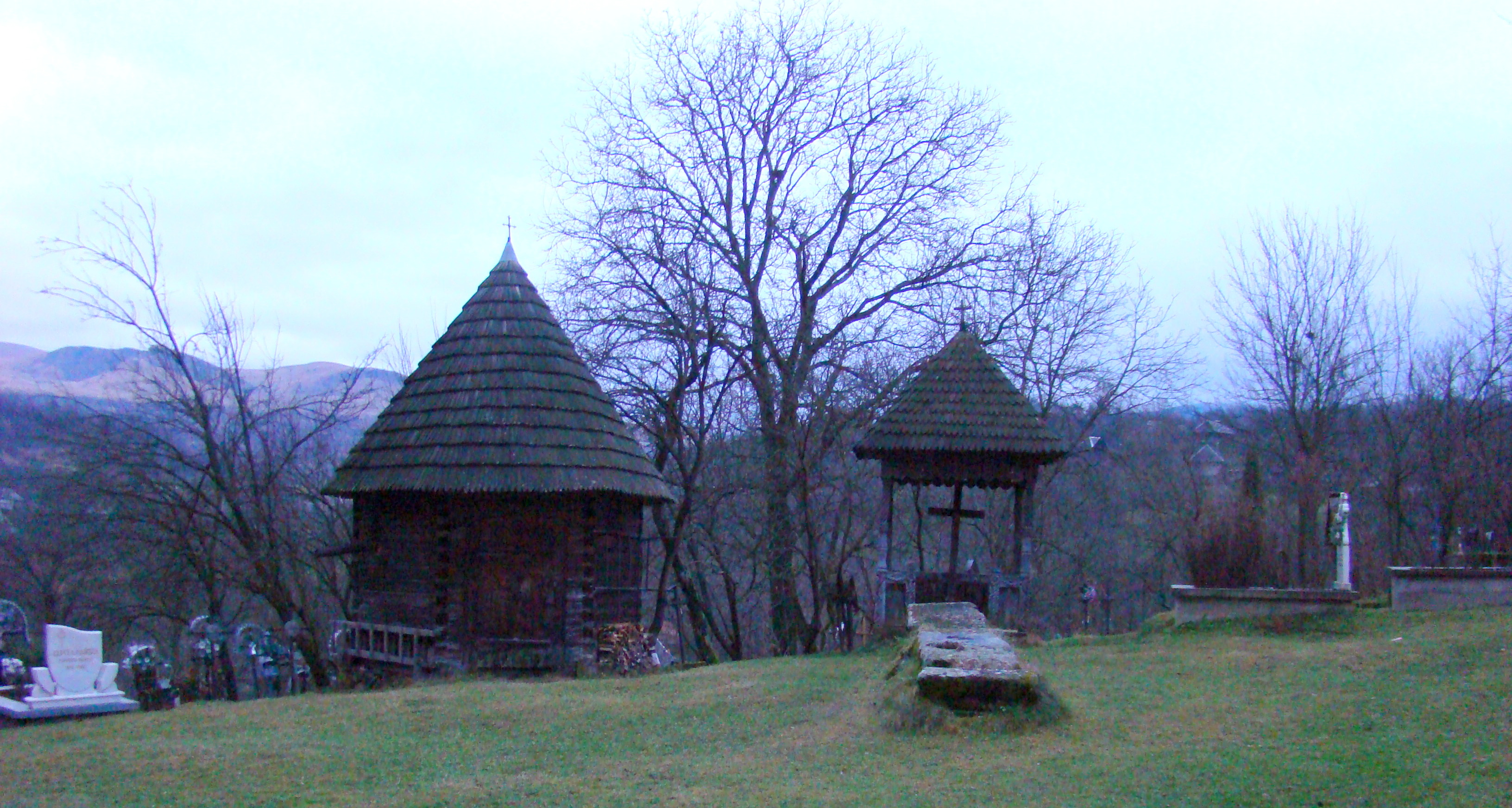
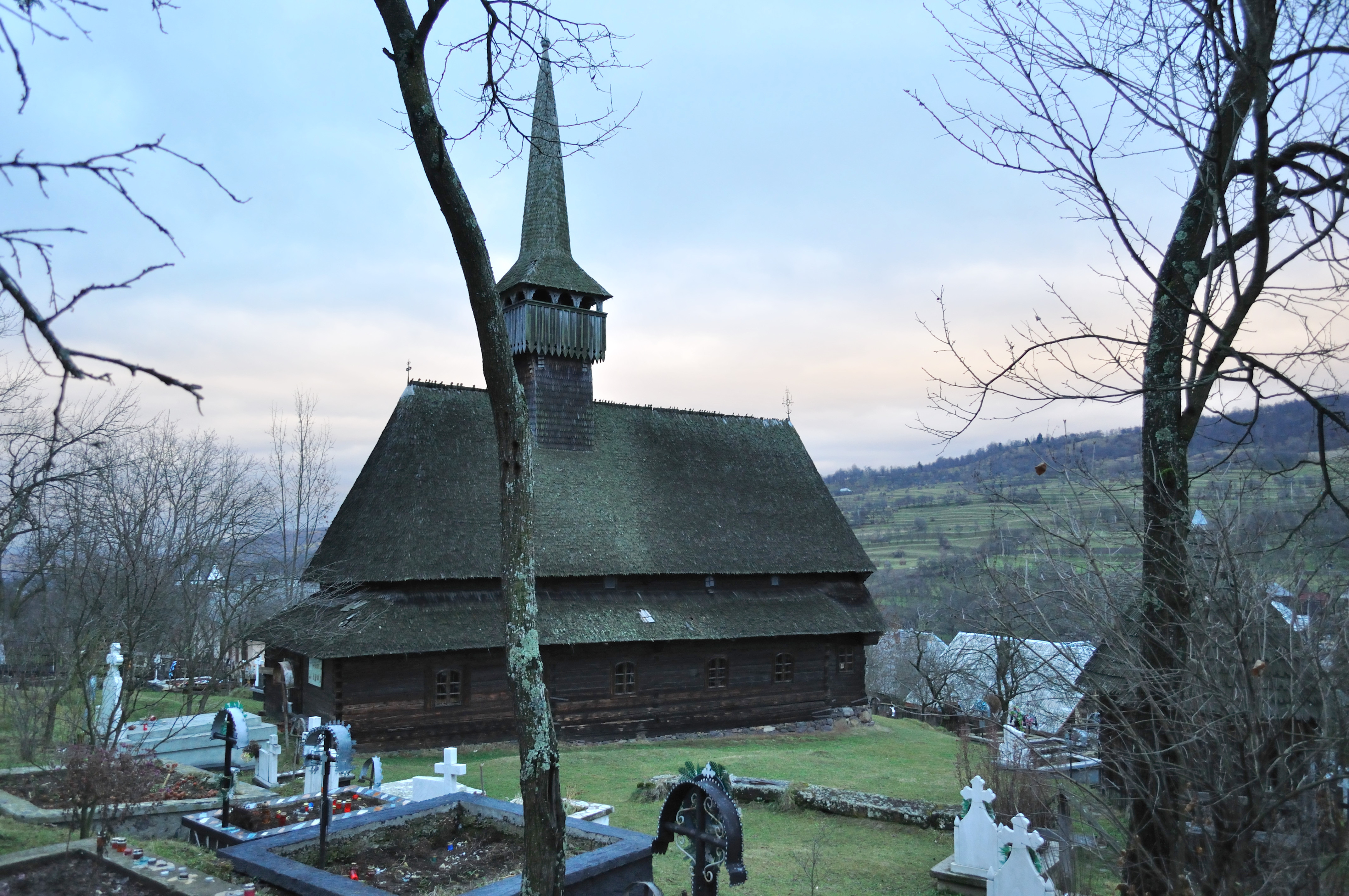
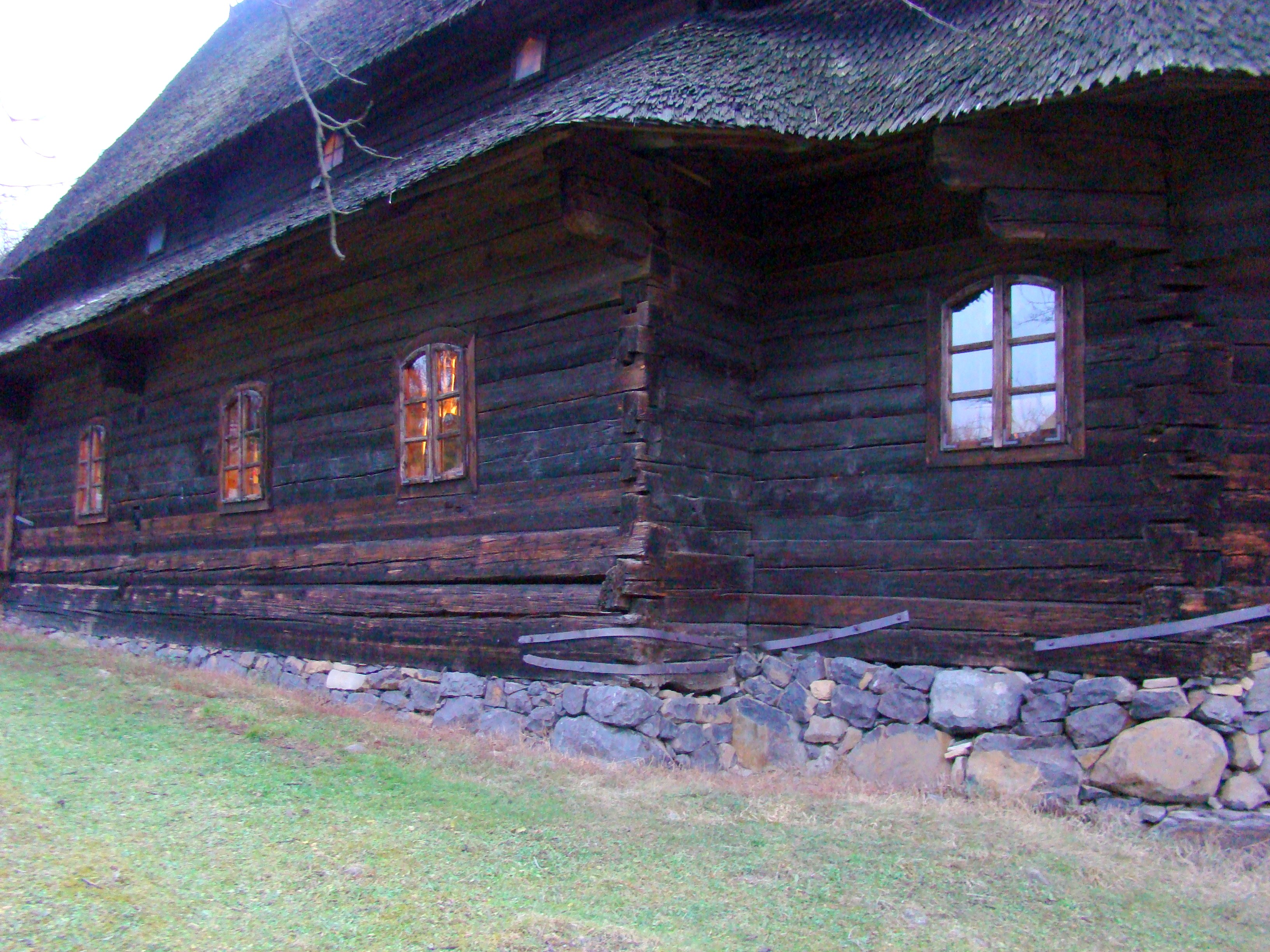
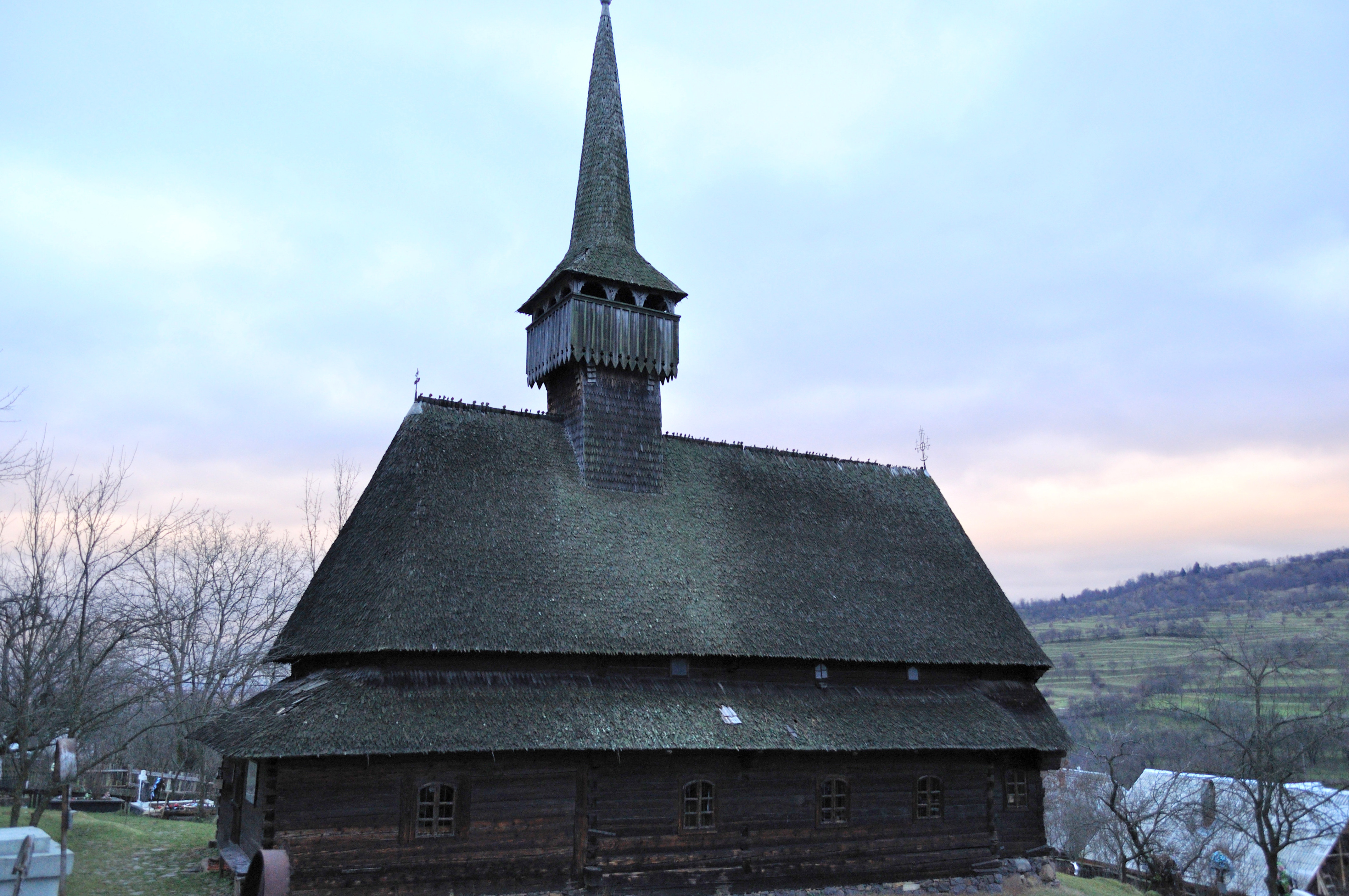
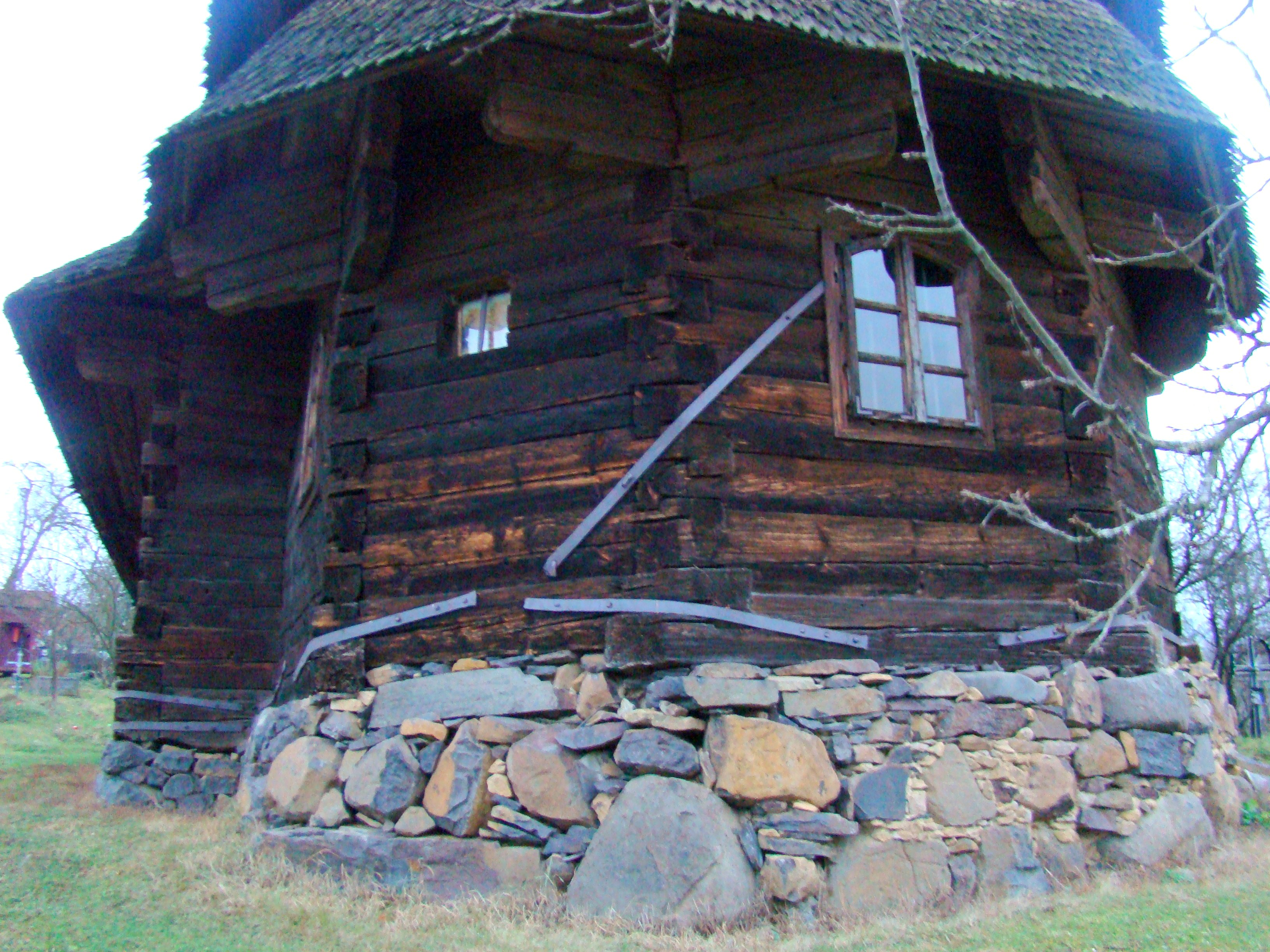
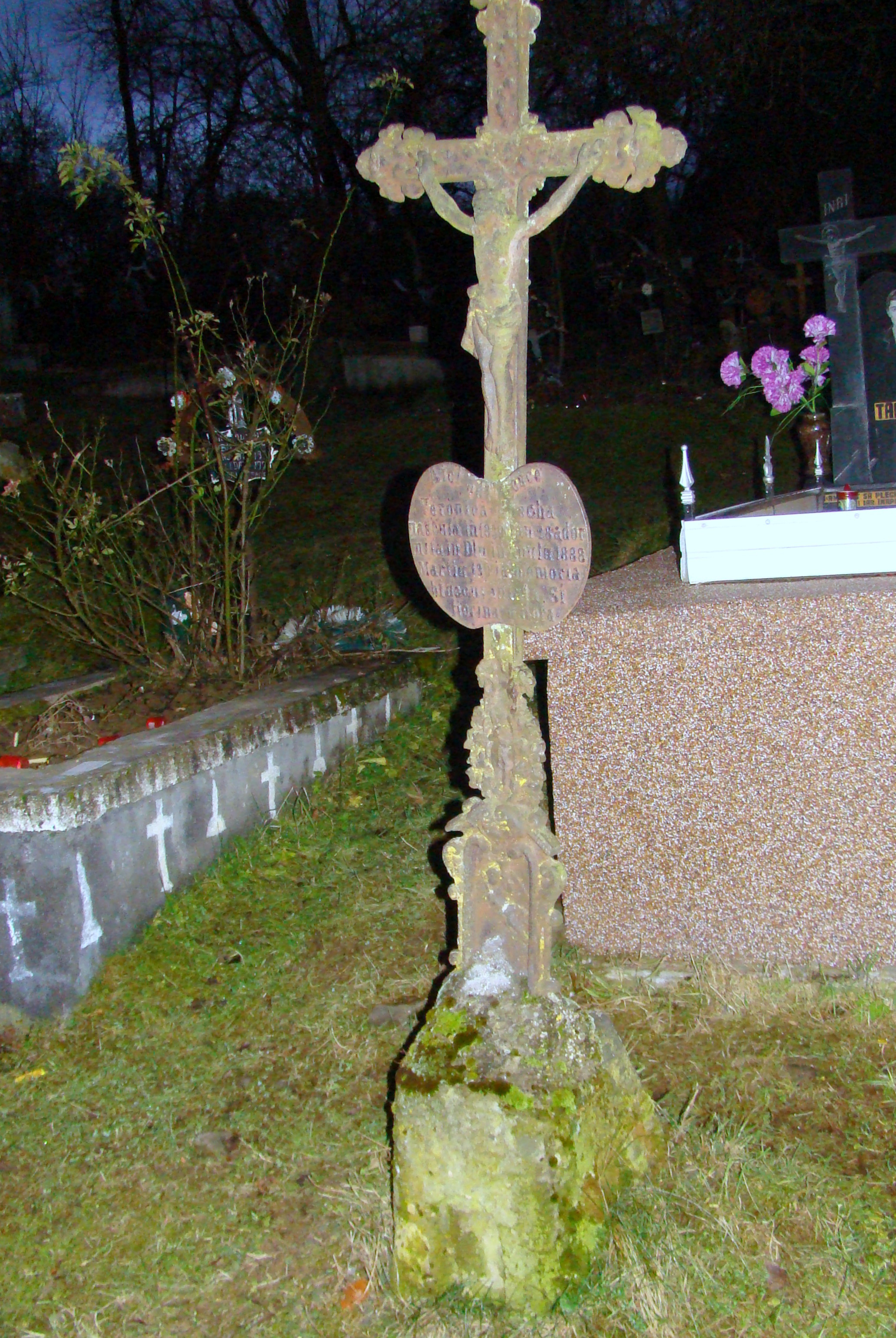
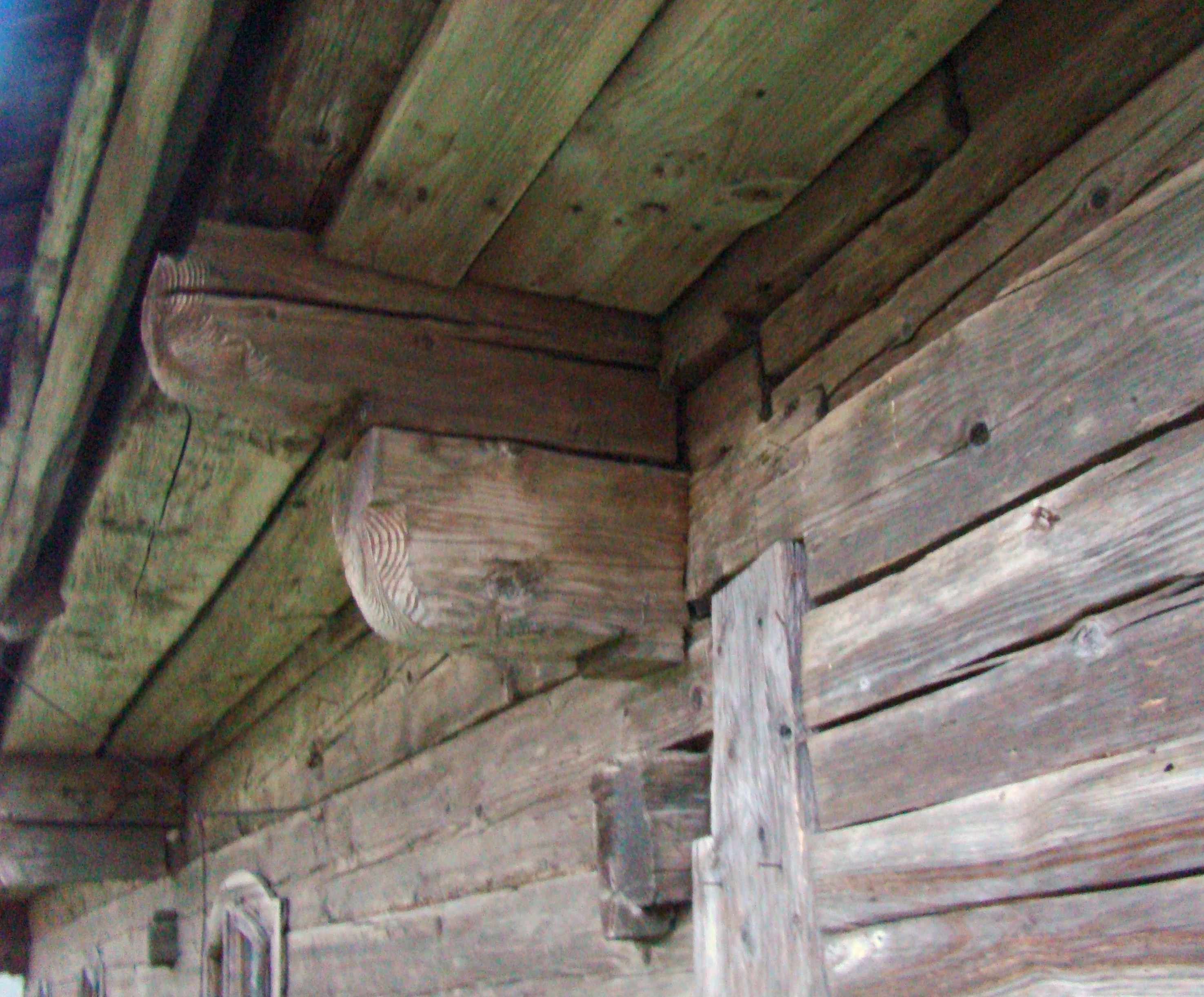
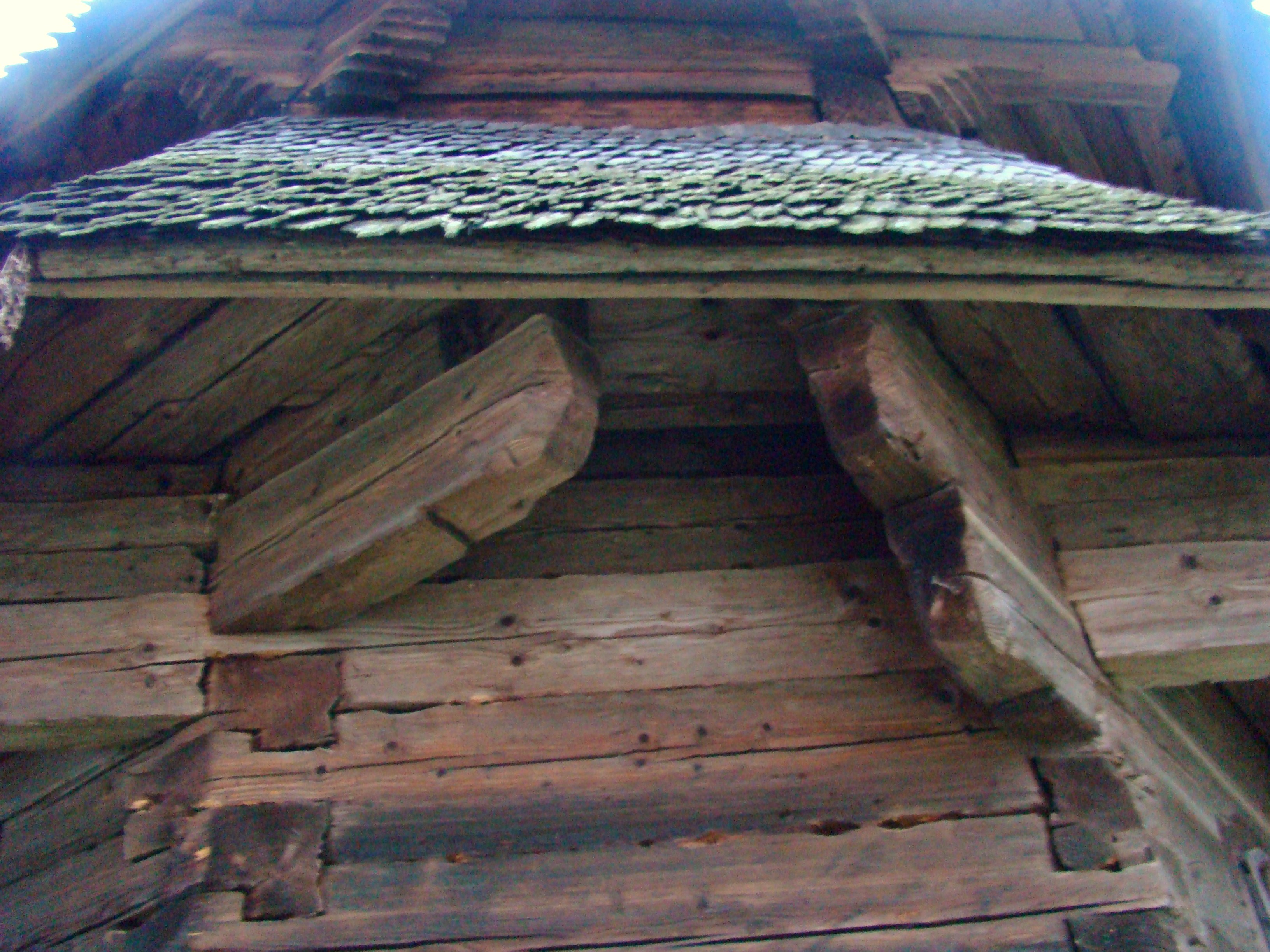
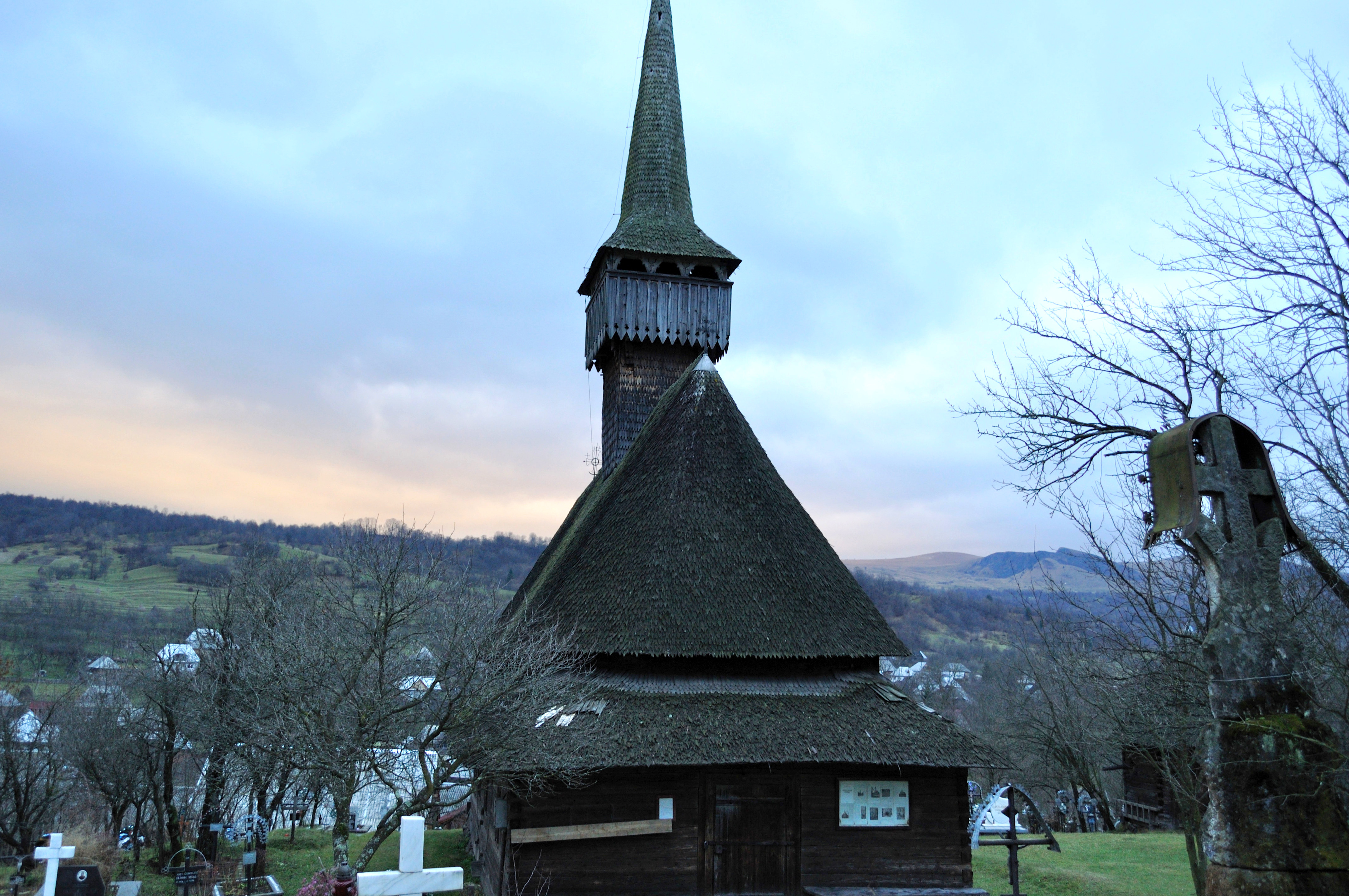
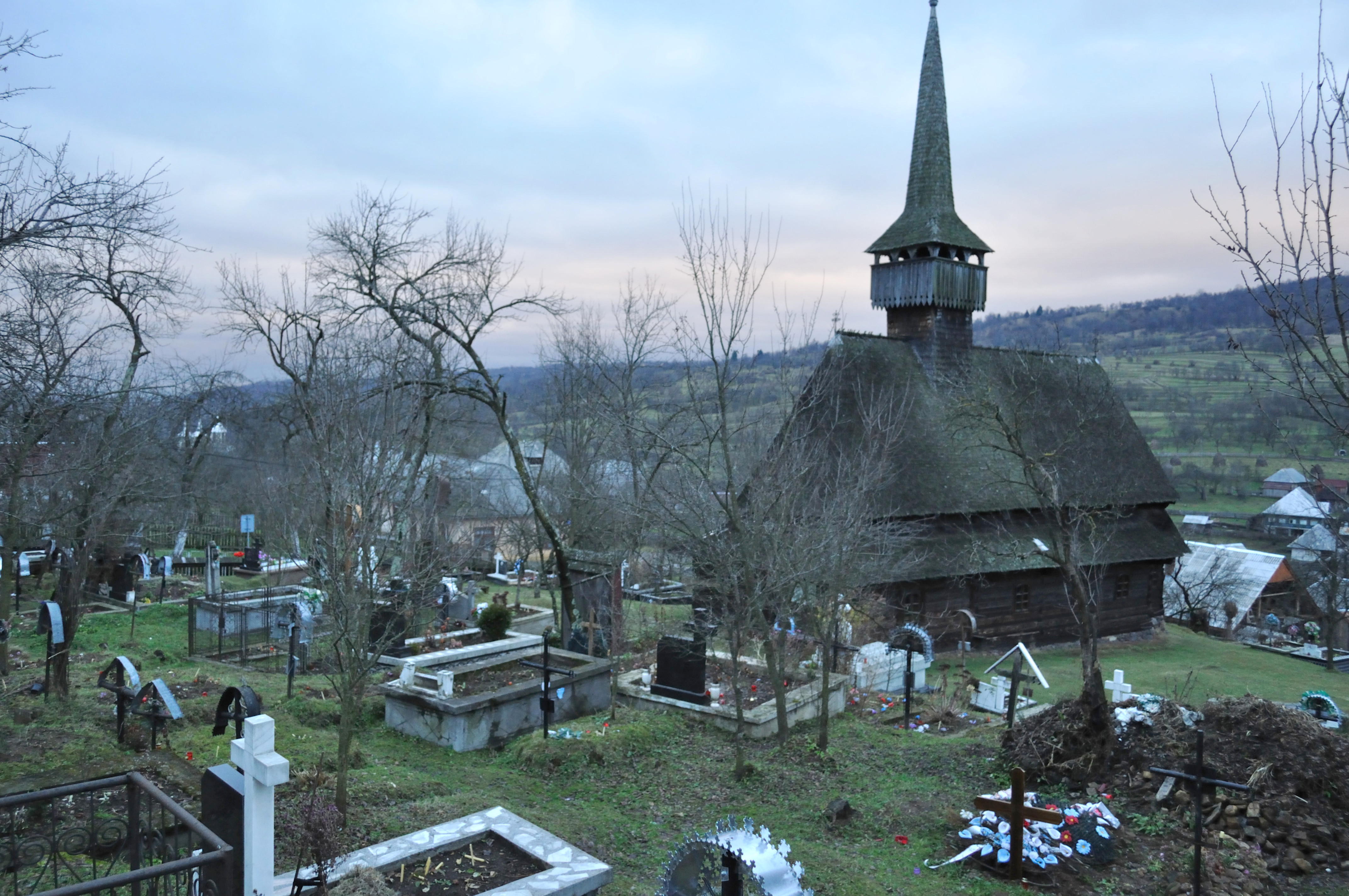
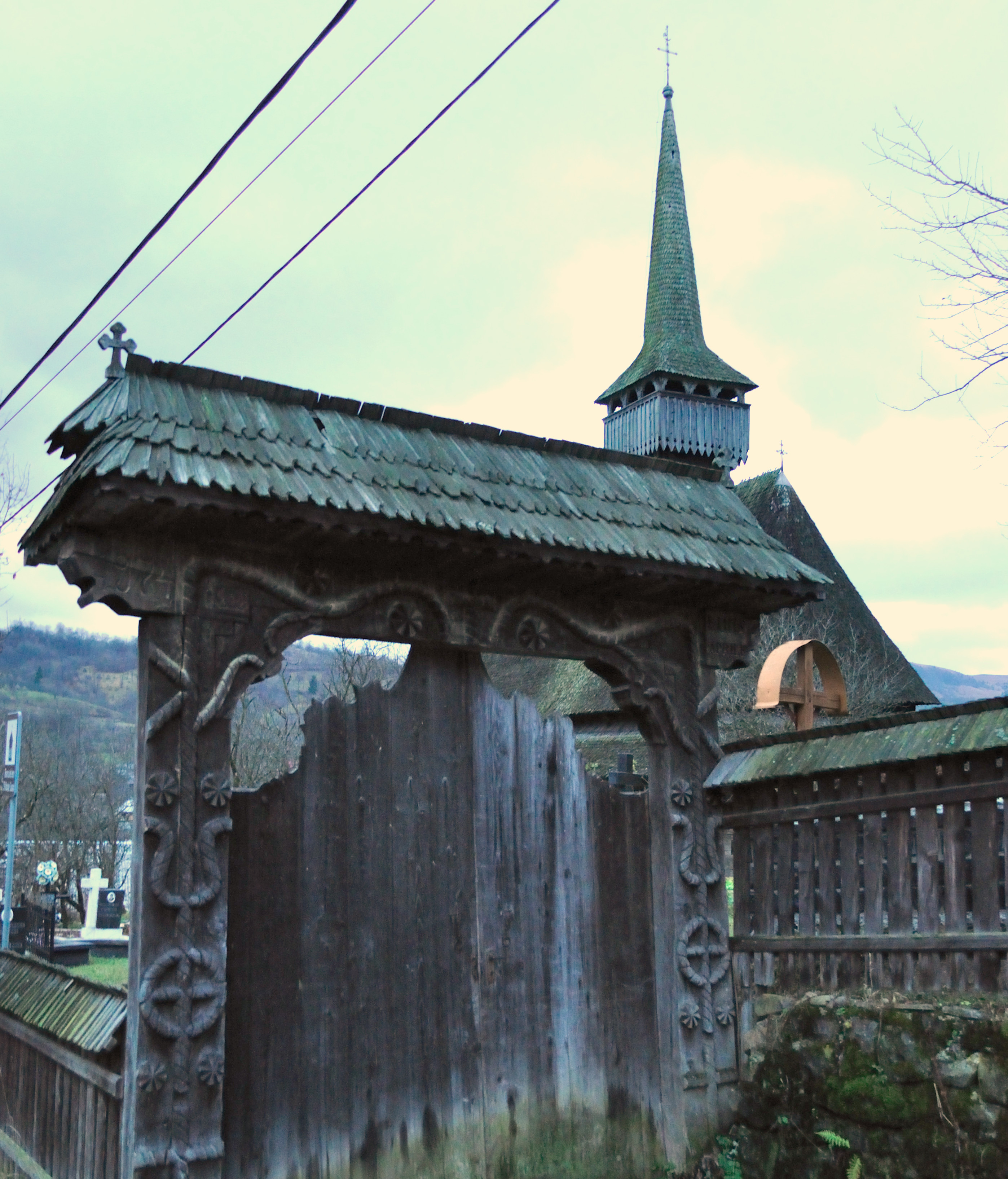

## Istoric și trăsături
Iconostasul este mai vechi, fiind construit în 1628, după cum rezultă dintr-o inscripție în slavonă aflată pe ușile împărătești. În colțul de nord-est al naosului există însă o altă inscripție care spune: ,,Din mila lui Dumnezeu și din darul Sfântului Duh s-au milostivit Dumnezeu de s-au făcut și s-au îndemnat din îndemnul lui Popa Ionaș de s-au zugrăvit biserica de zugravul Alexandru Ponehalschi și s-au zidit această sfântă biserică spre lauda lui Dumnezeu și spre isprăvirea sufletelor creștinești. Anul 1760 noiembrie în 10 zile.’’
În privința arhitecturii se remarcă faptul că pronaosul a fost alungit în sec. XIX și de aceea forma bisericii apare puțin diferită de modelul ,,clasic” întrucât proporția dintre lungimea și înălțimea construcției este diferită. Acoperișul are poala dublă fiind unic atât pe navă cât și pe absidă.
Trecând la decorația interioară se constată că pictura murală de pe bolta naosului și bolta absidei este distrusă; tâmpla însă, a cărei decorație amintește pictura bisericilor din Catalonia din sec. XIII-XIV, prezintă scene de o mare frumusețe: Isus pe cruce, Fecioara Maria, cei doisprezece apostoli. În naos, pe peretele nordic sunt scene din Vechiul Testament printre care se remarcă Adam care sapă pământul și Eva care toarce, scenă realizată extrem de expresiv.
Pe peretele de sud al naosului sunt prezentate scene din viața și patimile lui Isus, al cărui chip deosebit de frumos cu ochi mari, de o tristețe senină iese în evidență. De reținut ,,Cina cea de Taină” din această biserică în care personajele sunt grupate în jurul unei mese în formă de potcoavă – tradiție elenistă. Pictura originală poartă inscripții explicative în slavonă bisericească dar decorul restaurat are inscripții românești scrise în caractere chirilice.
Pe fondul alb, figurile sunt pictate în roșu, albastru, galben și verde, ca în miniaturi. Ele accentuează conținutul și încântă ochiul. Printre icoanele aflate în această biserică se remarcă una de formă rectangulară în centrul căreia este Isus Cristos care stoarce un strugure legat de un vrej, cu frunze și struguri crescut din trupul său împuns de lance. Mustul curge într-un potir ținut de un înger într-o mână în timp ce în cealaltă mână el ține un rotuluș  desfășurat pe care scrie în românește cu litere chirilice: ,,Răscumpăratu-ne-i pre noi din blestemul legei cu scump sângele teu”.
Pictura ușilor împărătești poartă amprenta legăturilor cu arta moldovenească. Cele două canaturi ale ușilor îi înfățișează pe cei patru evangheliști, așezați la masa de lucru. Iconarul s-a inspirat probabil după un model luat din manuscrisele moldovenești din veacurile XV-XVI, deoarece pe banda despărțitoare a scenelor apare un vechi motiv bizantin, vrejul cu semipalmete. Fără a fi una dintre  lucrările de mare valoare artistică ale picturii medievale maramureșene, ușile împărătești de la Budești (Susani) prezintă un interes deosebit prin faptul că au o inscripție din anul 1628.

## Imagini din interior

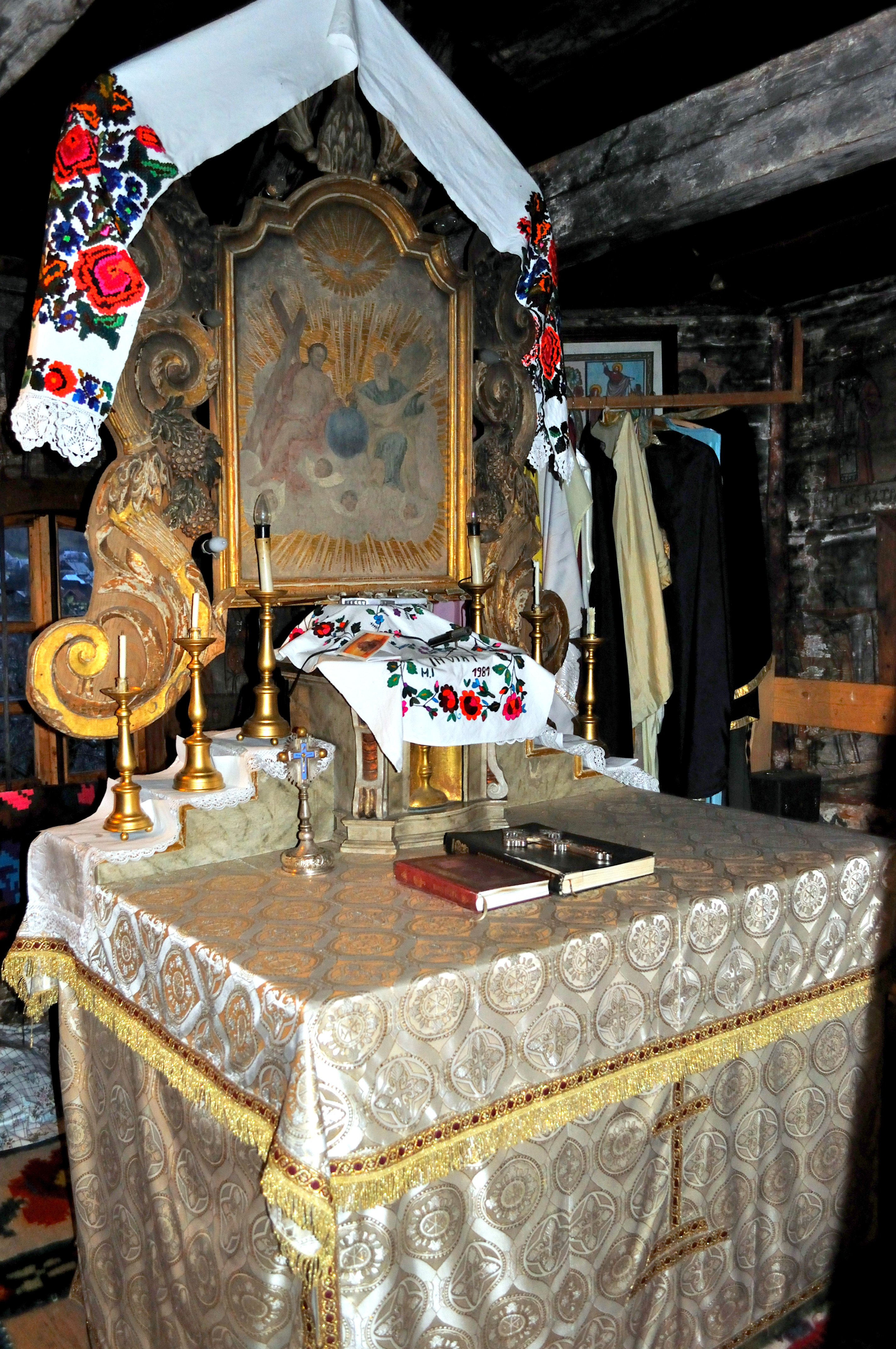
Masa altarului și icoana prestolului: Sfânta Treime
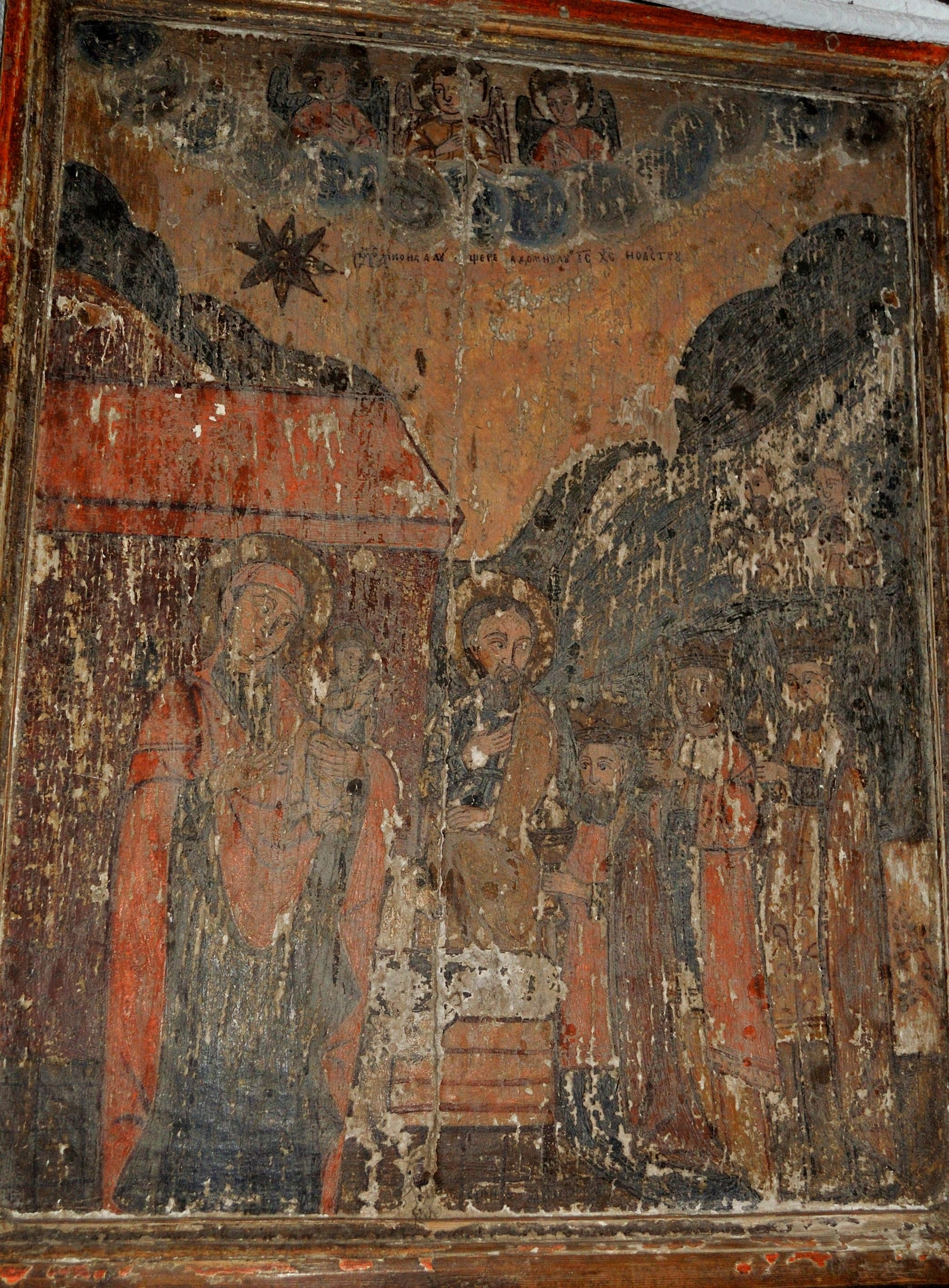
„S[ân]ta icona a lui Naștere a Domnului I[isu]s H[risto]s Noastru”
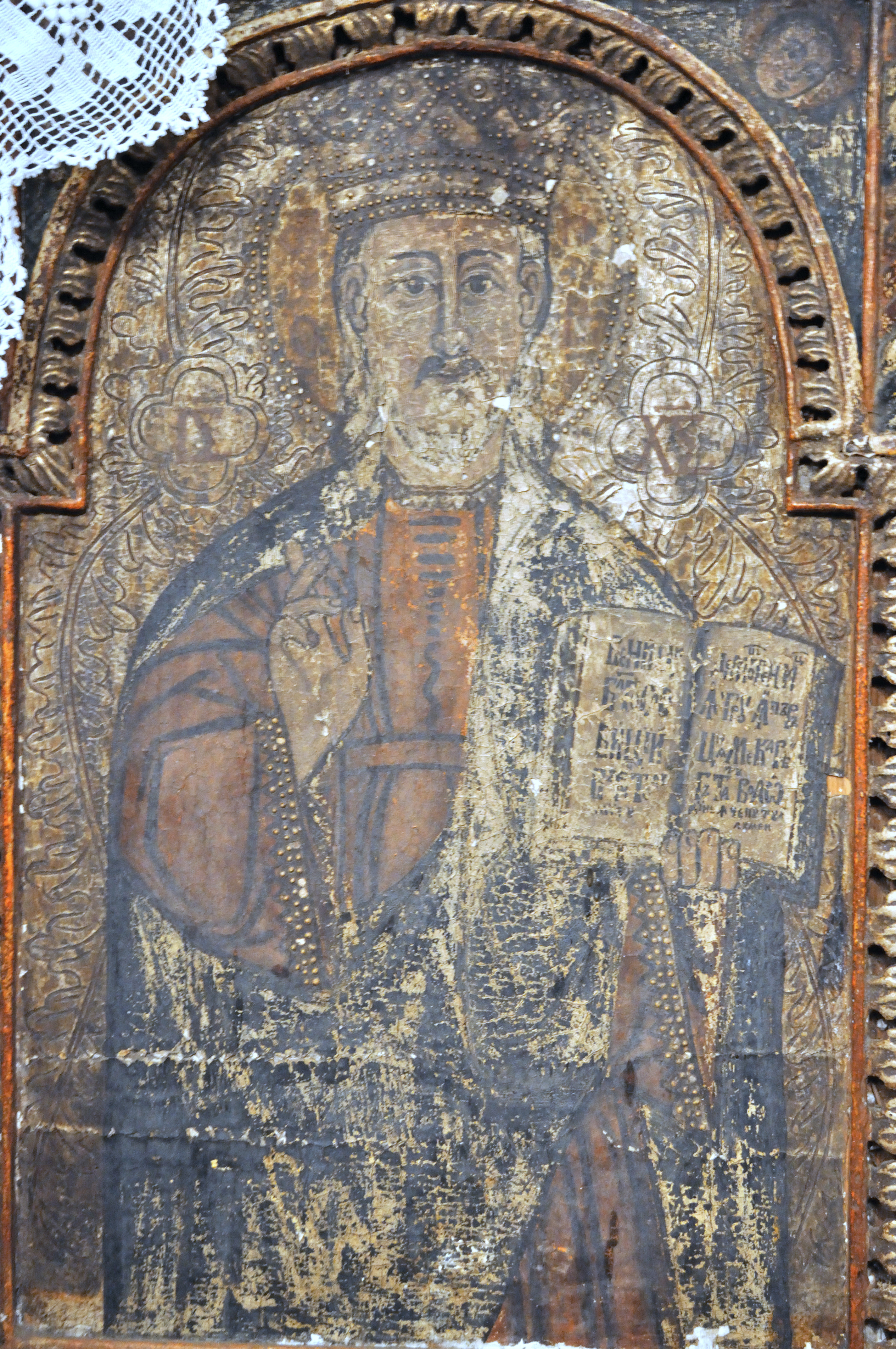
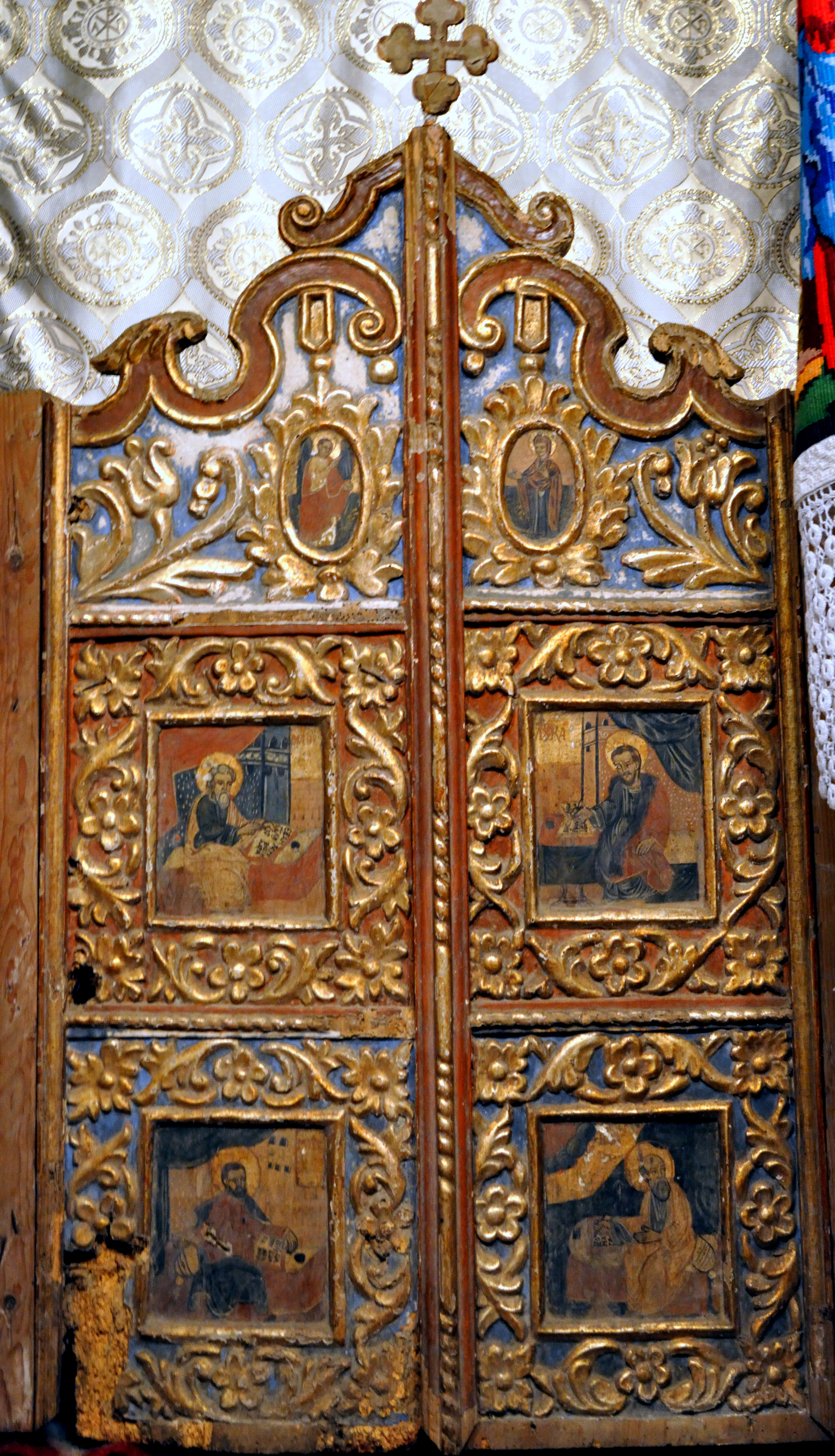
Uşile împărăteşti: Buna Vestire; Evangheliștii
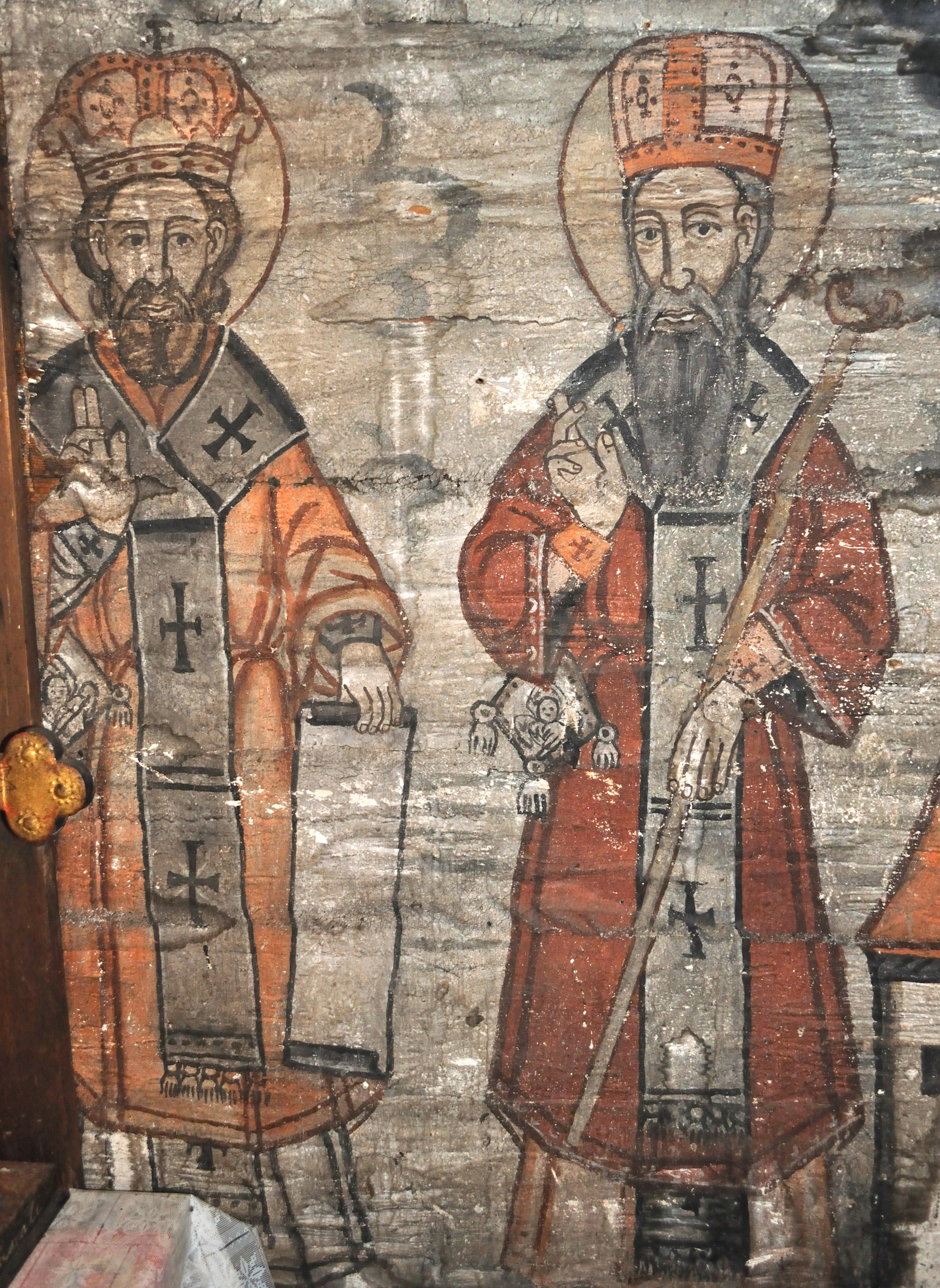
Altar: Sfinţi Ierarhi
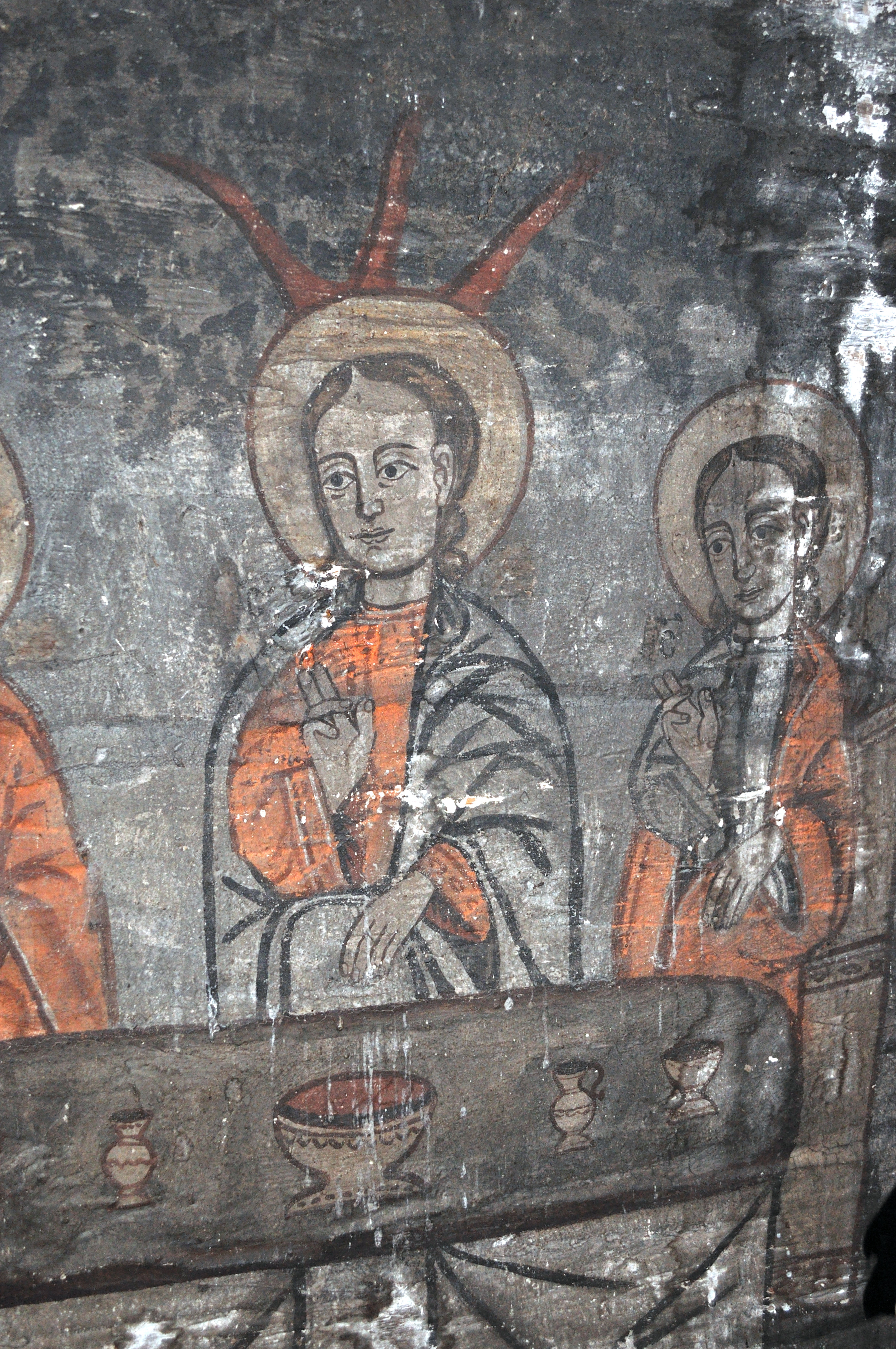
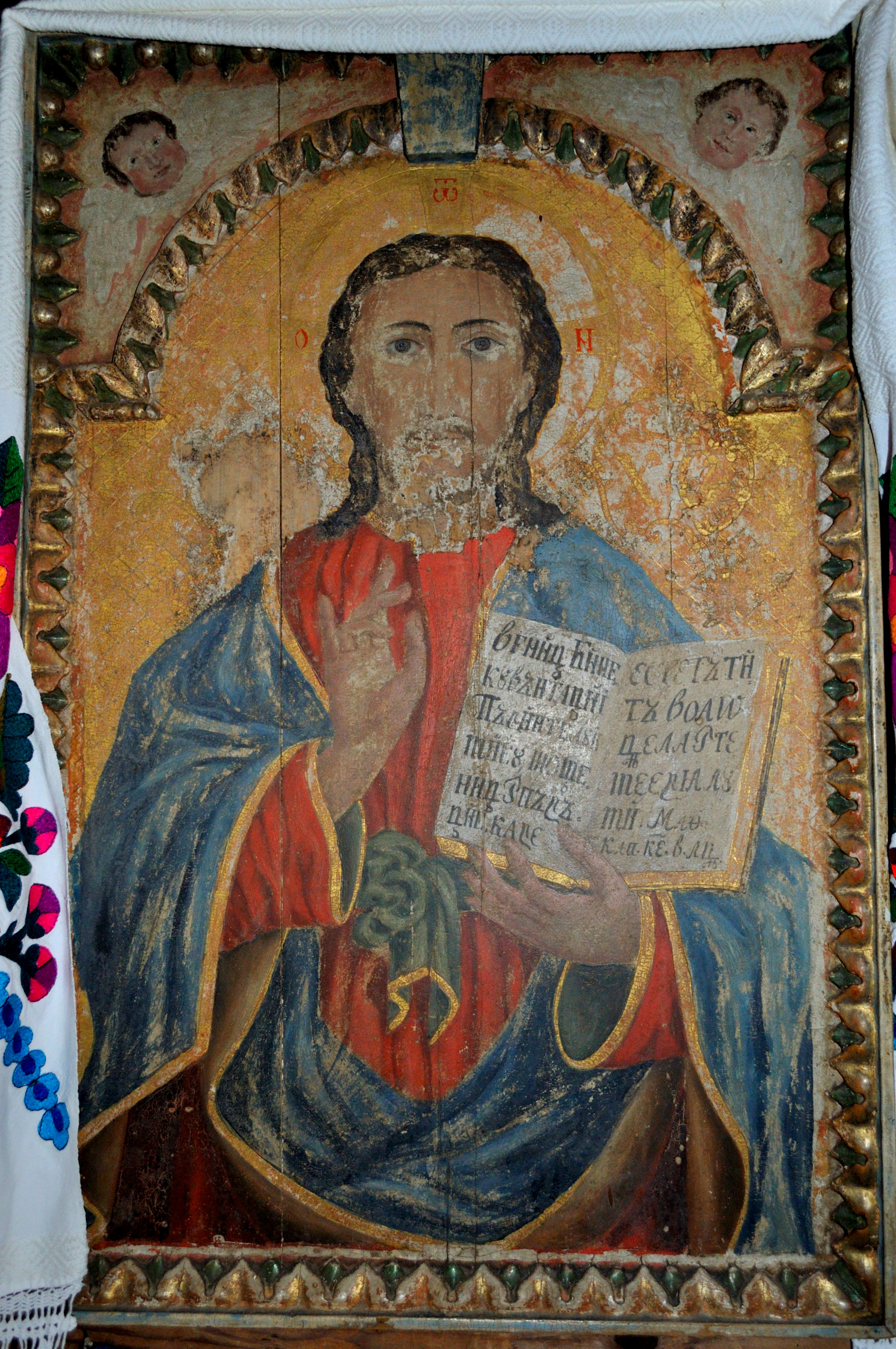
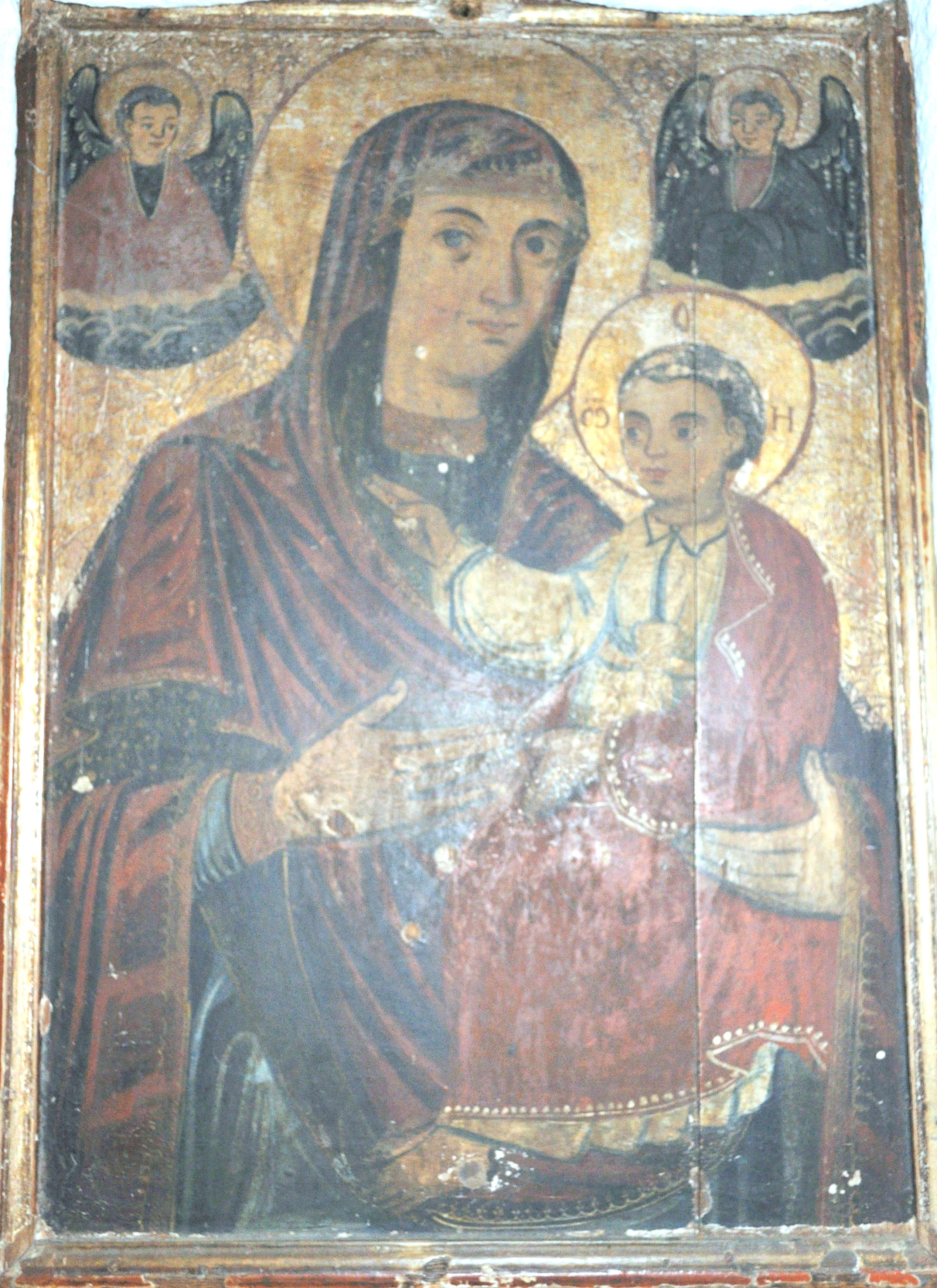
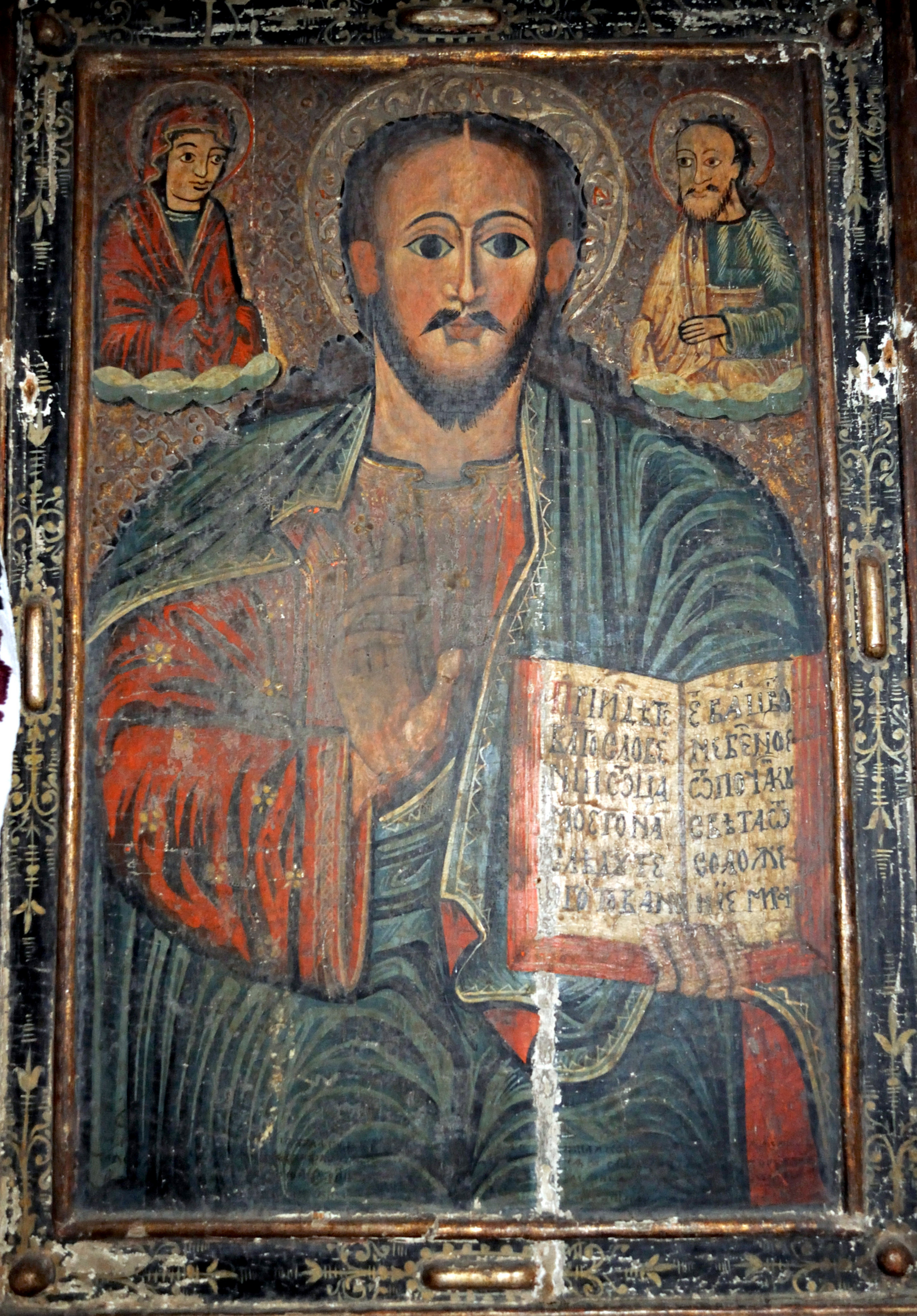
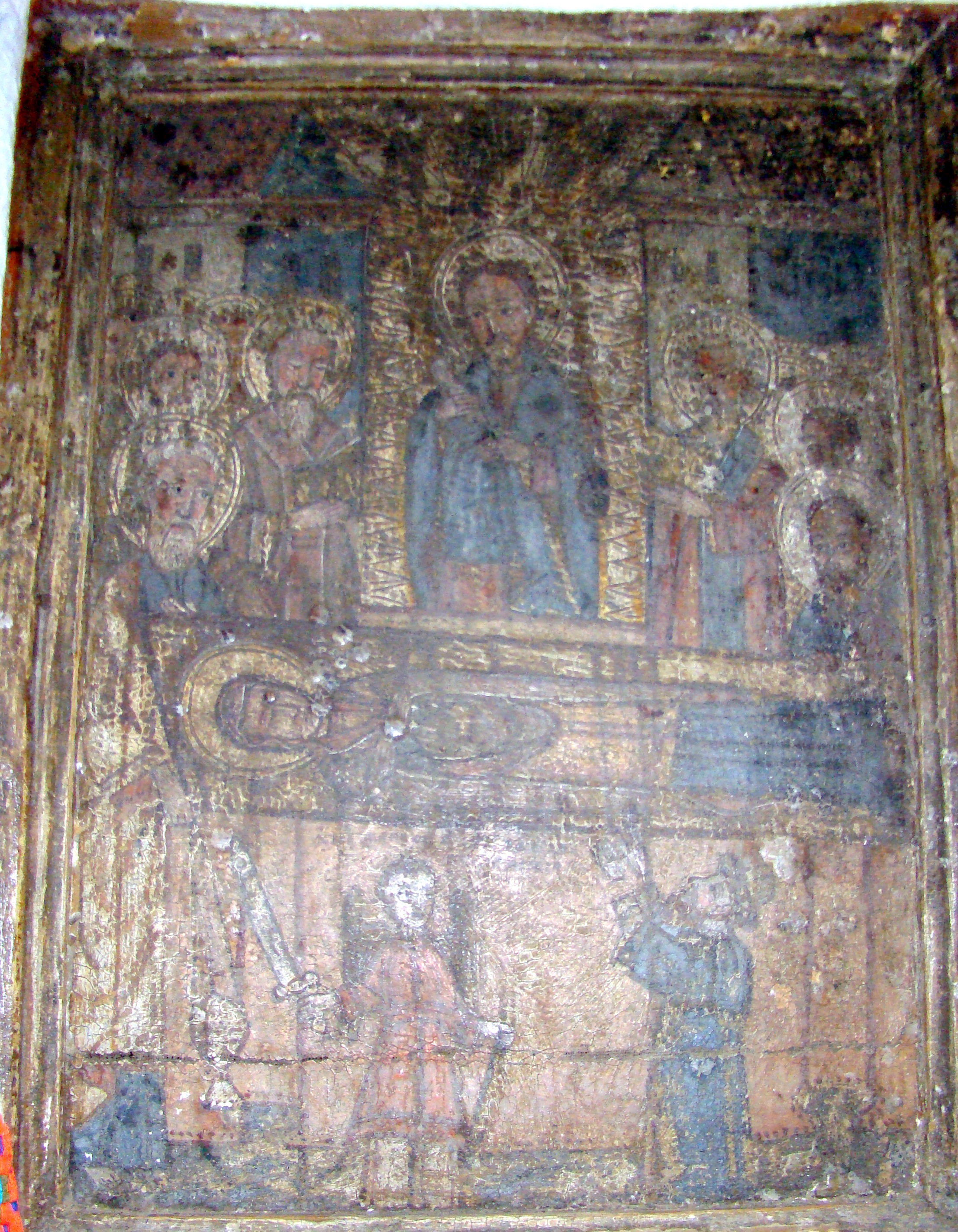
Adormirea Maicii Domnului
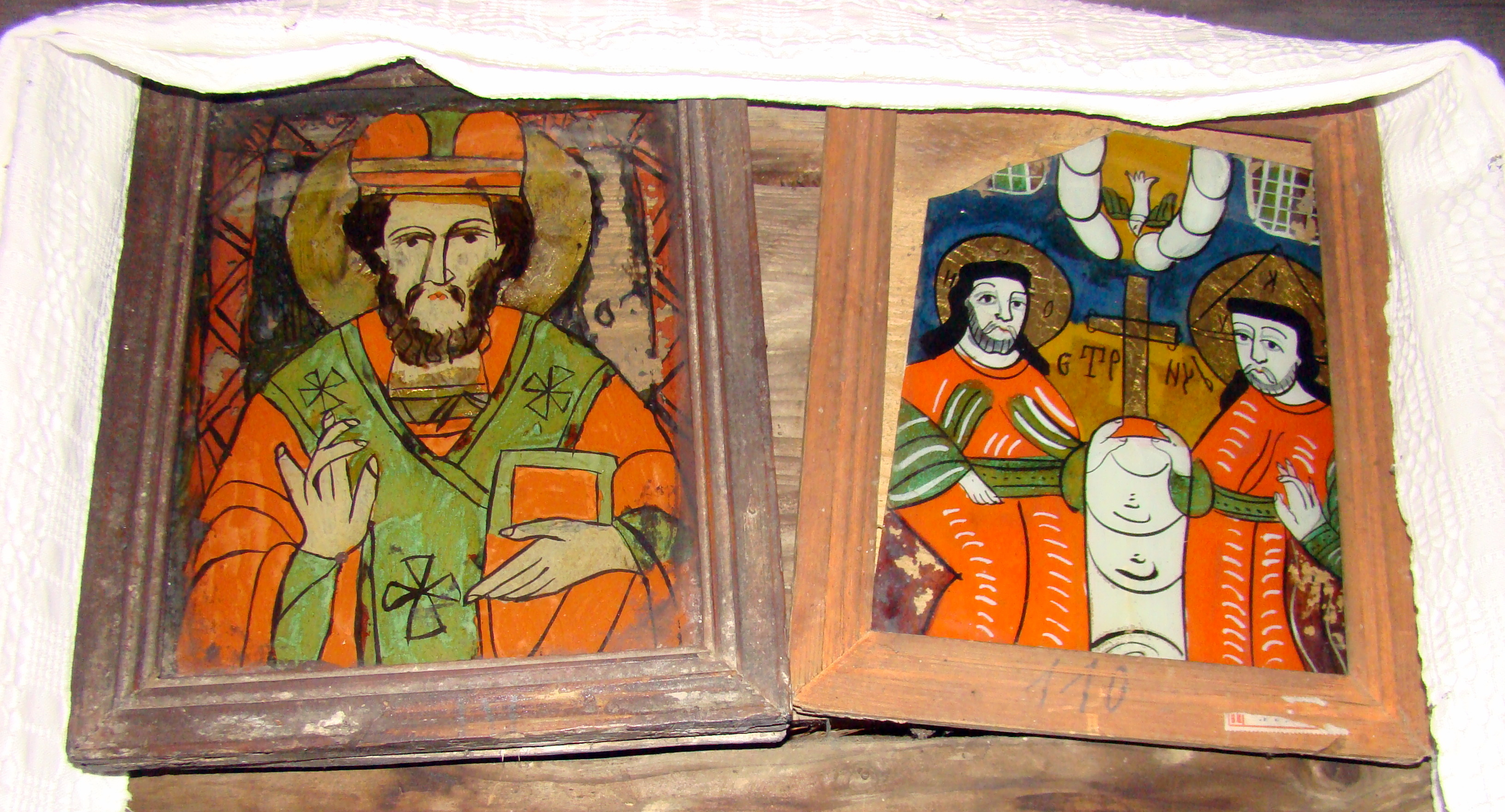
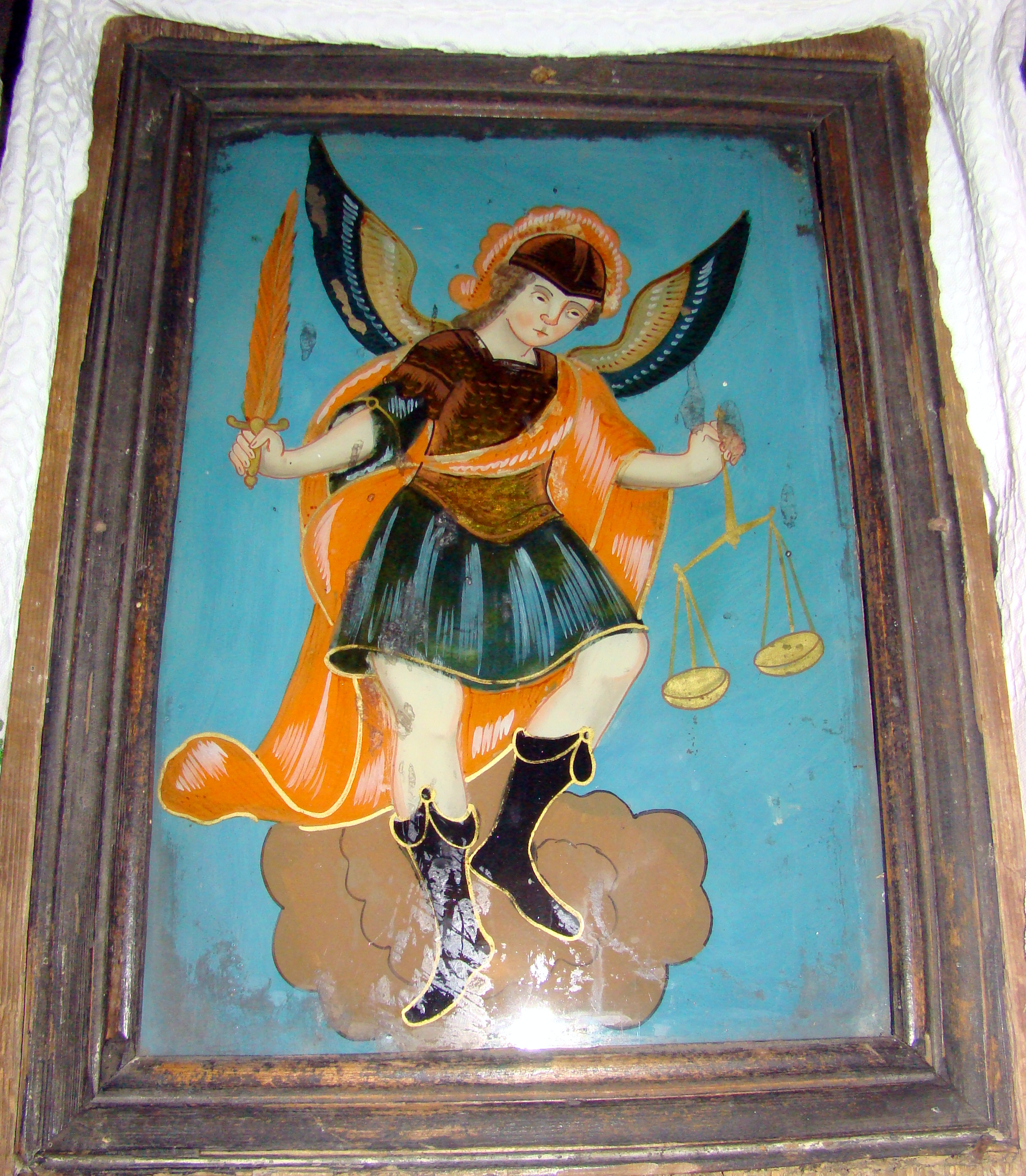
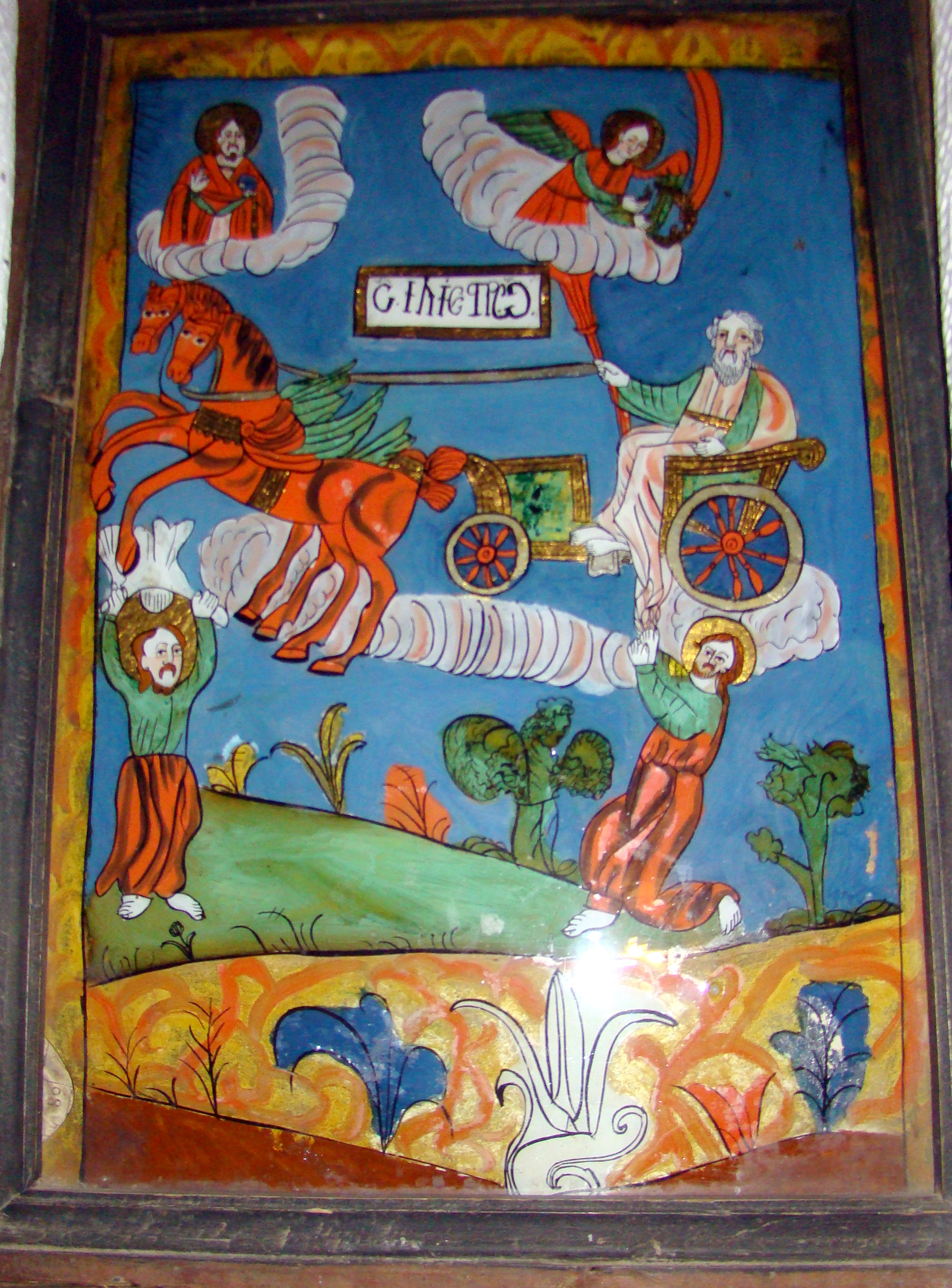
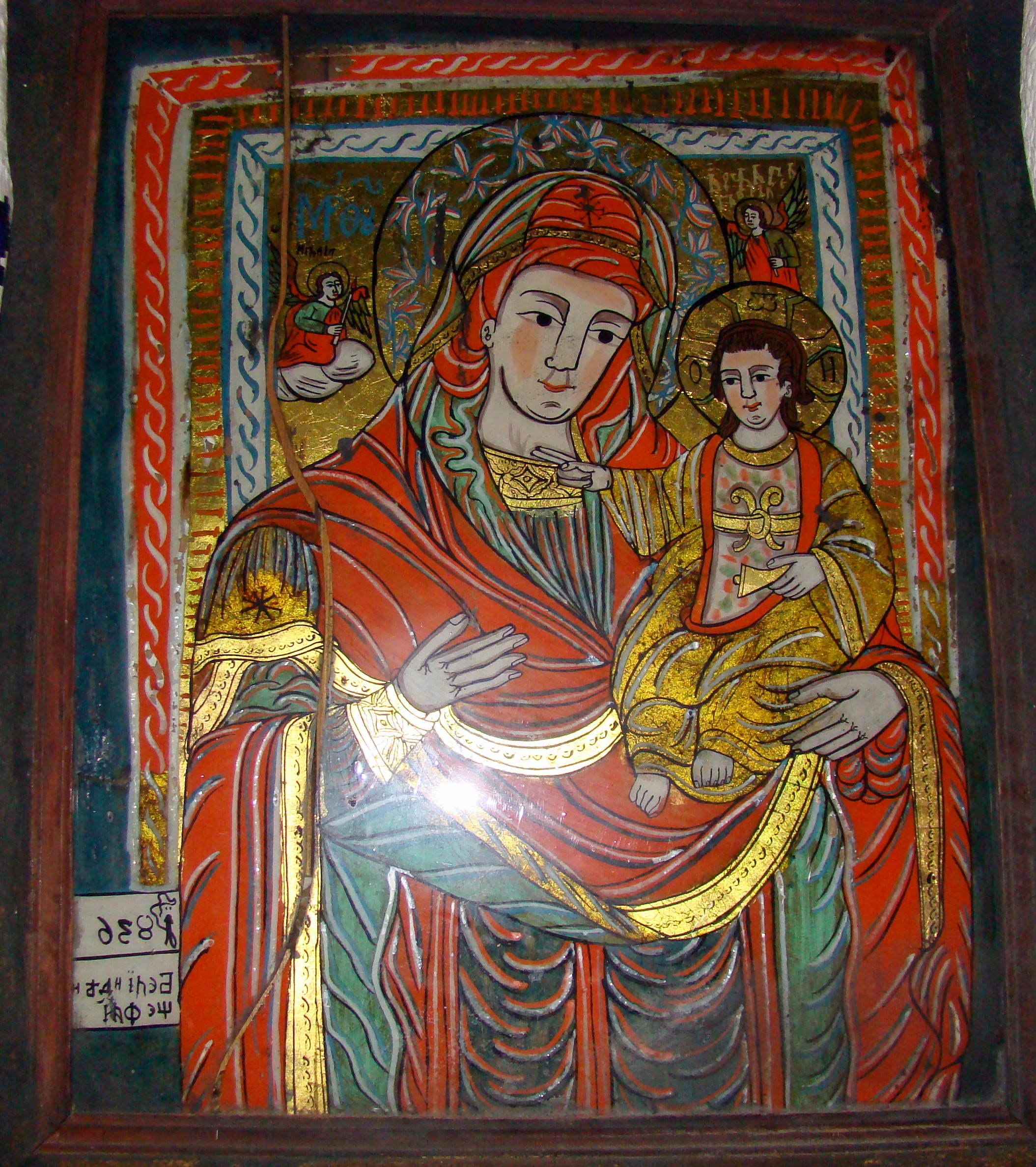
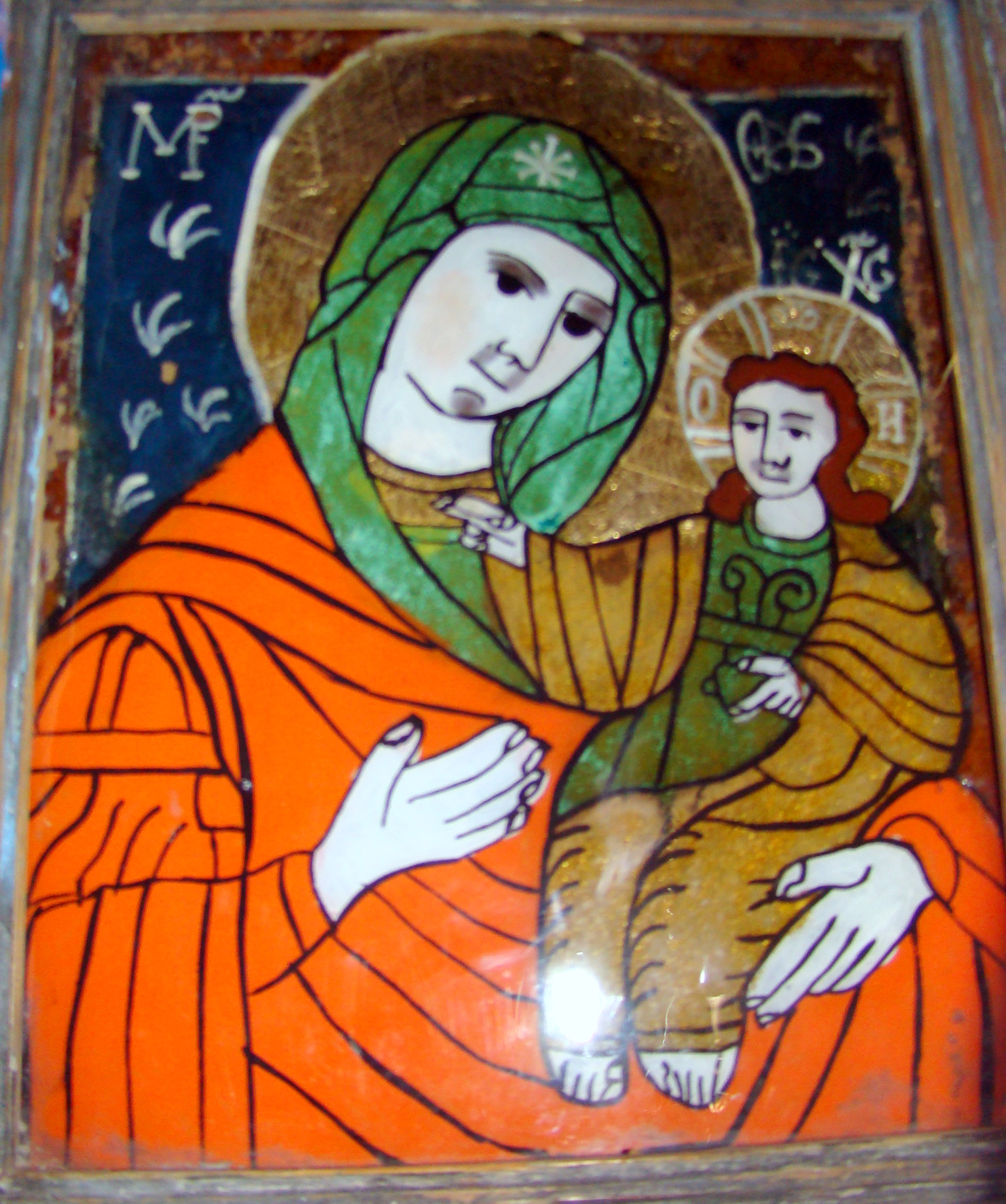
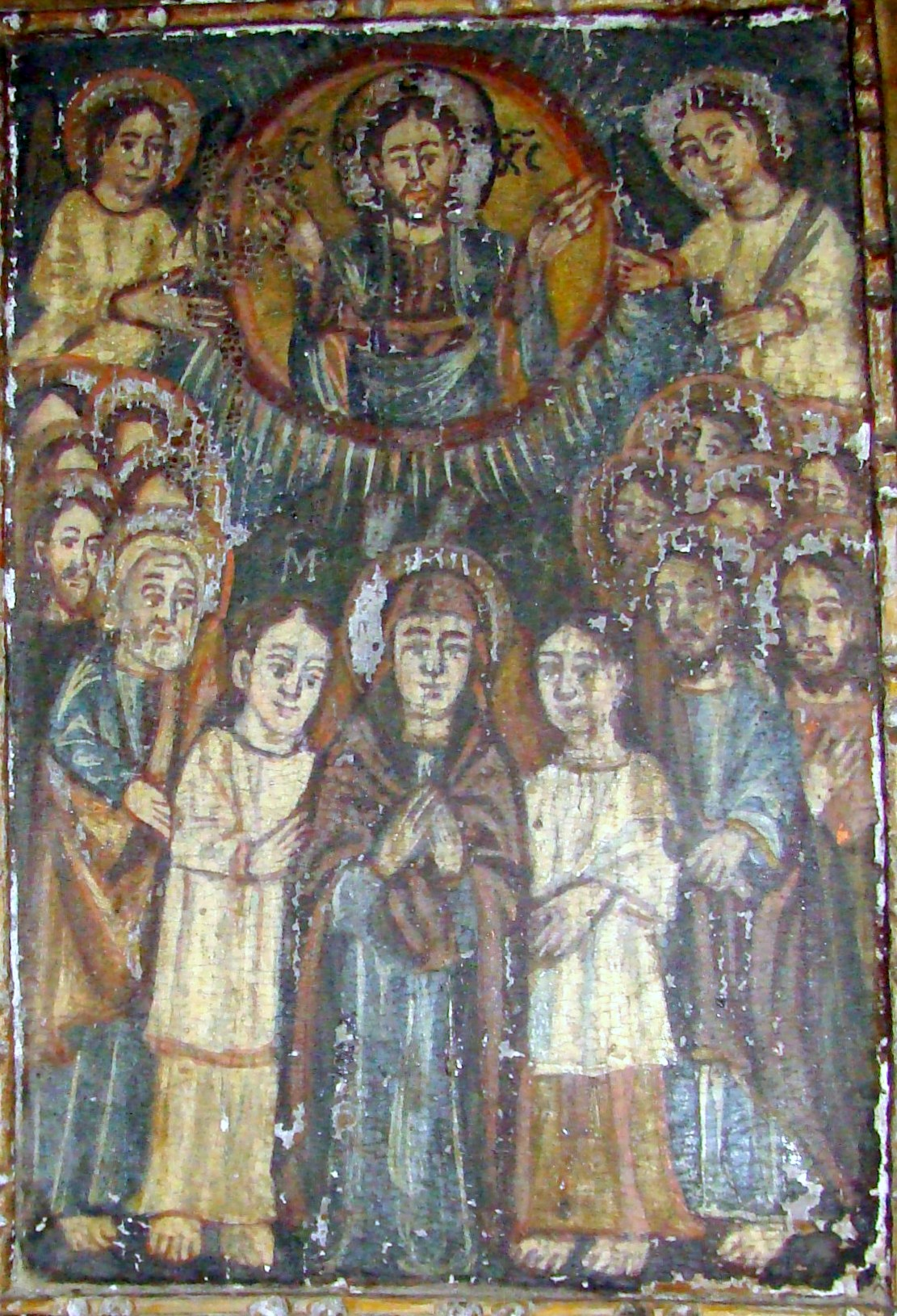
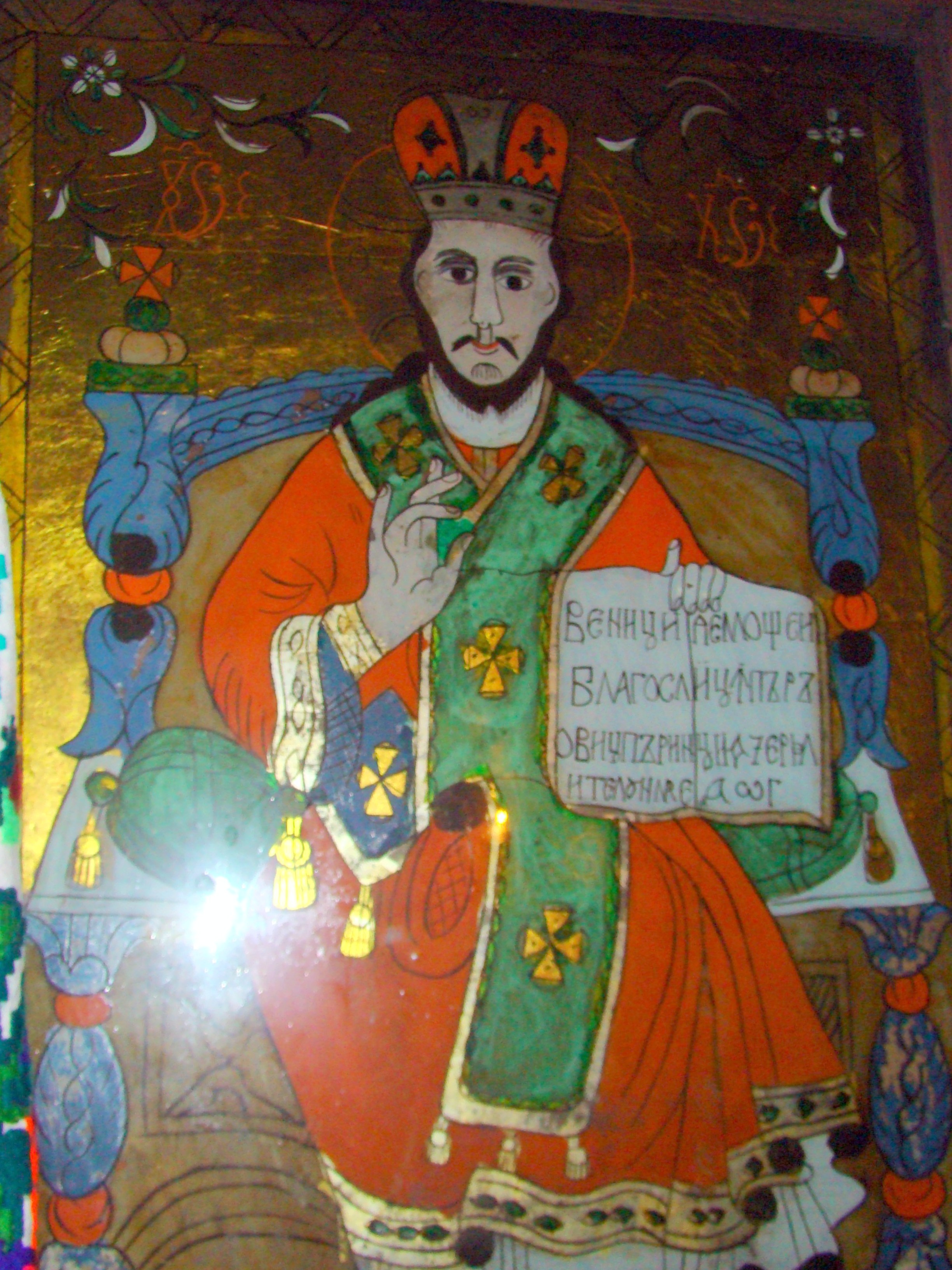
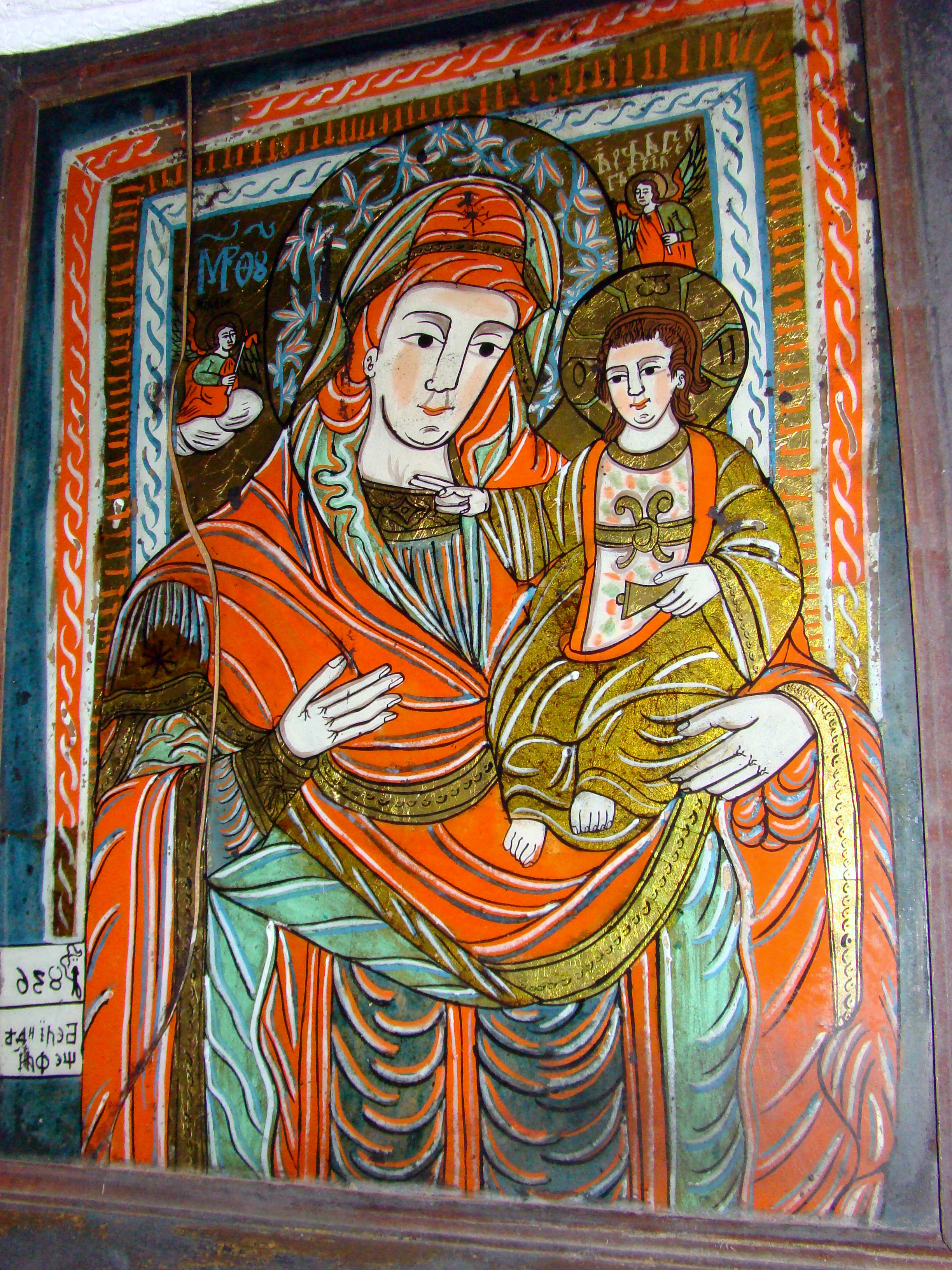
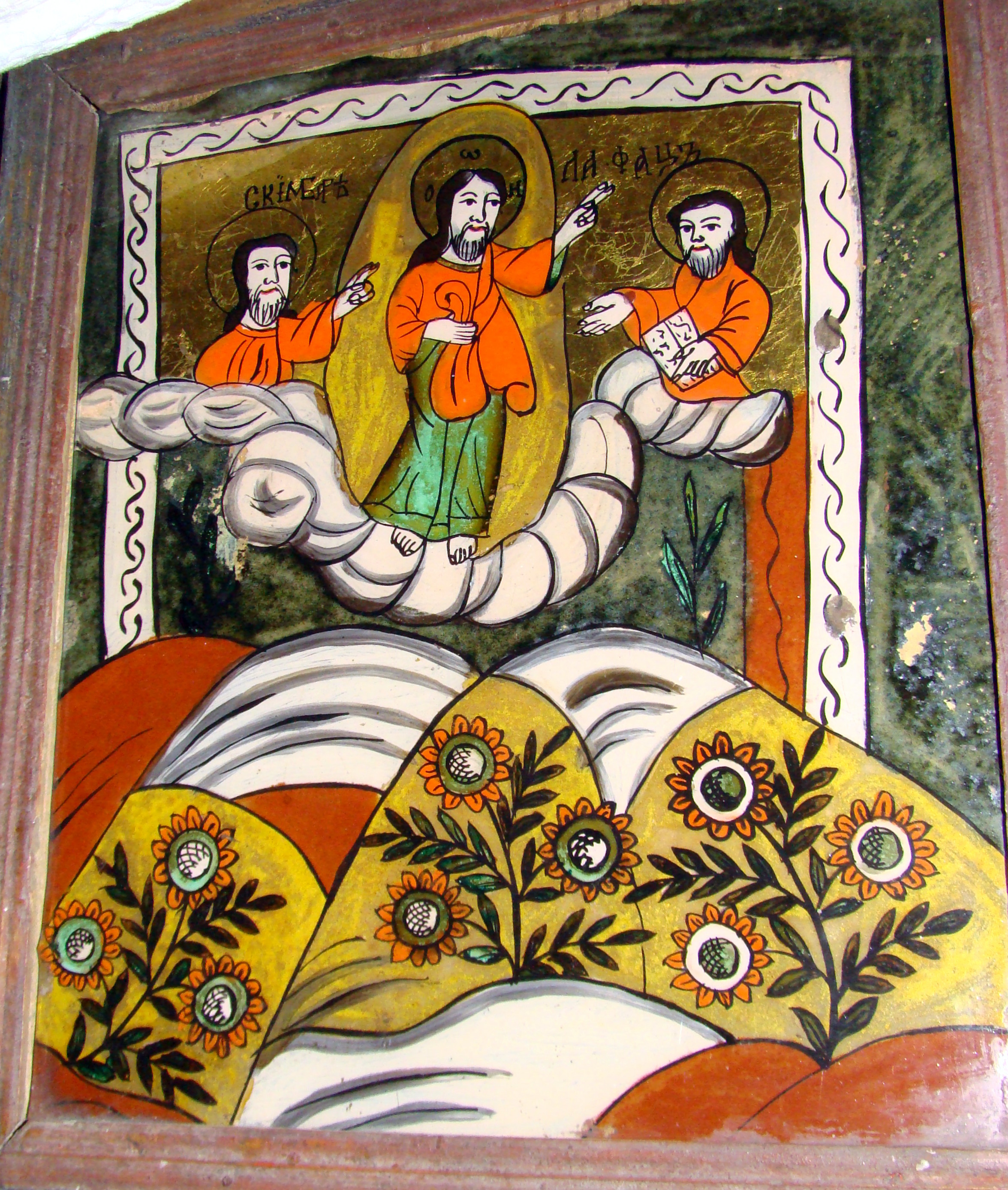
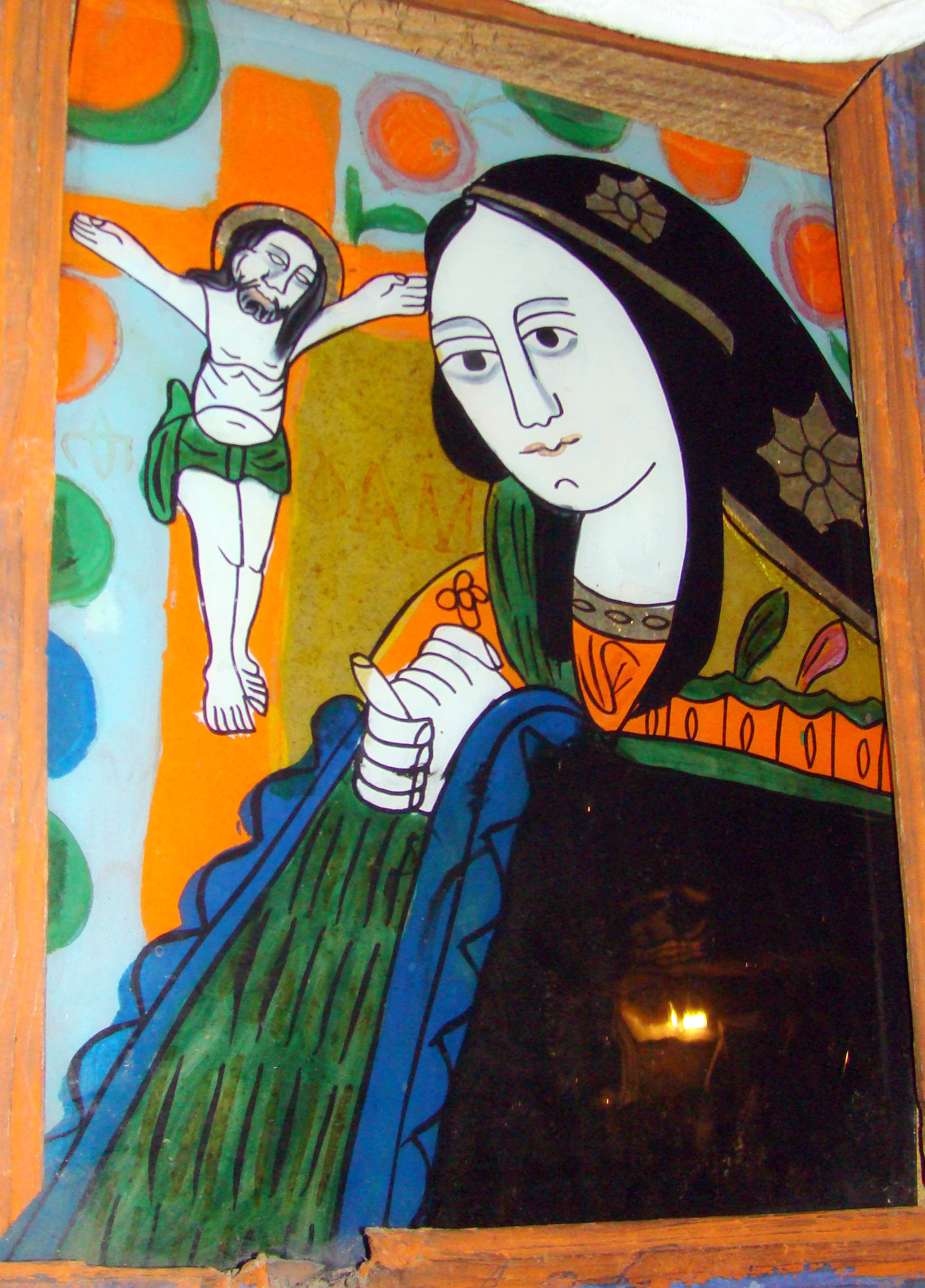
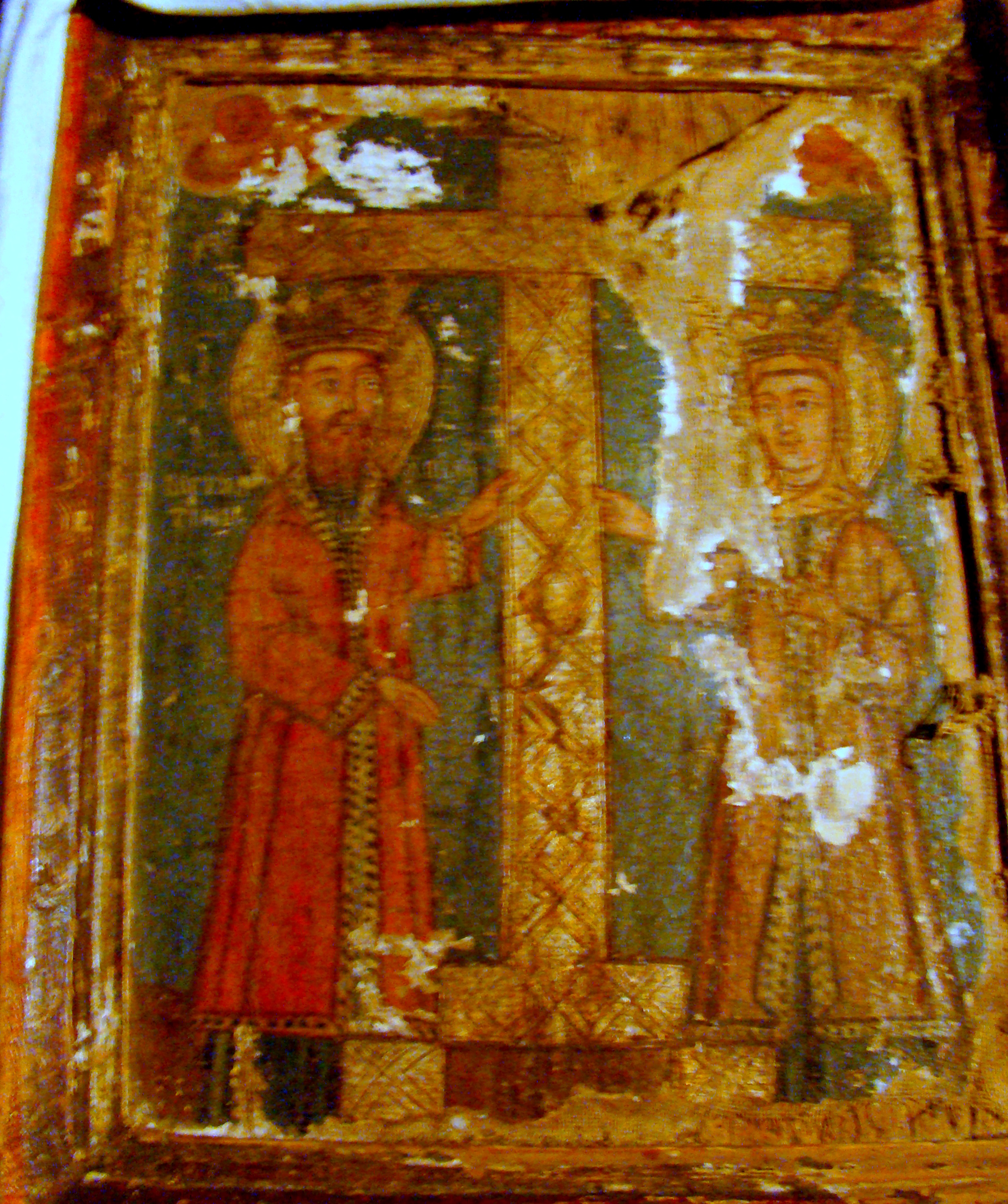
Costantin împărat și împ[ărăteasa] Elen[a]
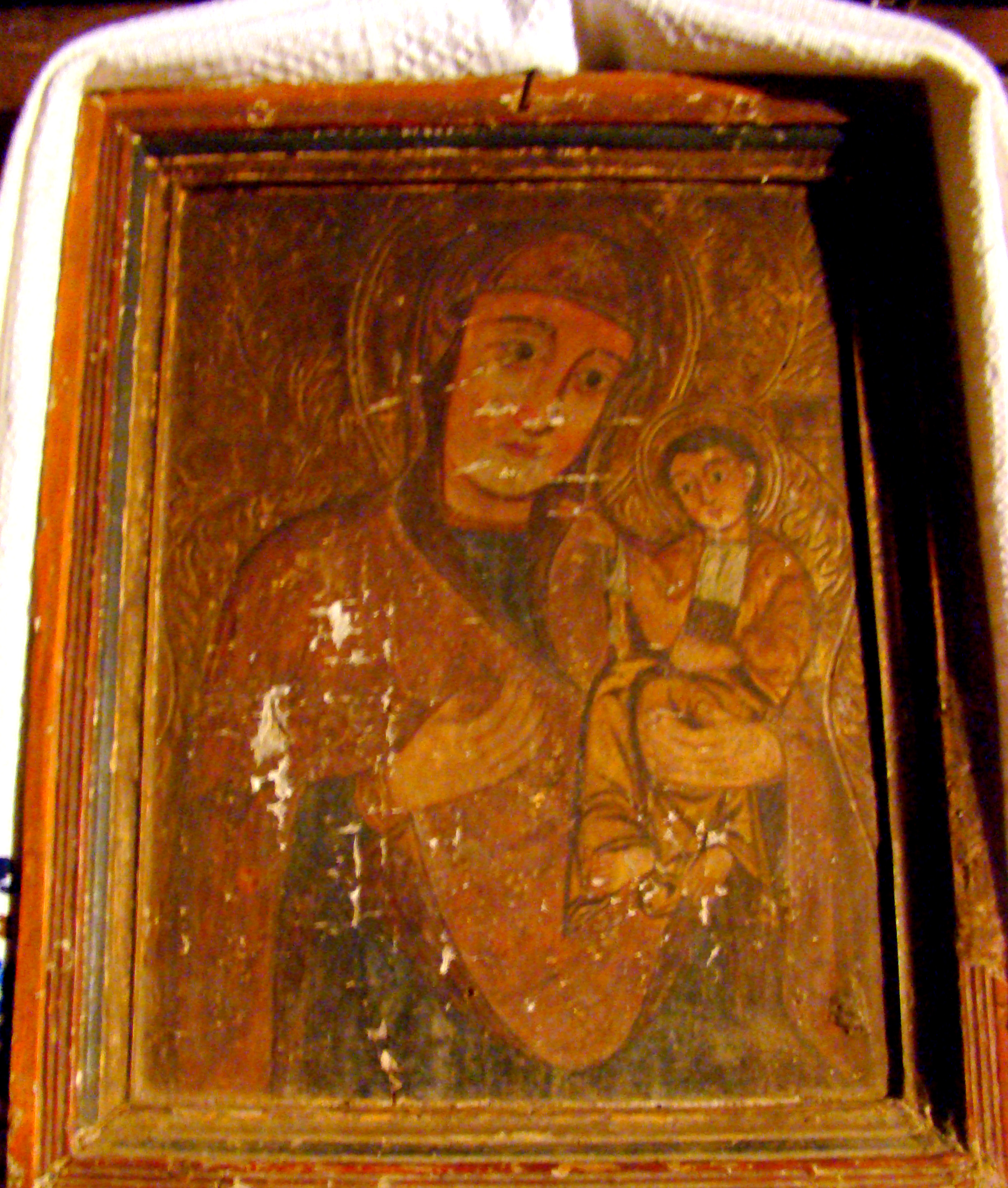
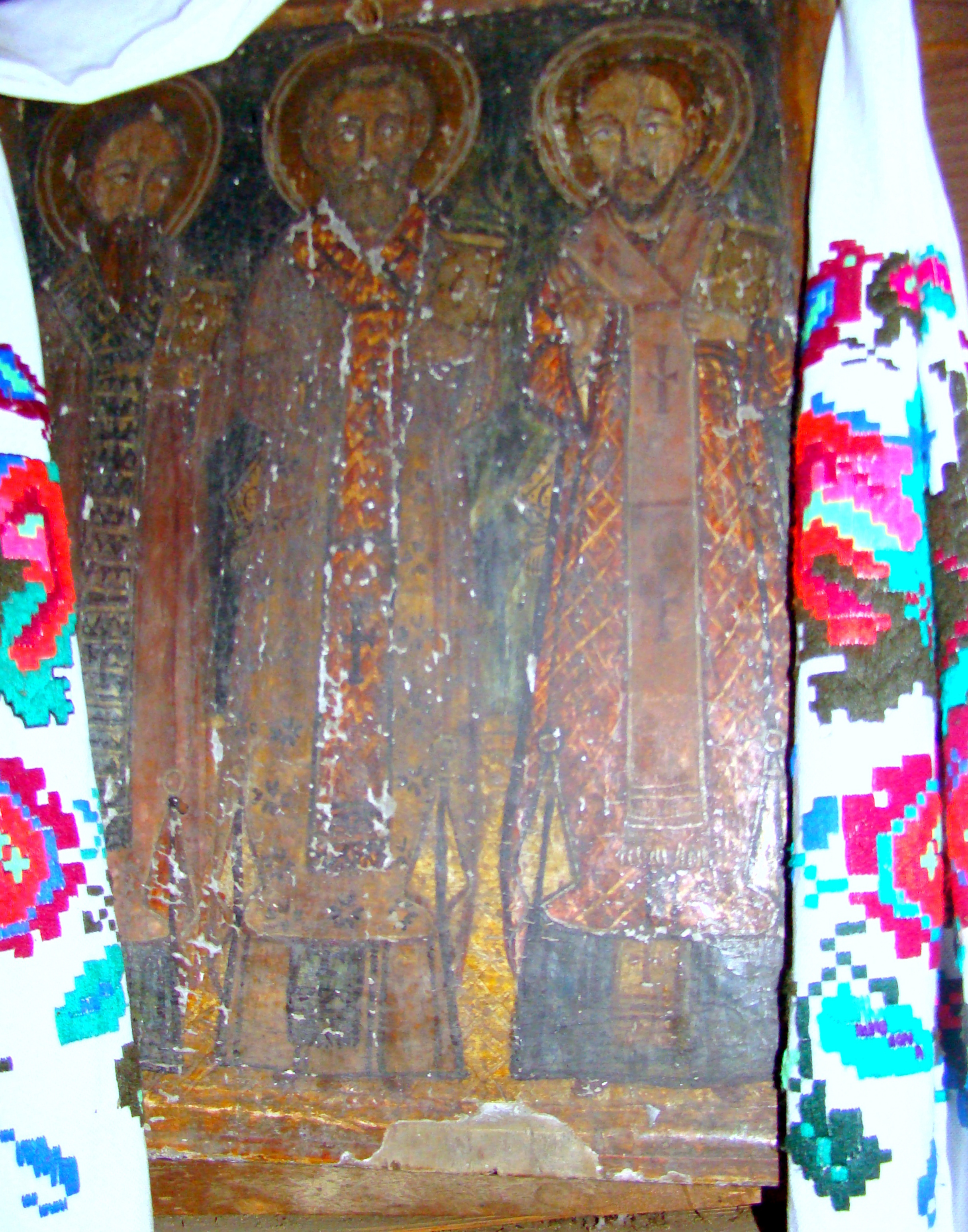
Sfinții Trei Ierarhi
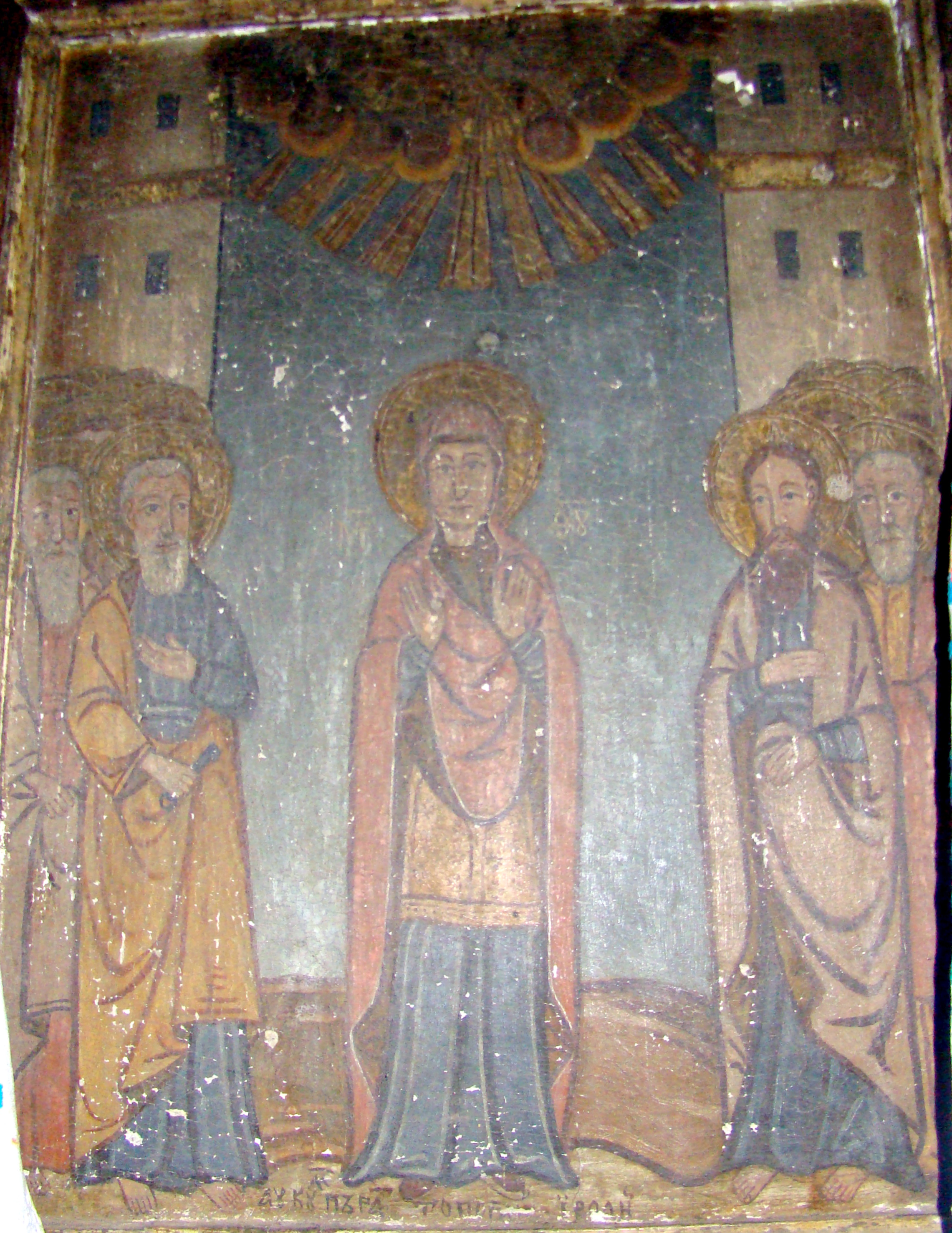
Pogorârea Sfântului Duh
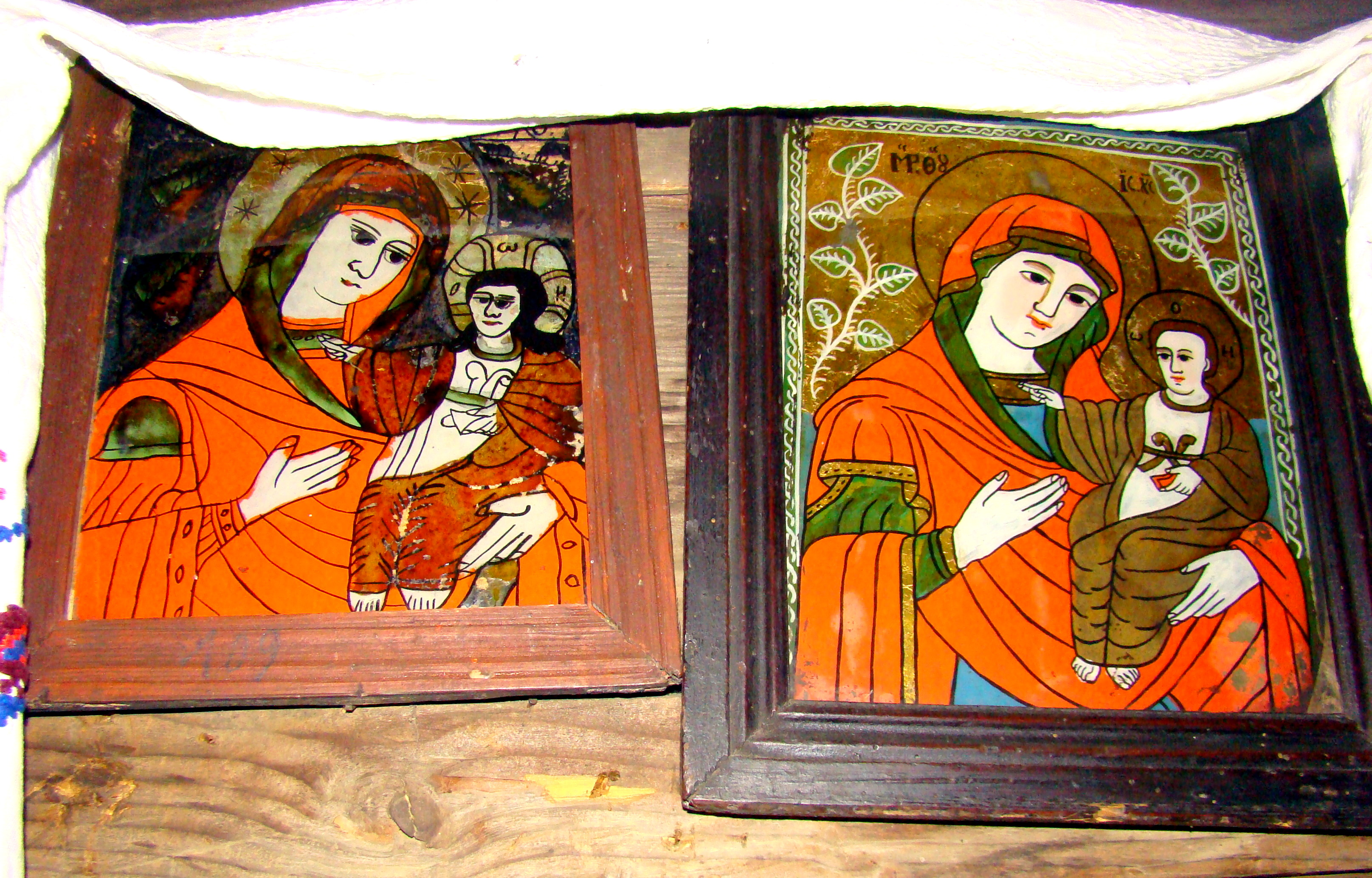
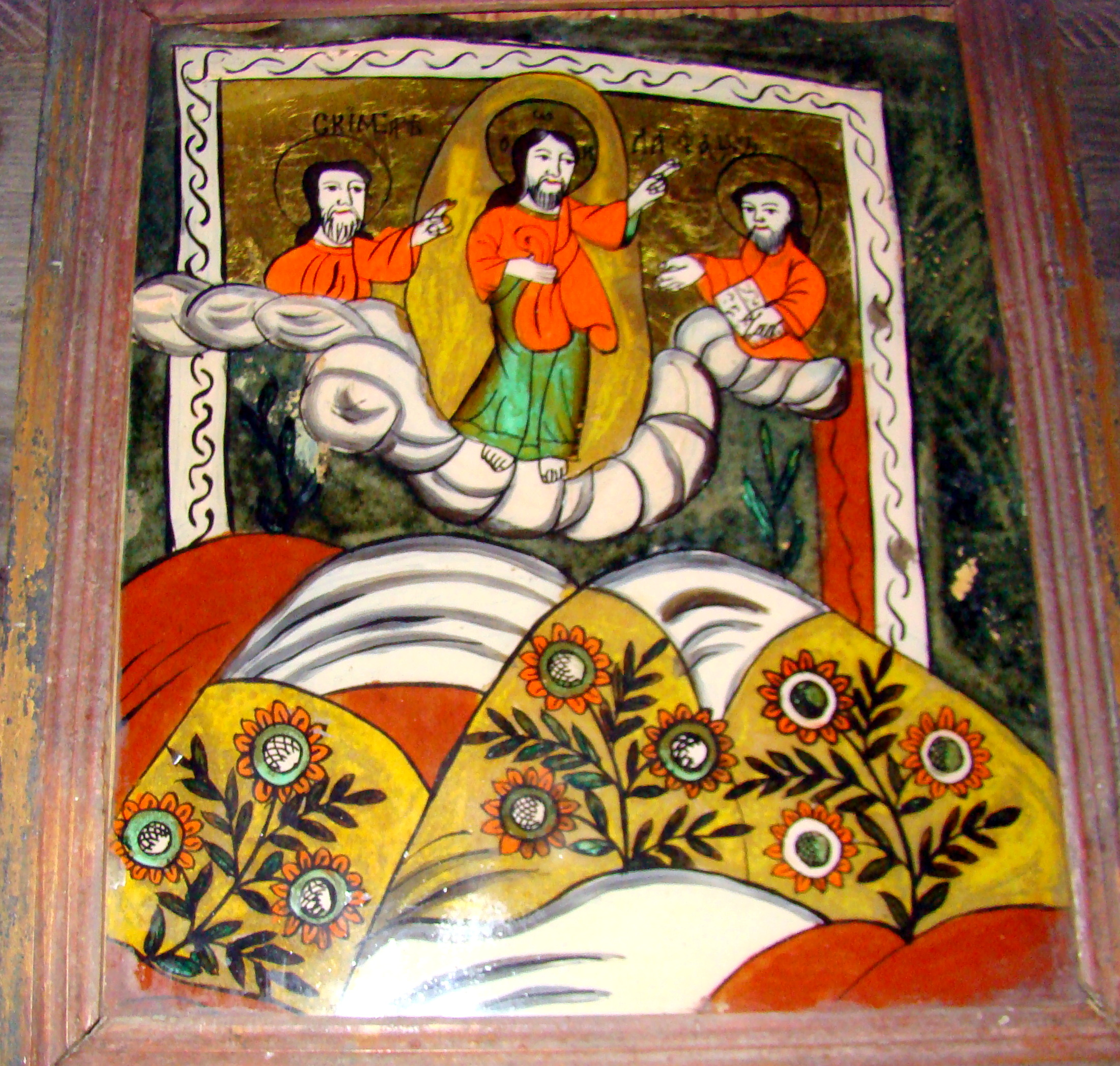
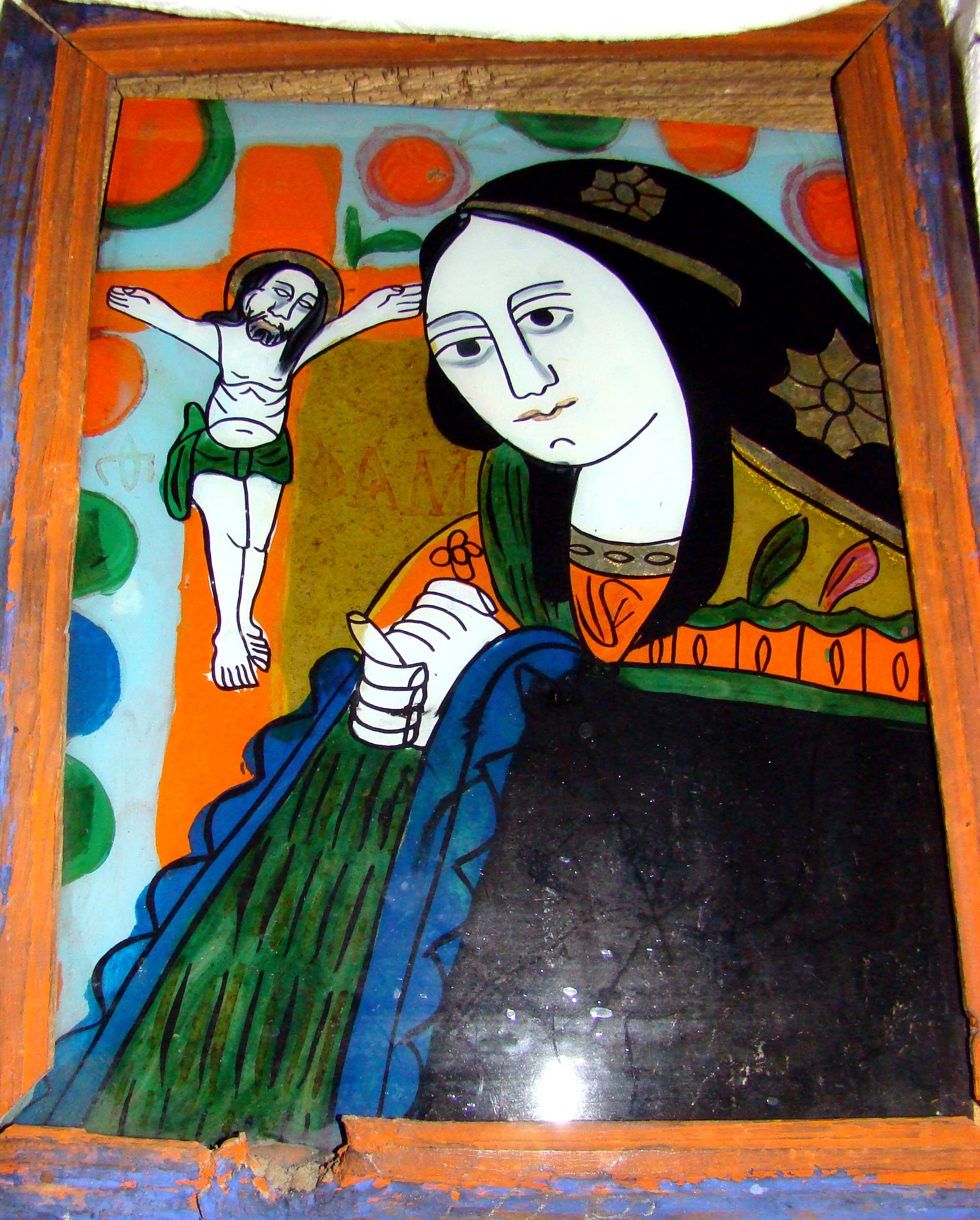
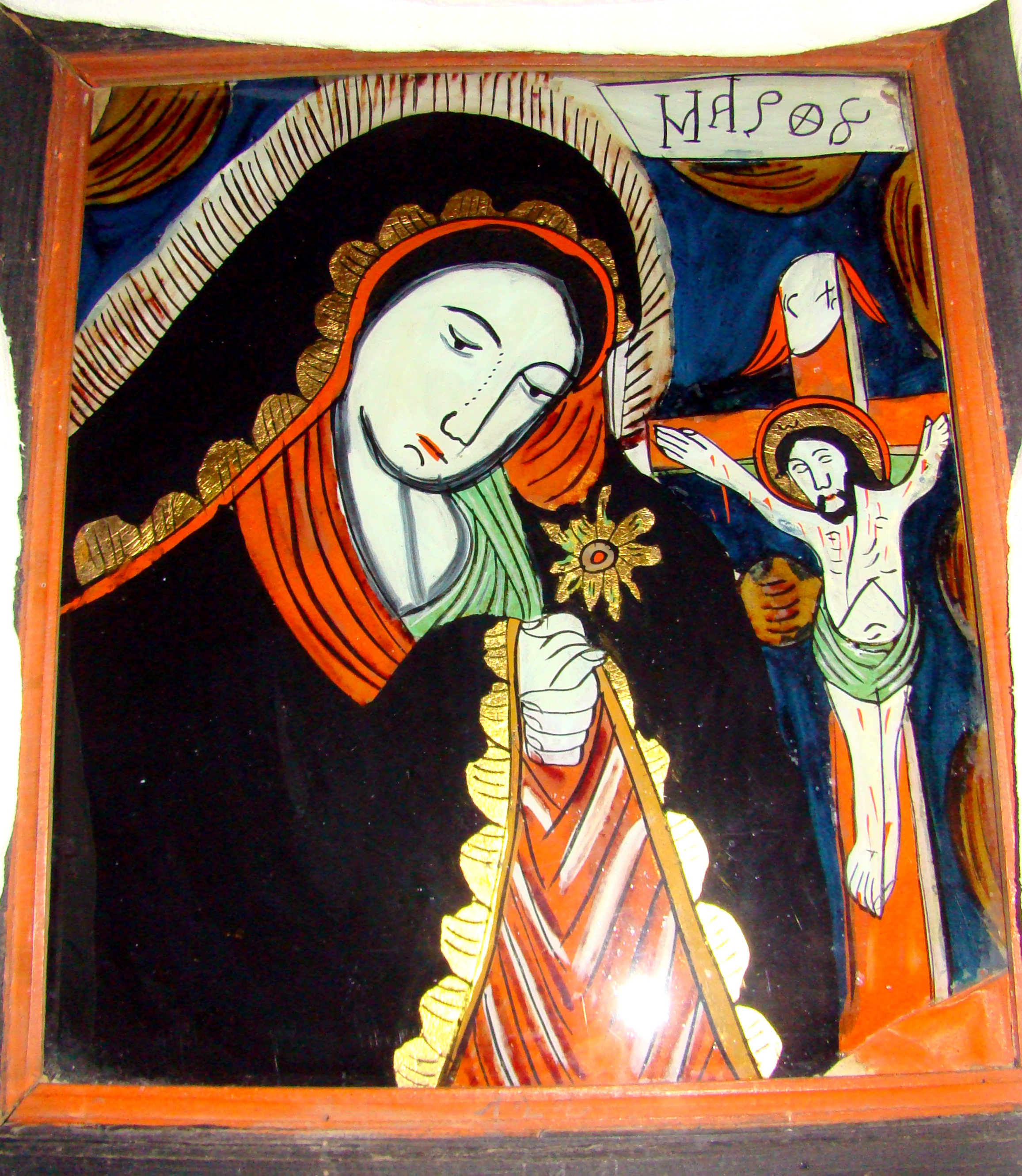
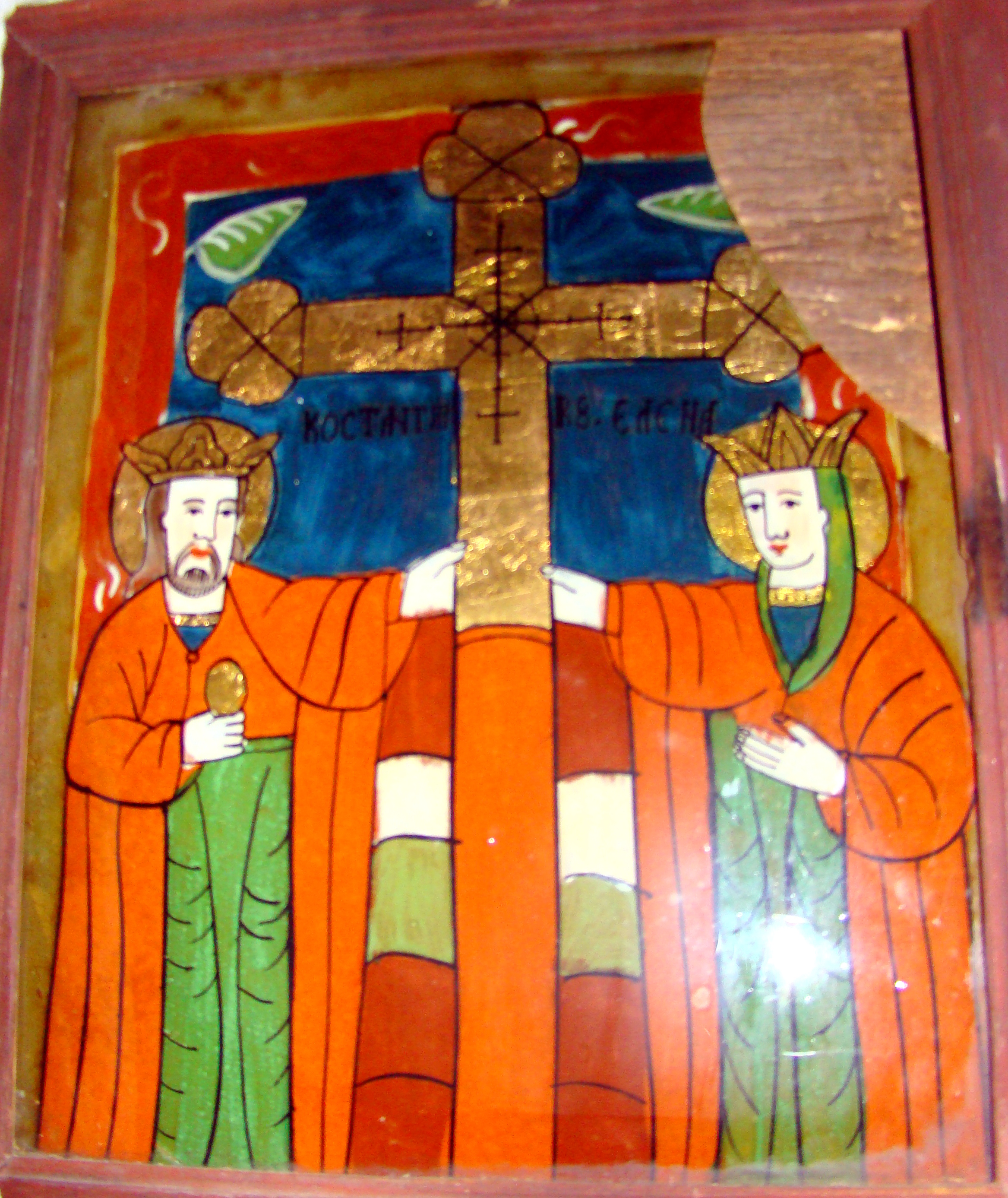
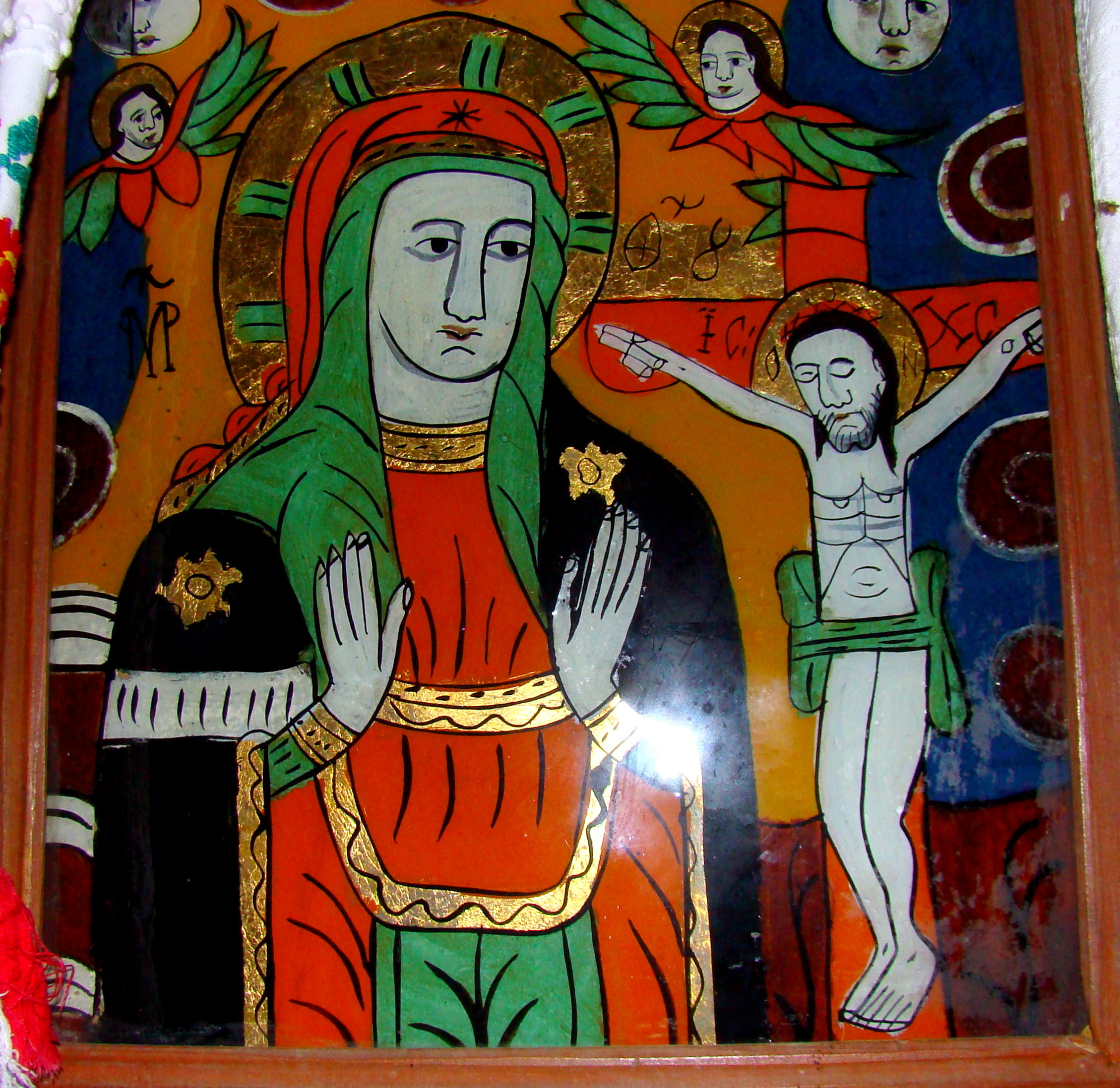
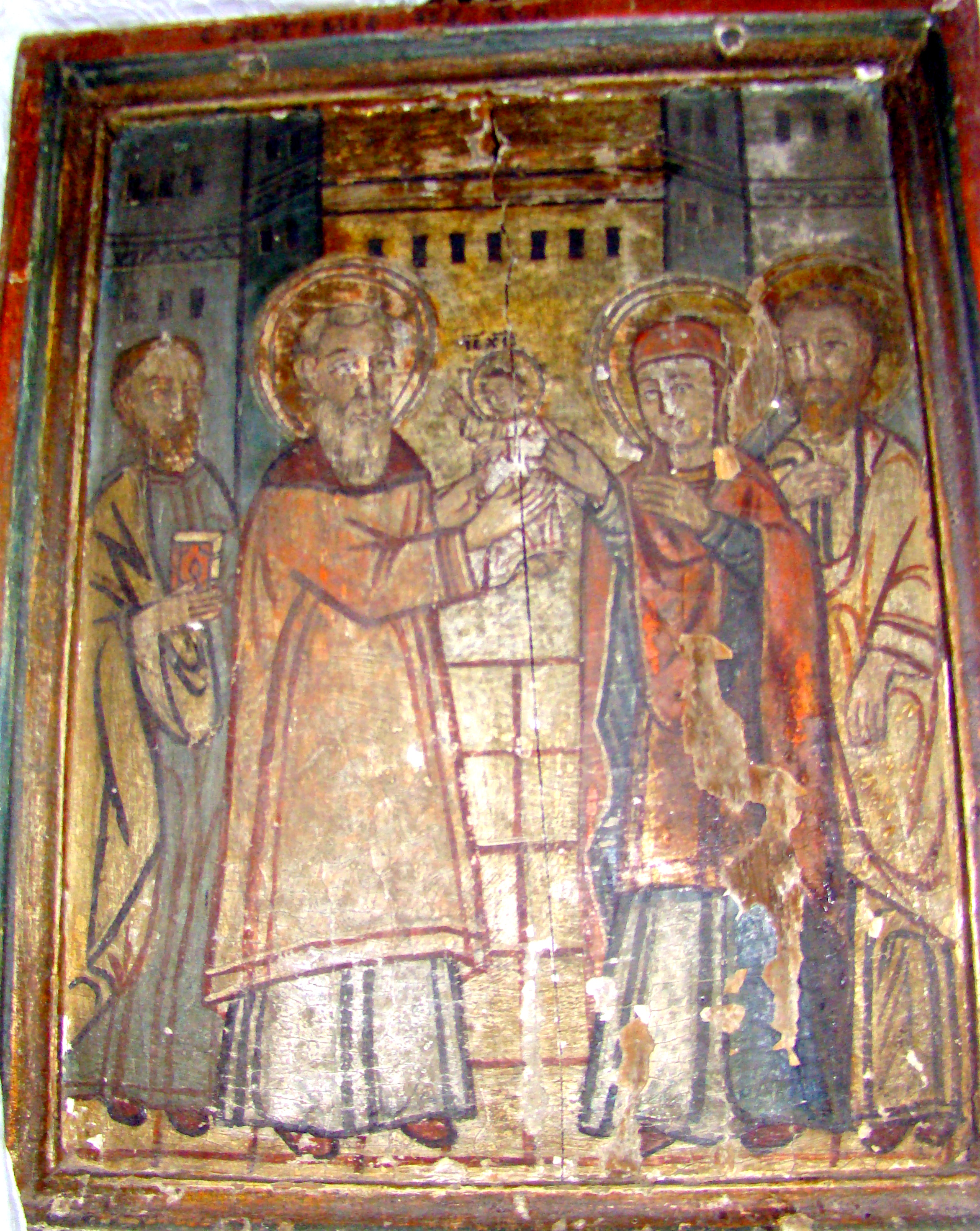
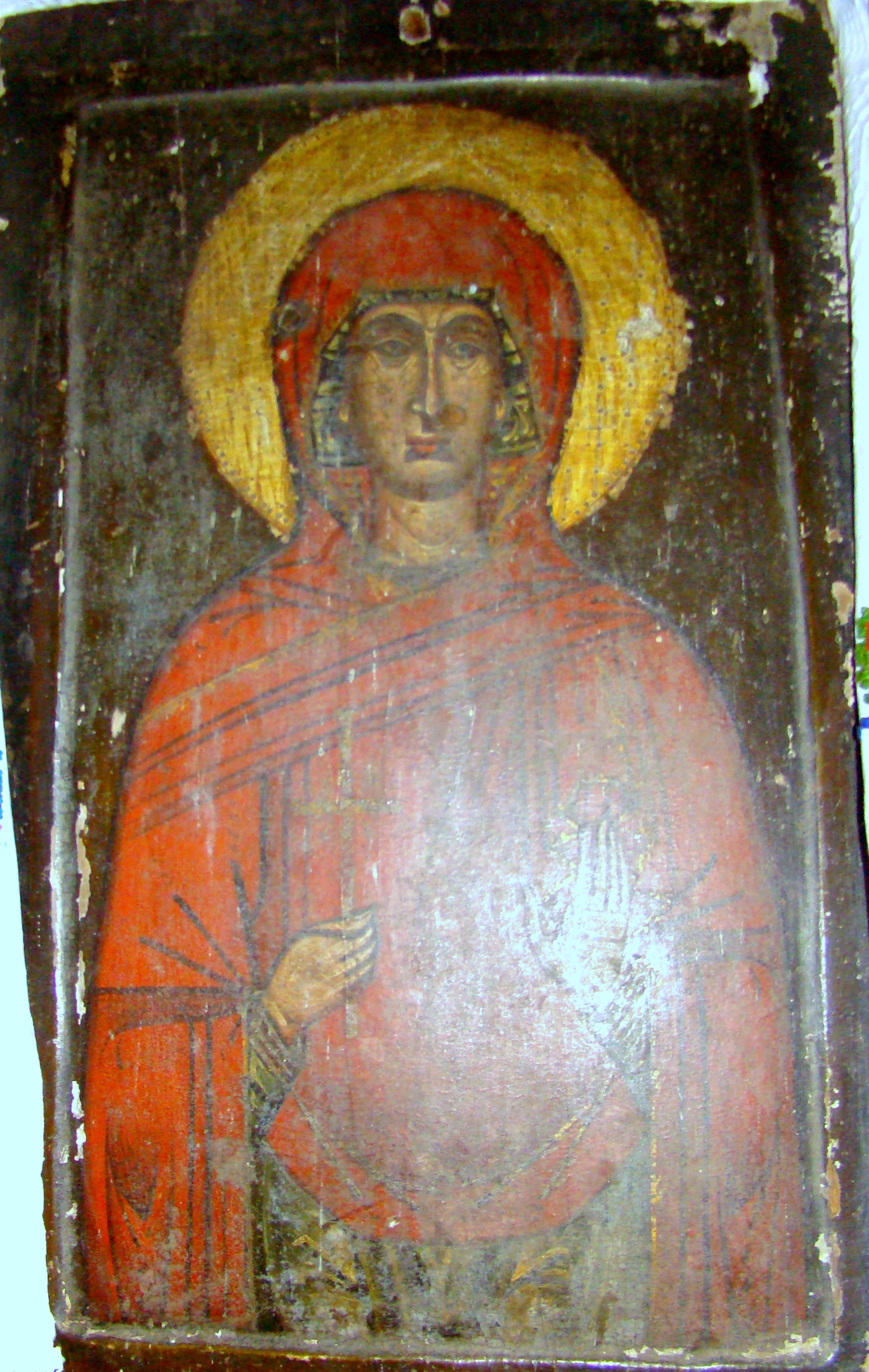
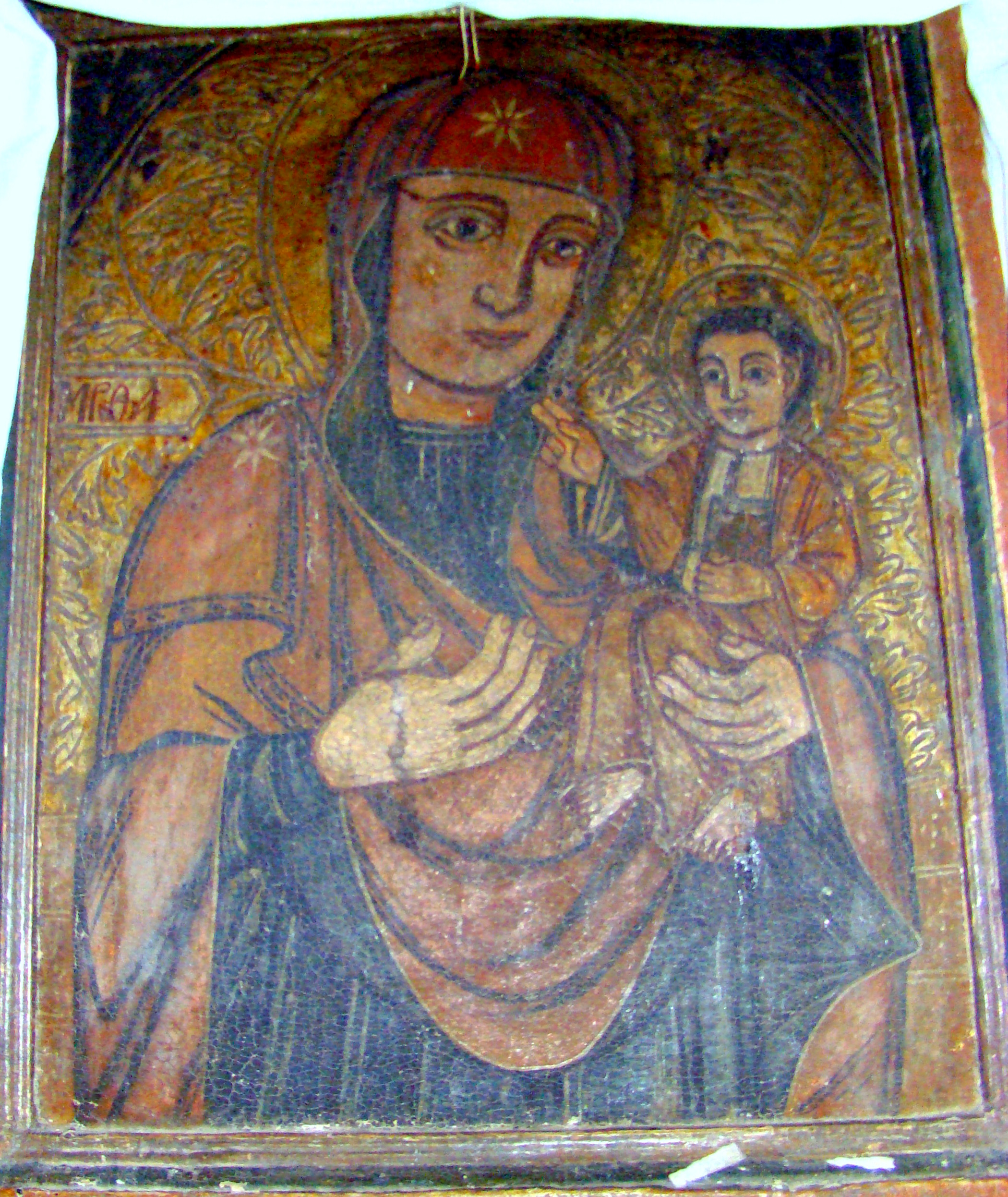
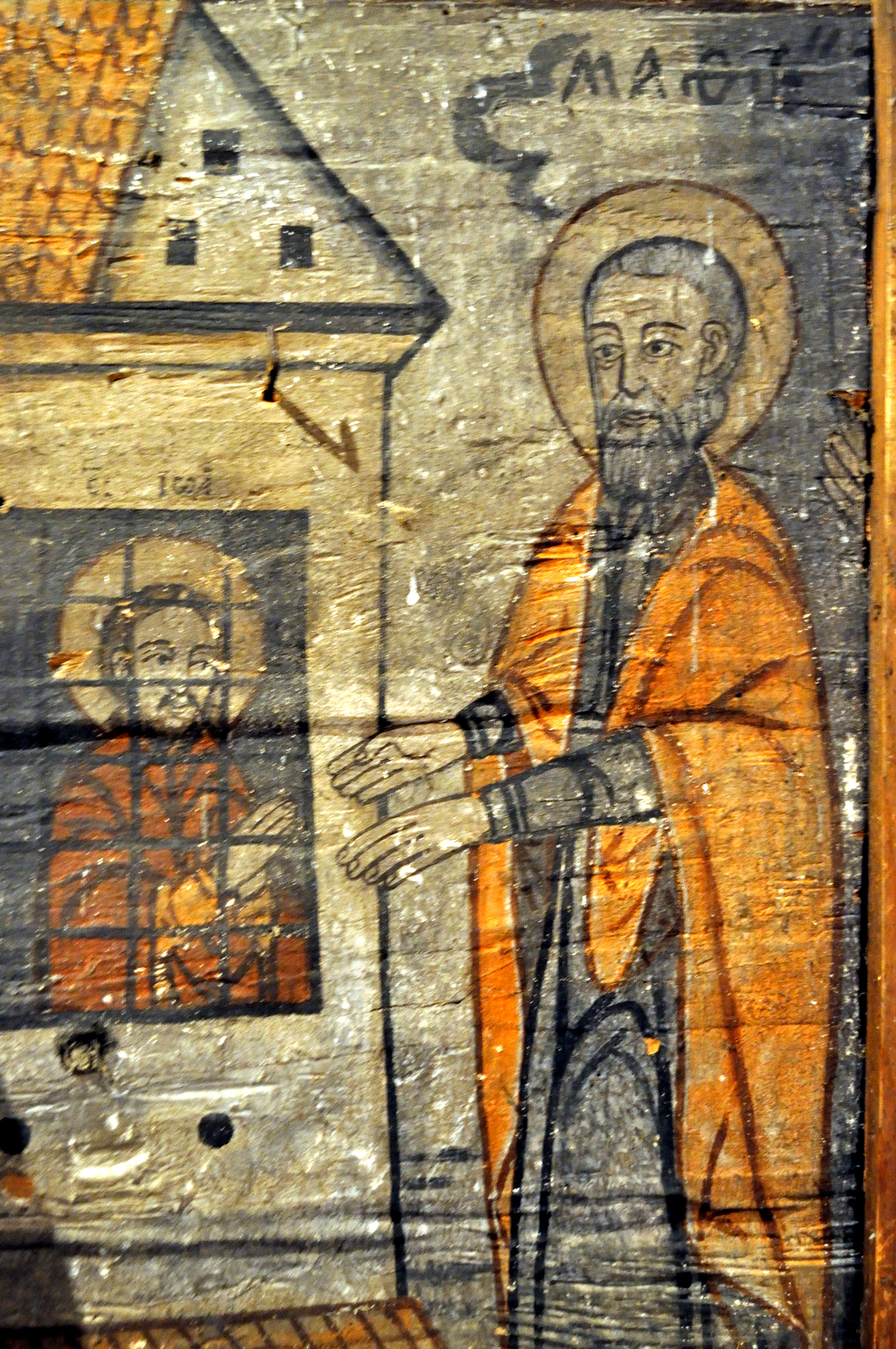
Sfântul Dimitrie la închisoare îl binecuvântează pe Nestor
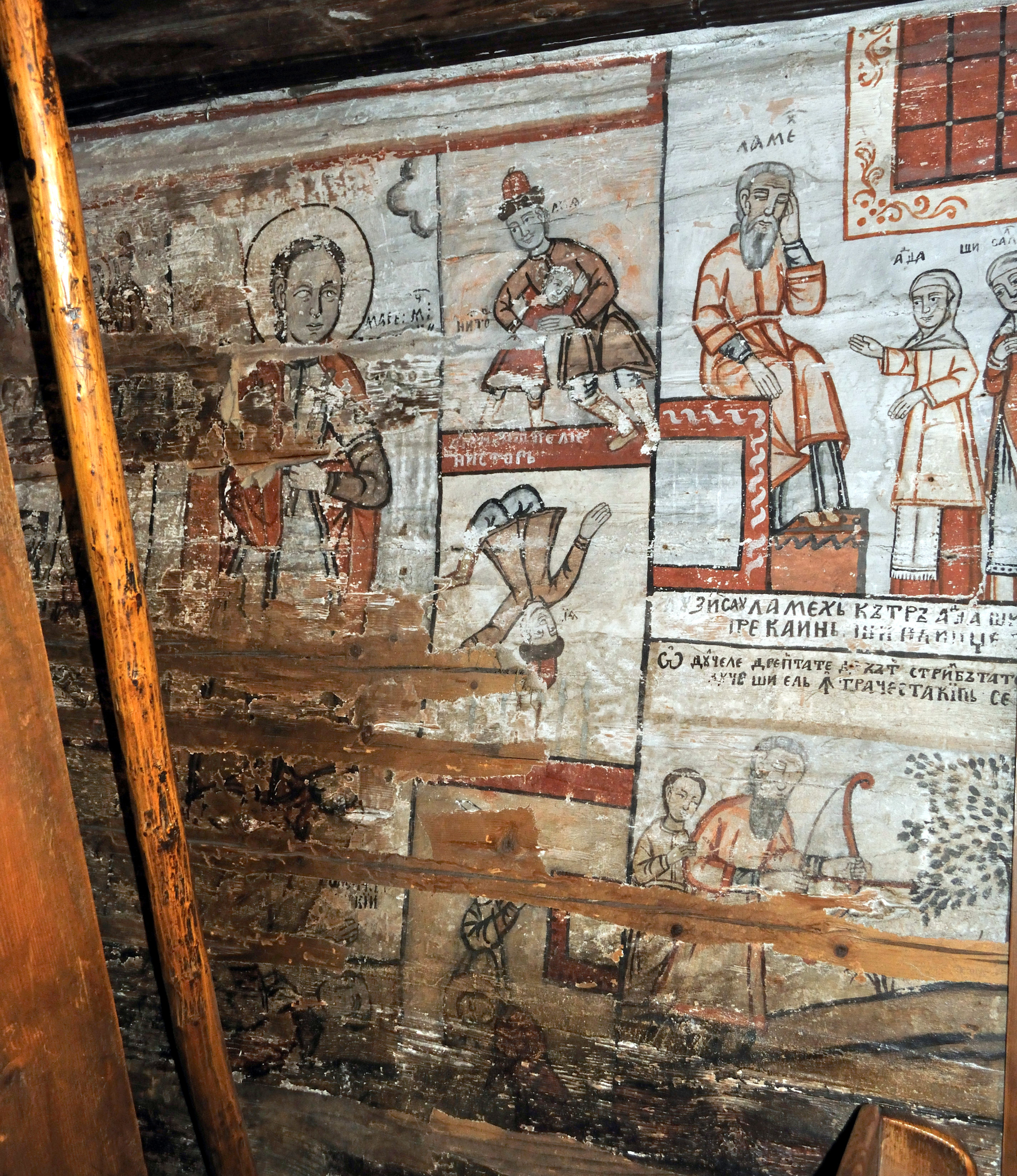
Pictura naosului: Sfântul Mare Mucenic Dimitrie; Lupta lui Nestor cu Lie păgânul; Lameh şi femeile lui plâng moartea lui Tubalcain (de la stânga la dreapta)
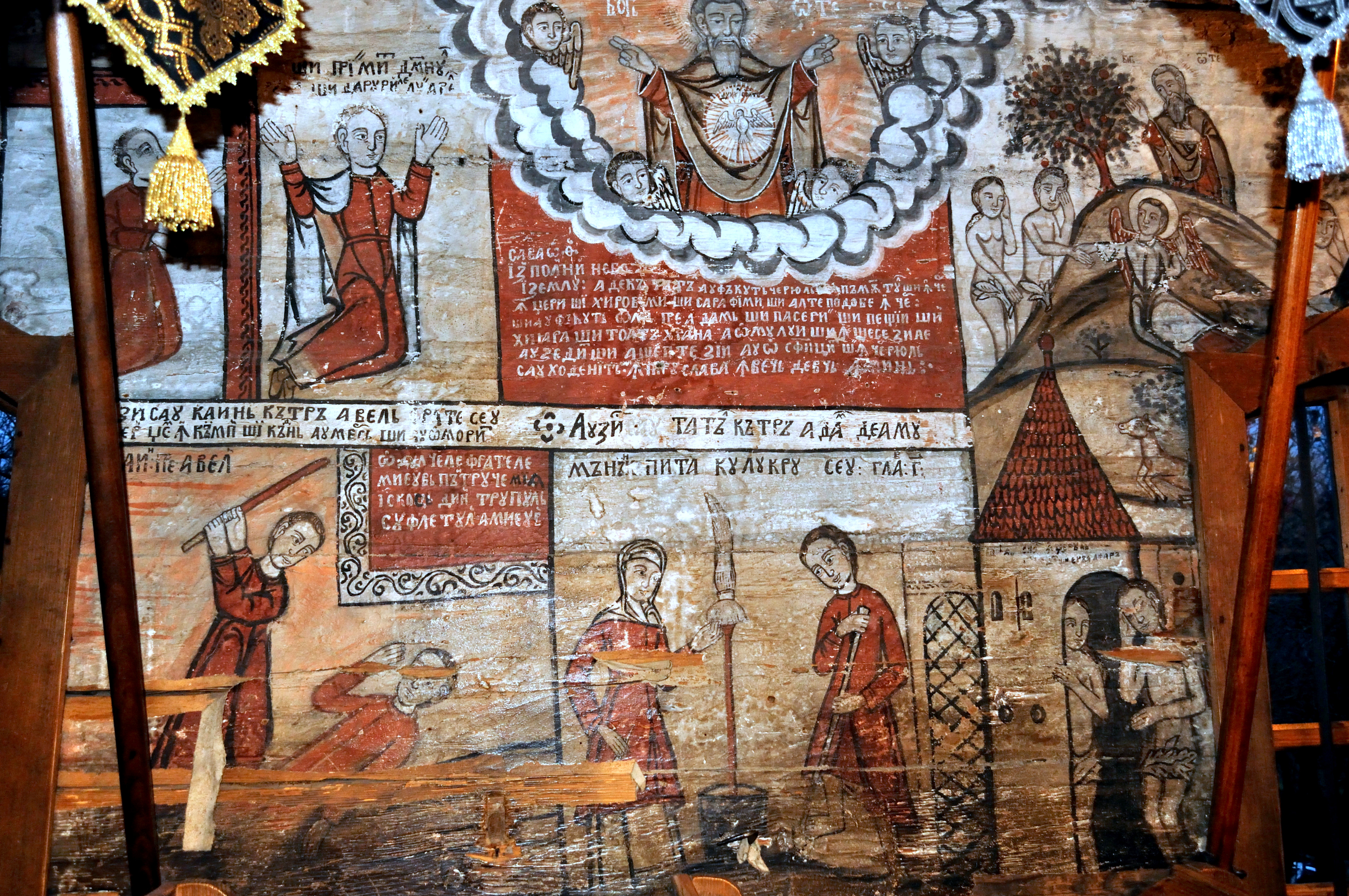
Pictura naosului: Dumnezeu-Tatăl (sus); Cain îl ucide pe Abel; Adam lucrează pământul şi Eva toarce; Adam şi Eva plâng la poarta raiului (jos)
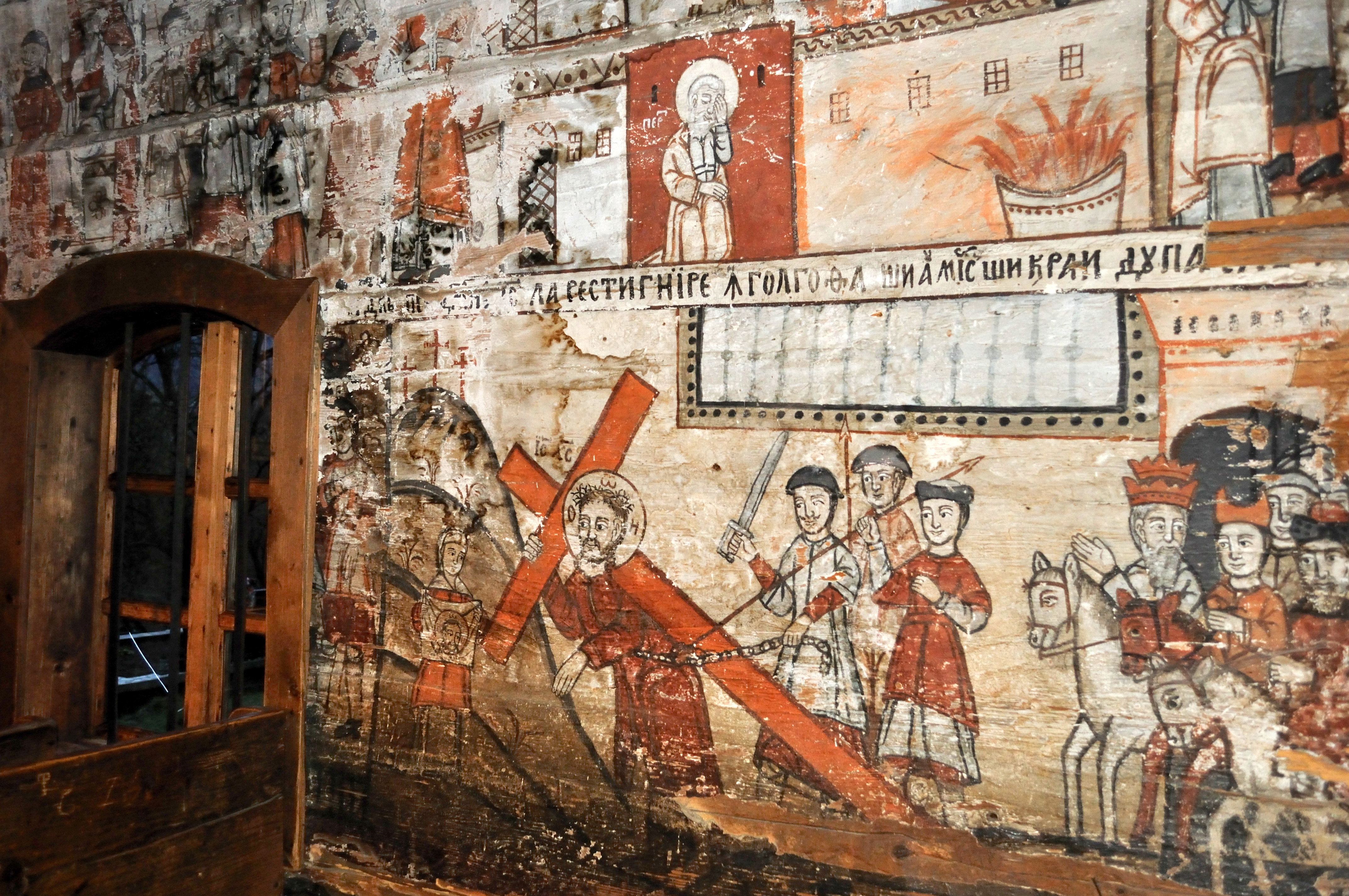
Naos, latura de sud: Căinţa Sfântului Petru (sus); Drumul Crucii (jos)
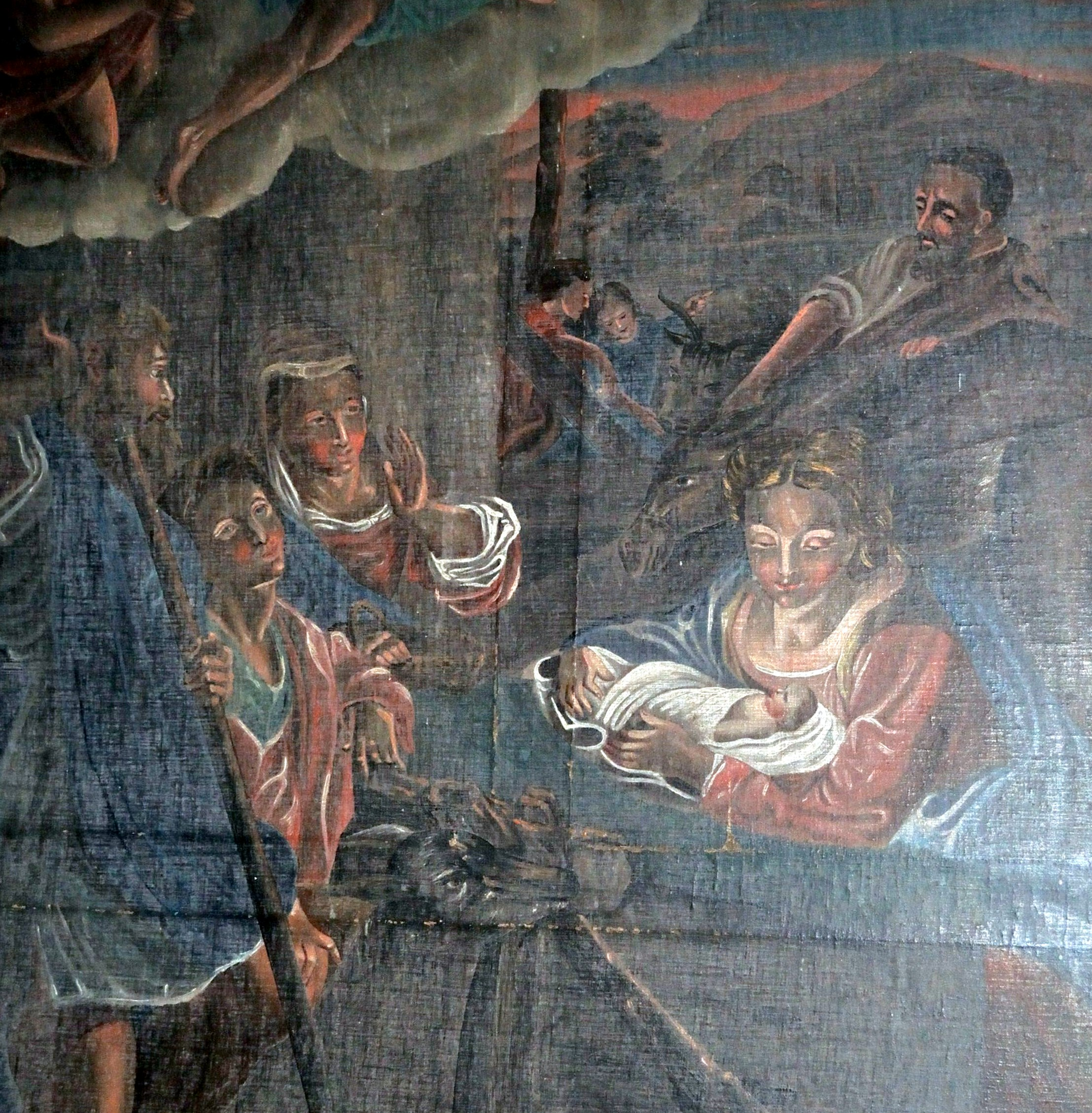
Naşterea Domnului
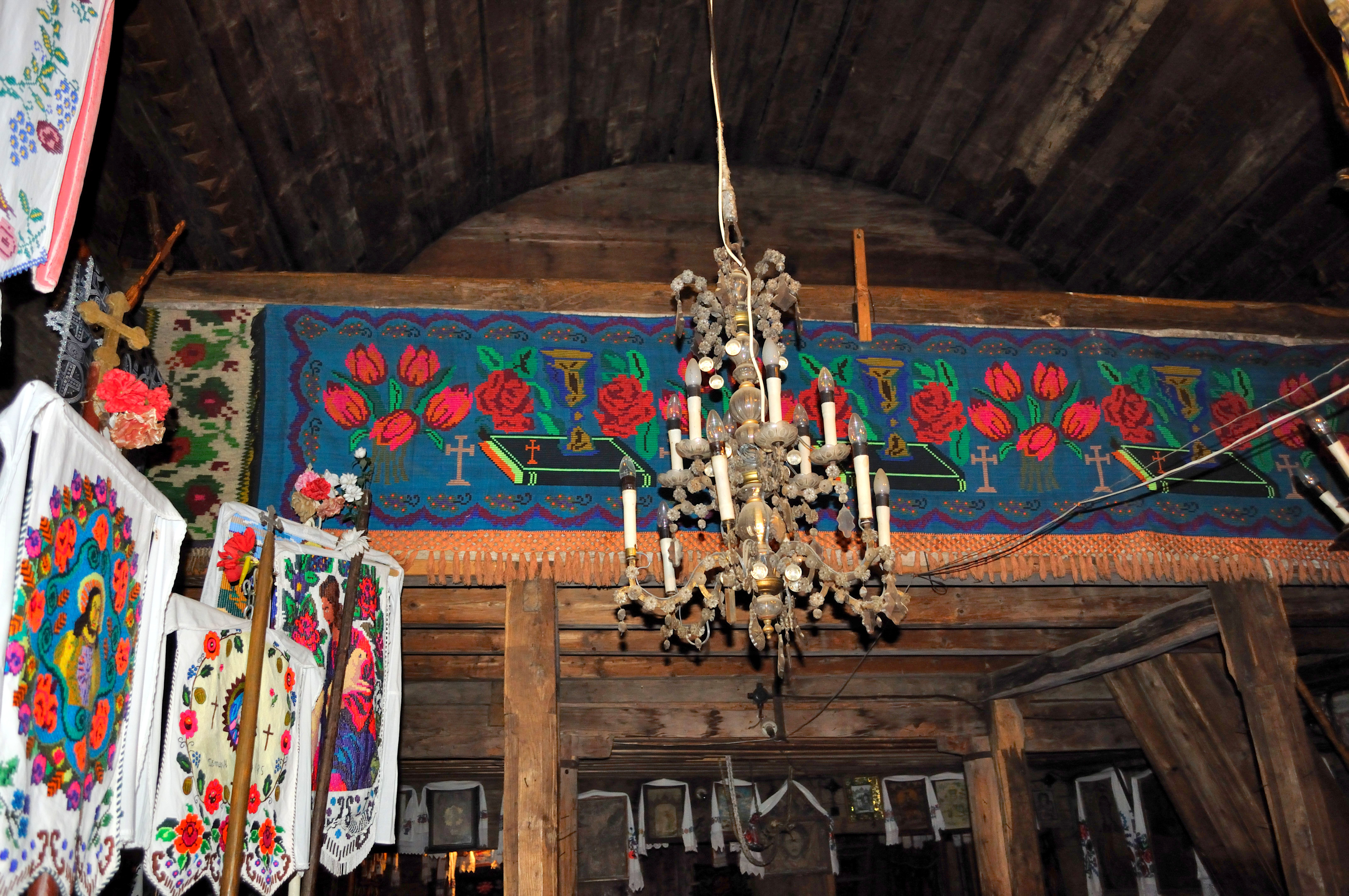

1. ↑  Ac[ias]ta s[fântă] icoană au cumpărat Toporan Ivoan, ca să le fie pomană în veci [ami]n (Baboș, pag. 167)